# Gastronomía de México
La gastronomía mexicana es el conjunto de platillos y técnicas culinarias de México que forman parte de las tradiciones y vida común de sus habitantes, enriquecida por las aportaciones de las distintas regiones del país, que deriva de la experiencia de la región prehispánica  que actualmente es México, con la cocina española de la península ibérica, entre otras. El 16 de noviembre de 2010, la gastronomía mexicana fue reconocida como Patrimonio cultural inmaterial de la Humanidad por la Unesco.
La cocina mexicana ha sido influida y ha influido a su vez a cocinas de otras culturas, como la estadounidense, española, francesa, italiana, africana, del Oriente Medio y asiática. Es testimonio de la cultura histórica del país: muchos platillos se originaron en la América prehispánica y otros momentos importantes de su historia. Existe en ella una amplia gama de sabores, colores, olores, texturas e influencias que la convierten en un gran atractivo para nacionales y extranjeros: México es famoso por su gastronomía.
La base de la cocina mexicana actual deriva en gran parte de la cocina existente en la época prehispánica, con un uso preponderante del maíz, frijol, chile, jitomate, tomate verde, calabaza, aguacate, cacao, cacahuate, amaranto, vainilla, nopal, agave, cactáceas, hierbas y condimentos (epazote, hoja santa, pápalo, quelites), diversas aves como el guajolote y variedad de mamíferos, peces e insectos. Mientras que múltiples ingredientes se han adaptado a la cocina mexicana a través del intercambio cultural que trajo el Virreinato de Nueva España y los siglos subsecuentes, que introdujeron ingredientes europeos, mediterráneos, asiáticos y africanos como es el trigo, arroz, café, comino, hierbabuena, laurel, orégano, perejil, cerdo, res, pollo, cebolla, limón, naranja, plátano, caña de azúcar, cilantro, canela, clavo, tomillo y pimienta; muchos de los cuales han sido ampliamente adoptados e incluso históricamente cultivados en México, como es el caso del café y el arroz.
La región que actualmente es México aportó al mundo productos sin los cuales no sería posible entender la gastronomía mundial. Entre ellos el maíz, frijol, chile, aguacate, vainilla, cacao, jitomate, calabaza, chayote, zapote, mamey, papaya, guayaba, nopal y guajolote.
La diversidad es la característica esencial de la cocina mexicana, y es la comida regional uno de sus aspectos fundamentales. Cada estado mexicano y región poseen sus propias recetas y tradiciones culinarias. Ejemplos de comidas regionales son platillos como el caldillo duranguense (Durango), cochinita pibil (yucateca), el mole oaxaqueño, el mole poblano y el chile en nogada (Puebla), los múltiples tipos de pozole, el cabrito (coahuilense y neoleonense), el pan de cazón campechano, el churipo y las corundas (región purépecha) o el menudo (jalisciense, michoacano, sinaloense, sonorense y chihuahuense). Ciertamente, hay creaciones gastronómicas que surgieron localmente y que por su calidad, aceptación y difusión se han vuelto emblemáticas de la cocina mexicana en lo general. En los mercados de cada sitio se muestra esta diversidad, y la actividad por las mañanas comienza con típicos desayunos como molletes dulces o salados, chilaquiles y/o huevos al gusto y bebidas con leche, café, chocolate y jugos, hasta platillos únicos de cada región.
En el conjunto inmenso de cocinas regionales, se caracterizan todas ellas por un componente indígena básico en sus ingredientes y algunas técnicas comunes de preparación de los alimentos. El común denominador en muchas cocinas es el uso de maíz, chile y frijol, acompañados de jitomate en sus diversas formas, aunque no es un determinante.

## Aspectos sociales y culturales

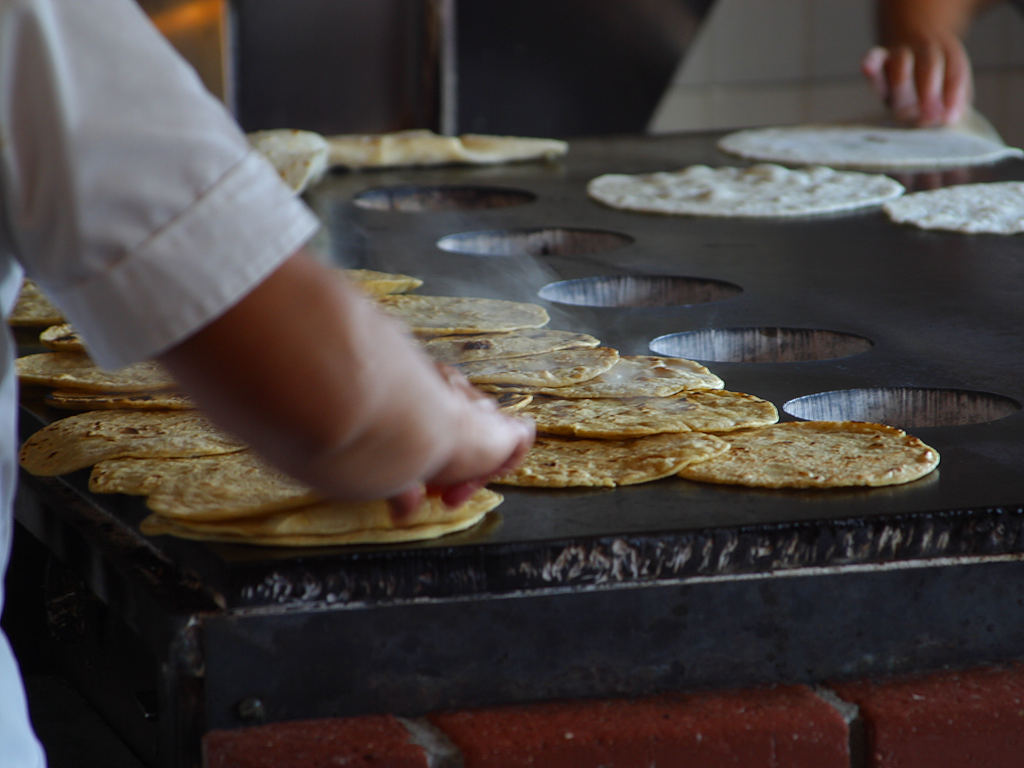
La tortilla de maíz es la base de la cocina mexicana.

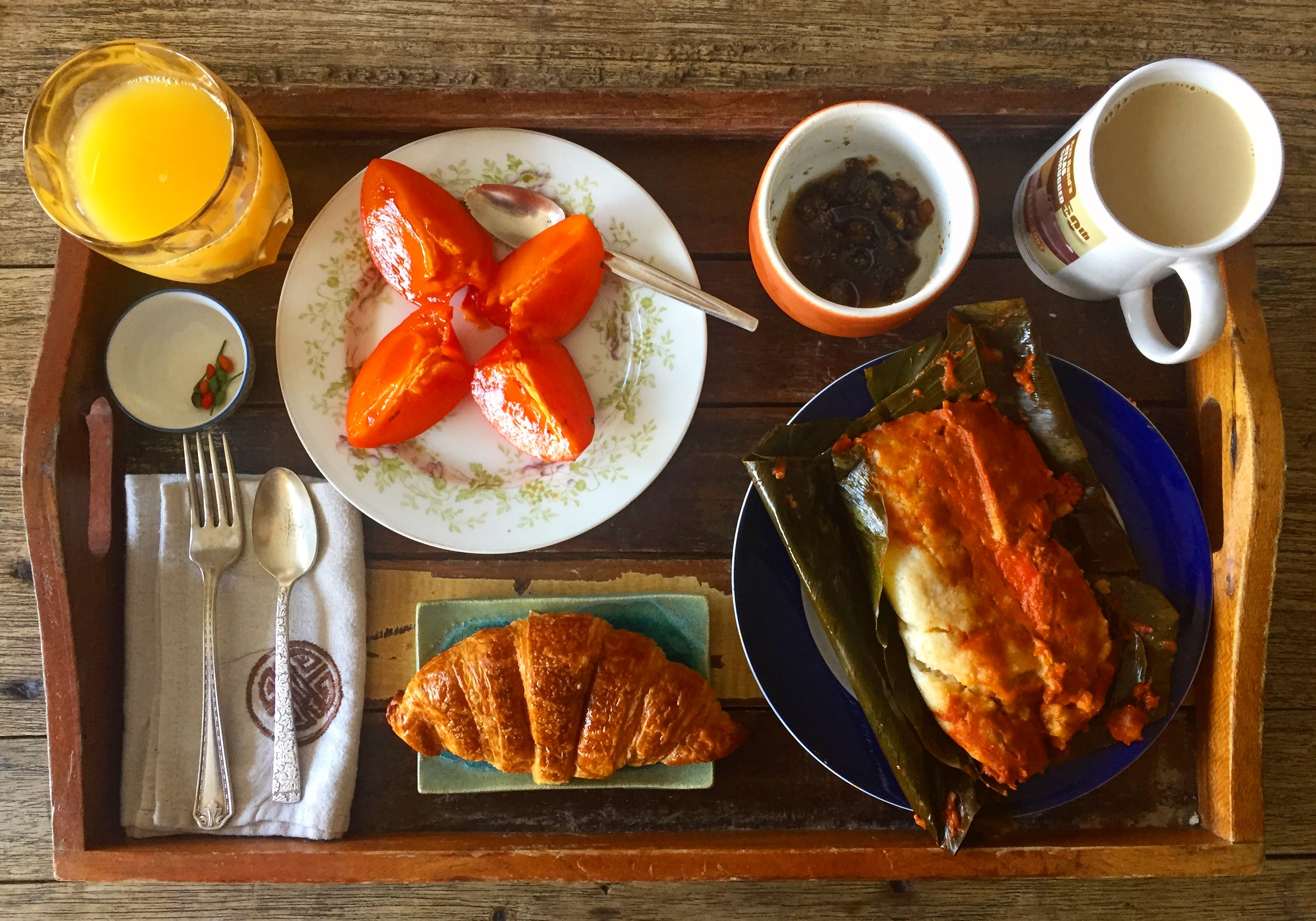
Desayuno presentando un tamal.

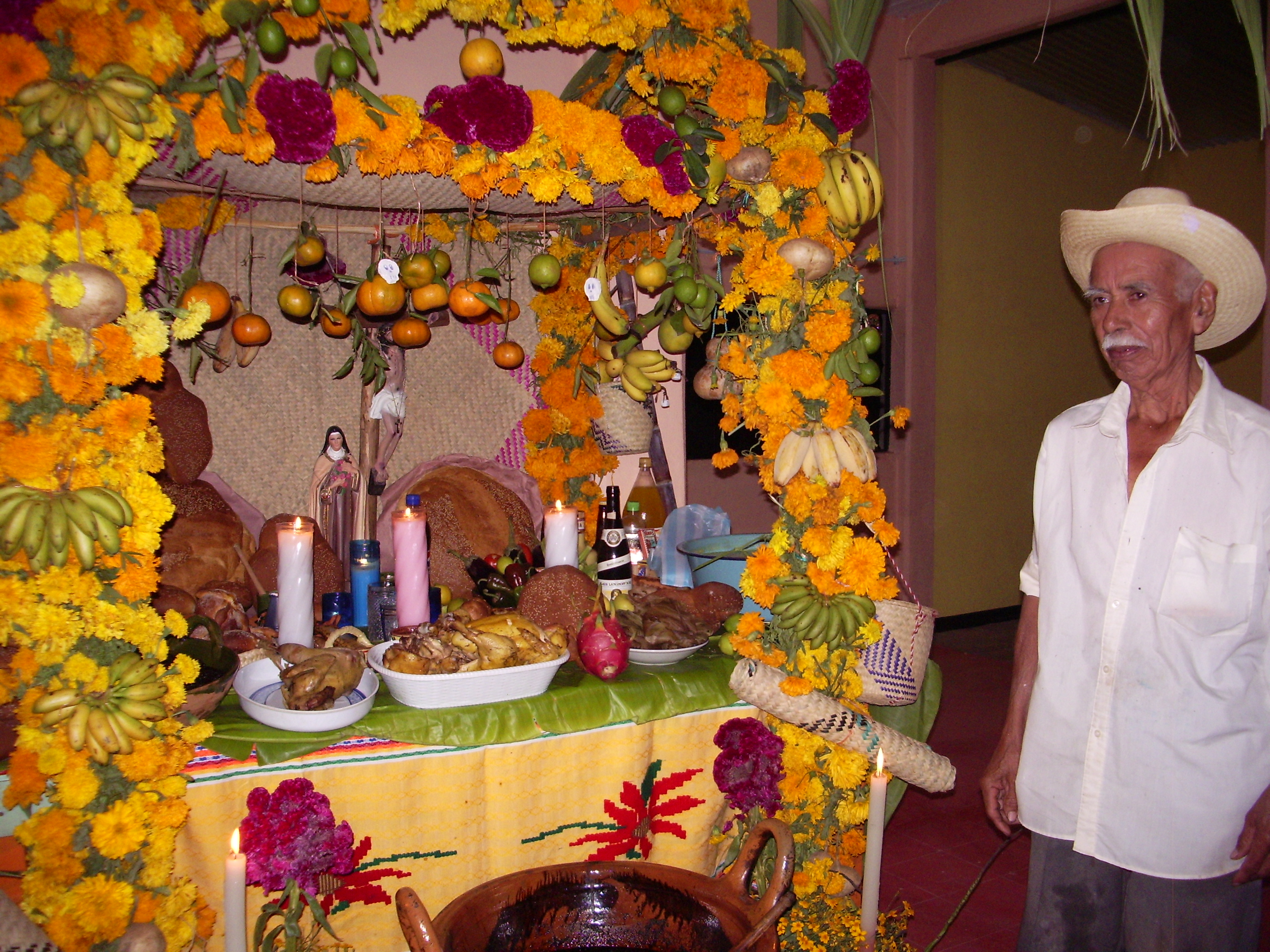
Altar del Día de muertos con su tradicional ofrenda de alimentos y frutos.

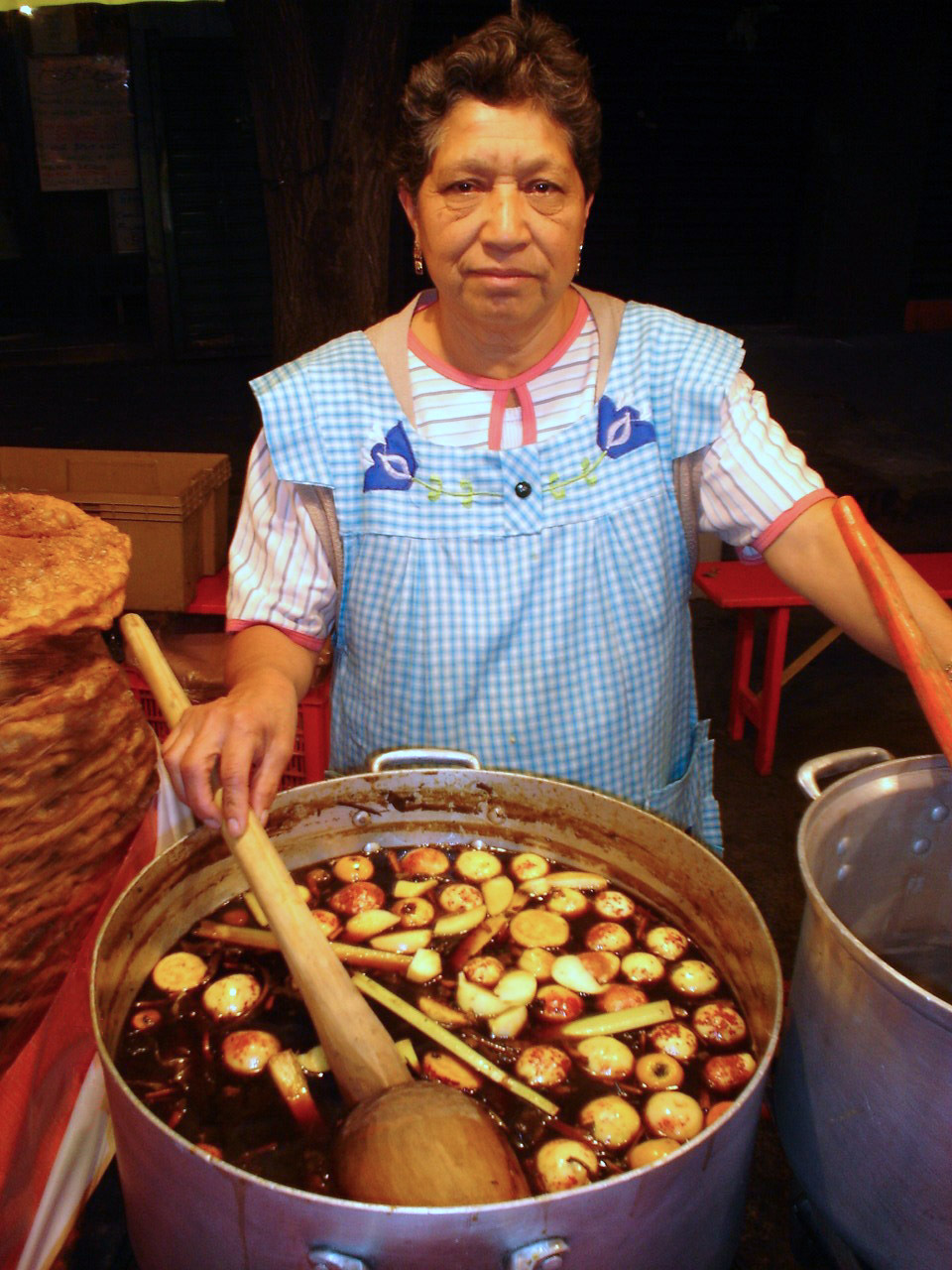
Mujer presentando un ponche de frutas navideño.

### Cocina casera
El acto de cocinar en México es considerado una de las actividades más importantes de la vida diaria. En la mayor parte del país, especialmente en las zonas rurales, los alimentos se consume en el hogar tomando como base los ingredientes locales.
La gastronomía mexicana siempre ha sido calificada como una cocina de gran influencia barroca, resultado de un mestizaje culinario, representando la visión que los mexicanos tienen del mundo. De esta forma, la región del norte de México es de clima más seco, ofrece una cocina más bien austera, de sabores sencillos, fuertemente basada en la recolección y el mestizaje, pero que destaca por el nivel de endemismos florísticos. En cambio, en el sureste del país y otras zonas tropicales, se da una amplia diversidad de sabores con una cantidad hasta ahora desconocida de platillos y recetarios locales.
En México se acostumbra hacer tres comidas al día: el «desayuno», la «comida» y la «cena», si bien al tratarse del país industrializado donde la gente más labora, esto ha ido cambiando y ahora cada familia aplica un horario acorde a sus necesidades. En término medio, el «desayuno» se hace entre las 7 y 10 de la mañana, la «comida» entre las 2 y 3 de la tarde, y la «cena» después de las 8 de la noche. El «desayuno» suele ser algo más abundante que en otros países y varía según la región, desde los huevos preparados de distintas formas, solos o acompañados con frijoles, chilaquiles, tortas y quesadillas, hasta platillos más complejos hechos con carne o guisos y generalmente como bebida jugos, leche, o café. La comida principal es la «comida» y suele involucrar el platillo más elaborado del día, generalmente acompañada de aguas frescas o bebidas regionales, aunque los refrescos han ganado terreno los últimos años. La «cena» varía de acuerdo a costumbres personales desde una comida sencilla acompañada de pan dulce, café, té, chocolate o bebidas regionales, hasta platillos también complejos o algún recalentado. En México el «almuerzo» es el alimento ligero que algunos consumen antes del mediodía, generalmente entre las diez y las doce o después del desayuno, si bien puede resultar confuso ya que si la persona retrasa el desayuno suele llamarle almuerzo o incluso en algunas regiones a cualquier desayuno se le llama así, mientras que la «merienda» es el alimento ligero entre la comida y la cena, o aquella cena que se suele hacer más temprano de lo habitual.

### Festividades y rituales
La cocina en México también cumple funciones rituales y festivas determinantes, tales como la instalación del altar de muertos o la fiesta de quince años. La comida suele representar claramente la estructura social del país.
Una de las características de la gastronomía mexicana es que aunque hace distinción entre la cocina cotidiana y la alta cocina, estos pueden consumirse en cualquier momento y ser adecuado. Así, aunque existen platillos típicos festivos como el mole o los tamales, estos pueden consumirse cualquier día del año si así se desea, lo mismo en una casa particular que en un restaurante lujoso o en una pequeña fonda sin un valor ritual especial; y a la vez darle ese valor ritual cuando se requiera.
Para la fiesta del Día de Muertos, platillos festivos se ponen en altares y se cree que los parientes muertos que los visitan comen la esencia de la comida, y si esta es ingerida por las familias más tarde, ha perdido el sabor. Cualquier festividad o ceremonia como una boda, la fiesta de quince años, fiestas o reuniones familiares suele ser un pretexto para la preparación de platillos tradicionales, que incluyen mole, barbacoa, carnitas, mixiotes, birria o distintos platillos según la región. En ceremonias suelen estar preparados para alimentar a unos quinientos invitados, requiriendo grupos de cocineros profesionales o simplemente organizados por la familia. La cocina está fuertemente diseñada para vincular familias y comunidades.

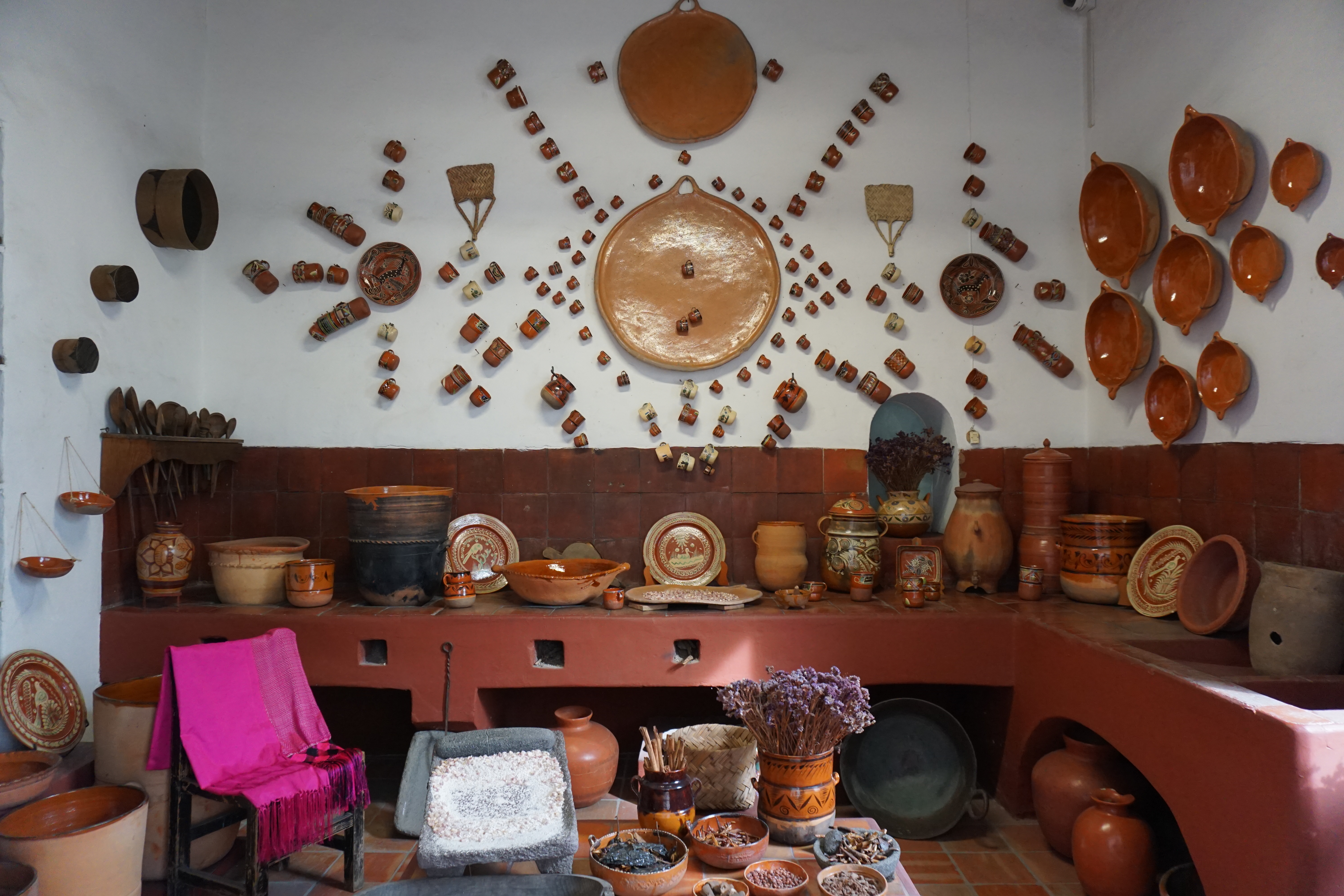
Típica cocina mexicana.

Algunos platillos muy complejos suelen ser exclusivos de algunas épocas del año, por ejemplo en la Navidad y los últimos días del año, la cena pasa a ser la comida más importante y varía desde platillos regionales más complejos (tamales con alguna distinción, pozole y otros platos), romeritos, pavo de Nochebuena o bacalao, acompañados de buñuelos y otros postres y dulces, se rompen piñatas rellenas de frutas y dulces, y como bebidas recetas más autóctonas, como ponche de frutas navideño, champurrado y atole. Este patrón de «celebrar lo tradicional» se repite en otras fiestas del año. Al tratarse de un país mayormente católico, los pueblos y comunidades suelen tener días y fiestas patronales, en los que se come de forma especial. Las ferias locales son otro ejemplo de festividad local, prácticamente cualquier población y ciudad celebra una, donde la gente da un lugar especial a la gastronomía.
Aún es muy frecuente que en México la gastronomía se adapte para celebrar la Cuaresma. Durante este período se elaboran platos con ingredientes sencillos y vegetales cotidianos como la papa, calabacita y flor de calabaza, camote, ejotes, chiles poblanos, aguacate, nopal y otros ingredientes y productos indígenas, aumenta el consumo de frijoles, lentejas, habas, garbanzos, huitlacoche, charales, sardinas, camarones y toda clase de pescados frescos o secos. Platillos como el pipián o las tortitas de camarón con nopales son propiamente típicos de estas fechas y puede ser más complicado encontrarlos durante el resto del año.
En últimos años se han vuelto frecuentes los festivales gastronómicos, que van desde lo local hasta ferias nacionales, entre las más reconocidas se encuentra:
- Festival Internacional del Paste, la primera semana de octubre en Mineral del Monte, Hidalgo;
- Feria de la manzana de Zacatlán, la segunda mitad de agosto, en Zacatlán, Puebla;
- Feria de las Fresas, la primera y segunda semana de marzo, en Irapuato, Guanajuato;
- Feria del Alfeñique, entre octubre y noviembre, en Toluca, Estado de México;
- Festival Internacional de la Cerveza, el segundo fin de semana de mayo, en Morelia, Michoacán;
- Feria internacional del mole, 2-3 de mayo en Puebla, Puebla;
- Feria nacional del mole, mes de octubre, en San Pedro Atocpan, Ciudad de México;
- Feria Nacional del Queso y el Vino, segunda quincena de mayo a inicios de junio, en Tequisquiapan, Querétaro;
- Festival del Chile en Nogada, mes de agosto, en las ciudades principales de Puebla, Puebla;
- Festival del Chocolate, la última semana de noviembre, en Villahermosa, Tabasco;
- Festival del queso artesanal, mes de julio en Tenosique, Tabasco;
- Sabor es Polanco, últimos días de marzo, Polanco, Ciudad de México;
- Wine and Food Festival Cancún - Riviera Maya, variable entre marzo y abril, Riviera Maya, Quintana Roo;
- Muestra Gastronómica de Santiago de Anaya, la primera fin de semana de abril en Santiago de Anaya, Hidalgo.

### Comida callejera y restaurantes

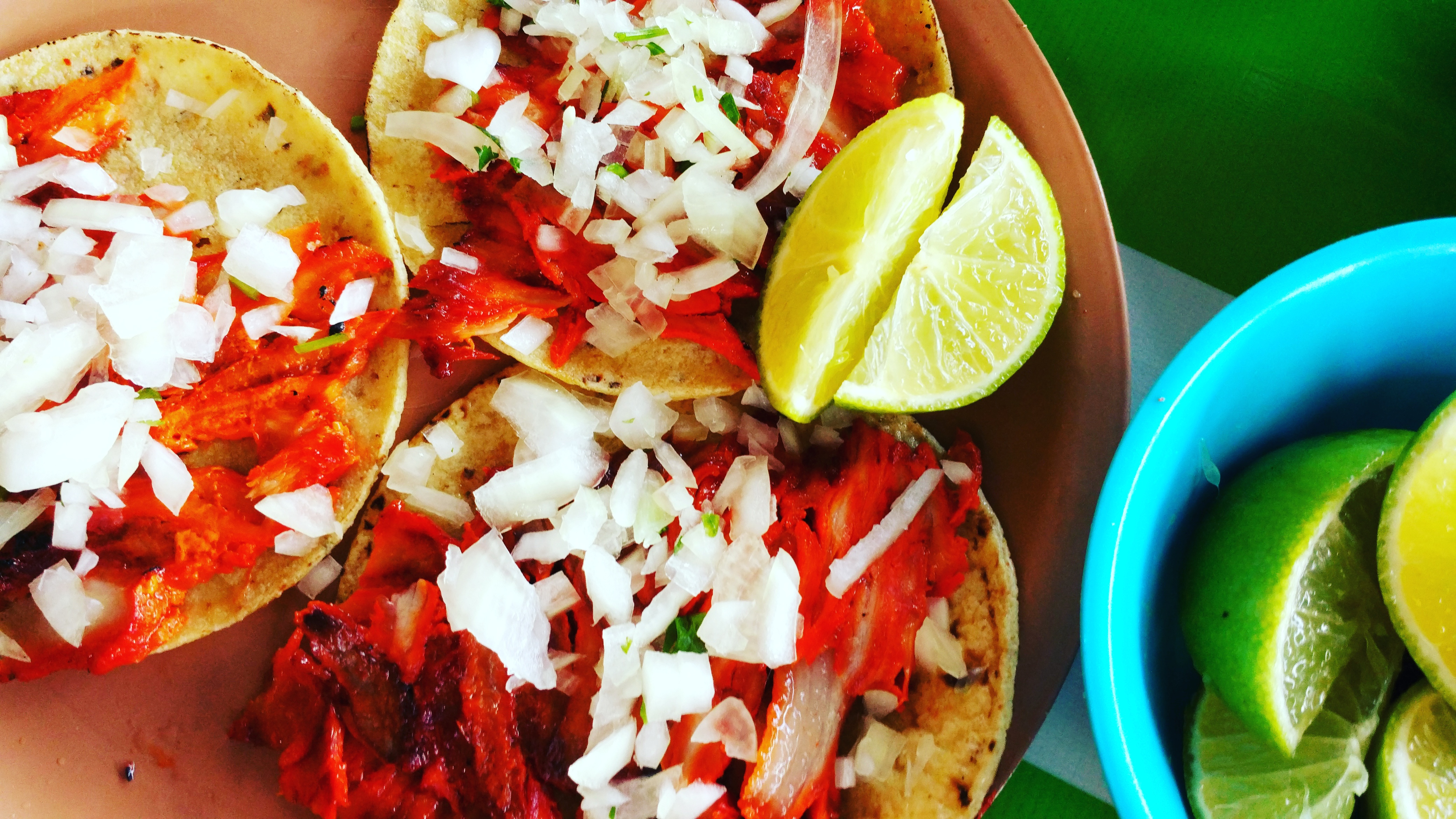
Tacos al pastor.

La profesionalización del trabajo culinario en México es una virtud ampliamente valorada por la sociedad, rindiéndole a aquel que la práctica una jerarquía especial. Salvo excepciones, como las del «taquero», este dominio sigue siendo predominantemente femenino: es común ver al frente de las cocinas de restaurantes y fondas a mujeres que, al adquirir el grado de excelencia, son nombradas «mayoras», denominación que en el Virreinato se le daba a las jefas de las cocinas de las haciendas y que ahora sería equivalente al chef europeo. En efecto, múltiples autores han calificado la cocina mexicana, como una cocina matriarcal.

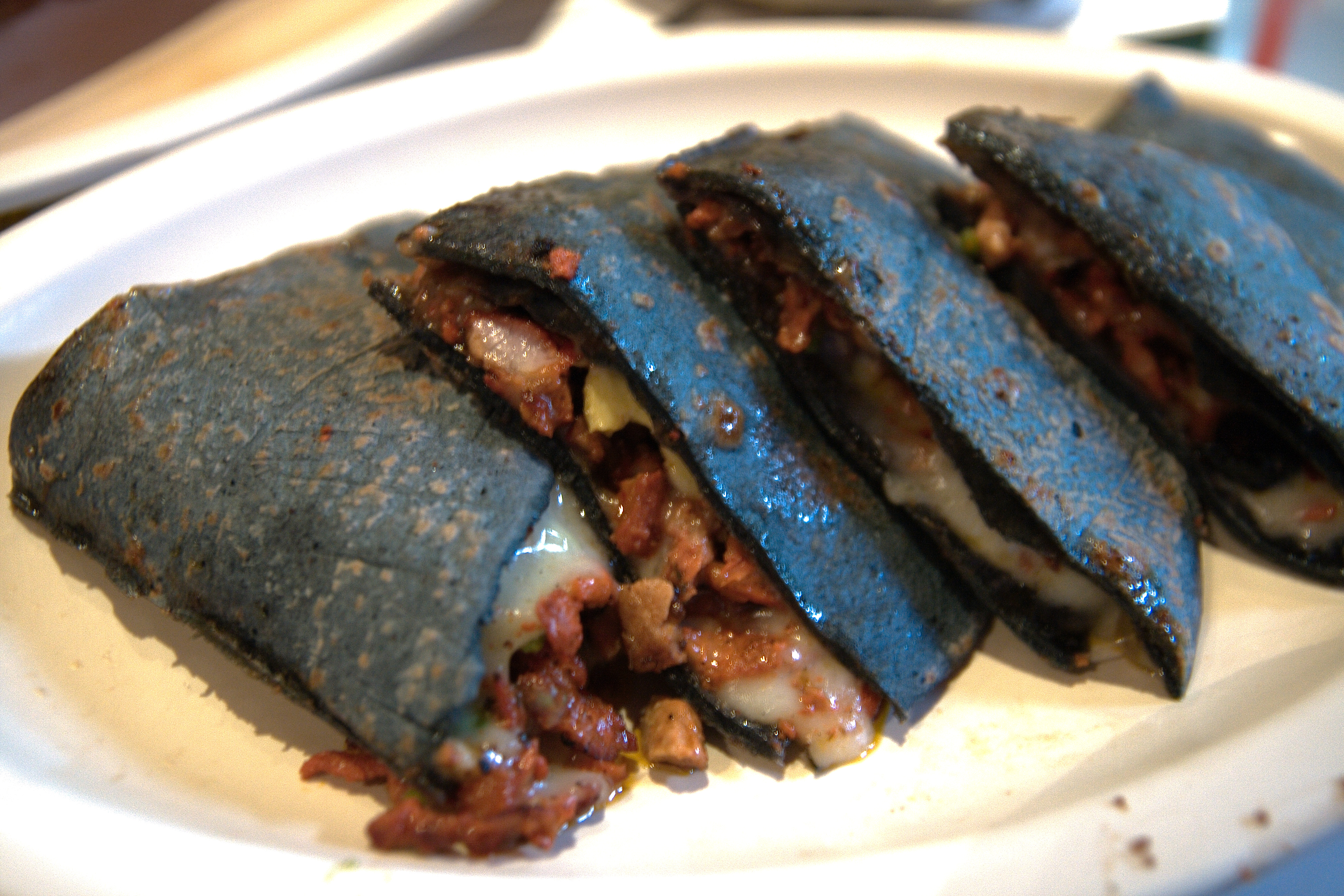
Quesadillas de un puesto callejero, hechas con maíz azul.

La comida callejera es muy variada, y va desde los antojitos hasta cualquier tipo de cocina tradicional. Se come igual porciones pequeñas o medianas que funcionan como el «tentempié» mexicano y pueden ser consumidas en pocos minutos, hasta comidas completas o tan complejas que solo pueden ser consumidas ahí. Destacan los tacos de cualquier tipo que los mexicanos no solo clasifican por el contenido, sino por la tortilla, la región y el modo de preparación (al pastor, de bistec, de arrachera, de adobada, de chorizo, de longaniza, de «cabeza», de lengua, de lechón, de canasta o sudados, dorados, ahogados, de carnitas, placeros, de barbacoa, de suadero, de cecina, de pepena, de pescado, de langosta, laguneros, potosinos, de chicharrón, mineros, de escamoles, de chapulines, de jumiles, de pito, de coetlas, de fritada de cabrito, de pejelagarto, de nata, codzitos o de nada y una interminable lista), quesadillas, pambazos, tamales, huaraches, sopes, tortas y cemitas. Desde finales del siglo XX, la influencia de la comida rápida estadounidense se ha dejado ver en la comida de muchos puestos de la calle, que ofrecen hamburguesas y perros calientes.
Uno de los atractivos de la comida callejera es la satisfacción del hambre o el antojo espontáneo sin toda la connotación social y emocional de comer en casa, y claramente también influenciado por la carga laboral común del mexicano, que desea seguir comiendo platillos complejos de la gastronomía mexicana sin contar con el tiempo para prepararlos. Aunque los clientes a largo plazo suelen generar una relación de amistad con un vendedor elegido.
En las zonas urbanas, debido a la integración de las mujeres a la fuerza laboral y a la influencia del estilo de vida occidental (principalmente de los Estados Unidos), se ha ido perdiendo la tradición de cocinar en casa. Sin embargo, se considera que las fondas (una versión mexicana de los bistró franceses, lugares donde comer fuera a mediodía de forma económica) son un reservo urbano de las recetas tradicionales.

## Historia

### Cocina prehispánica

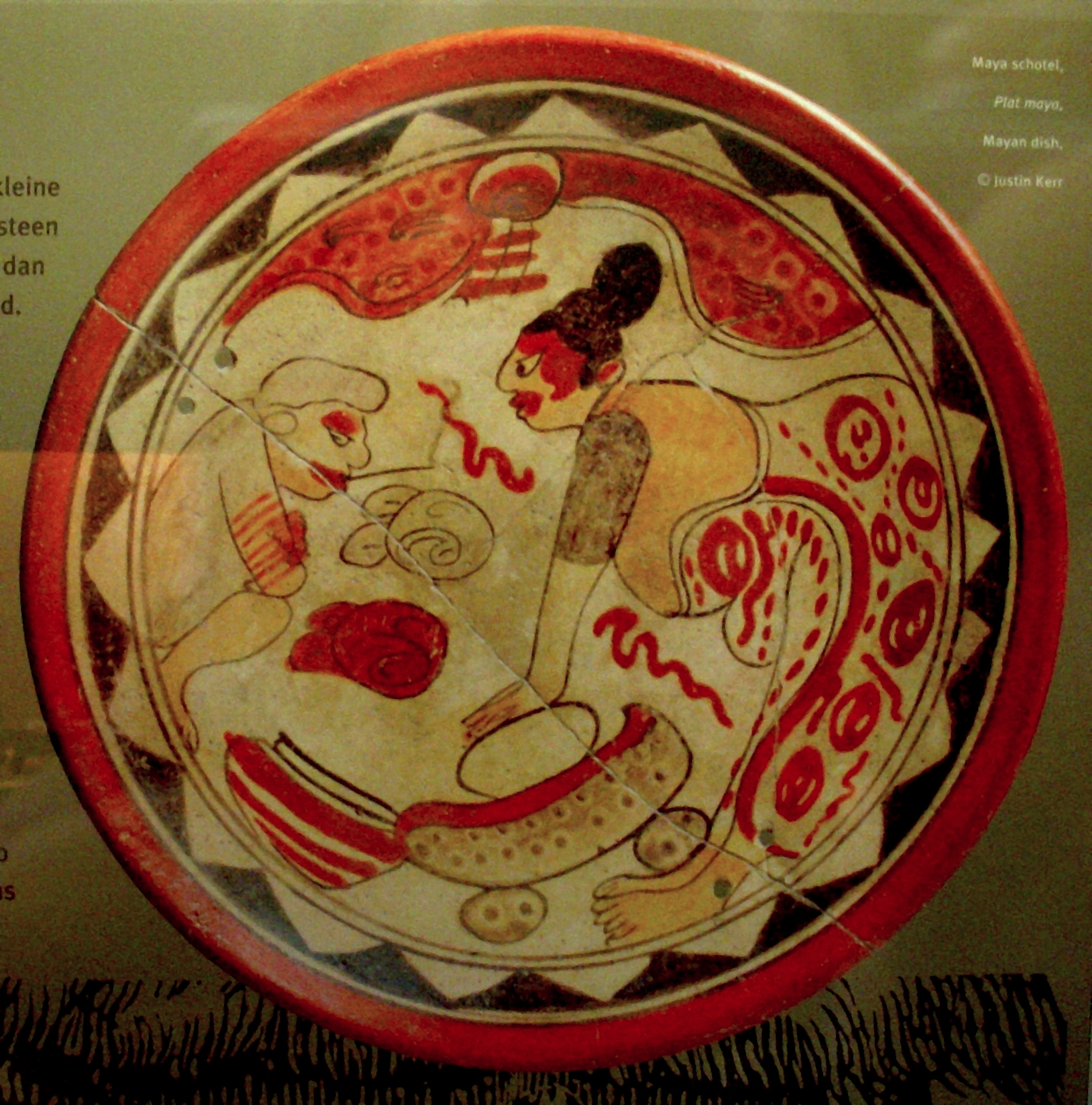
Cerámica de una mujer maya moliendo con metate y mano.

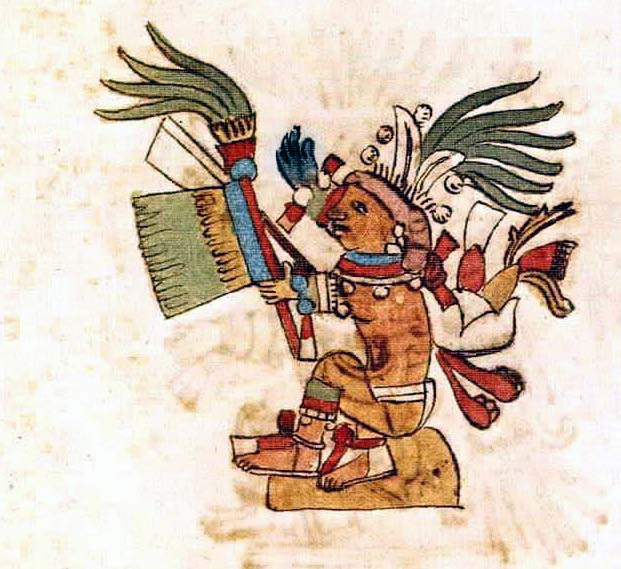
Cintéotl, dios mexica del maíz, patrono de la ebriedad y la bebida en los rituales.

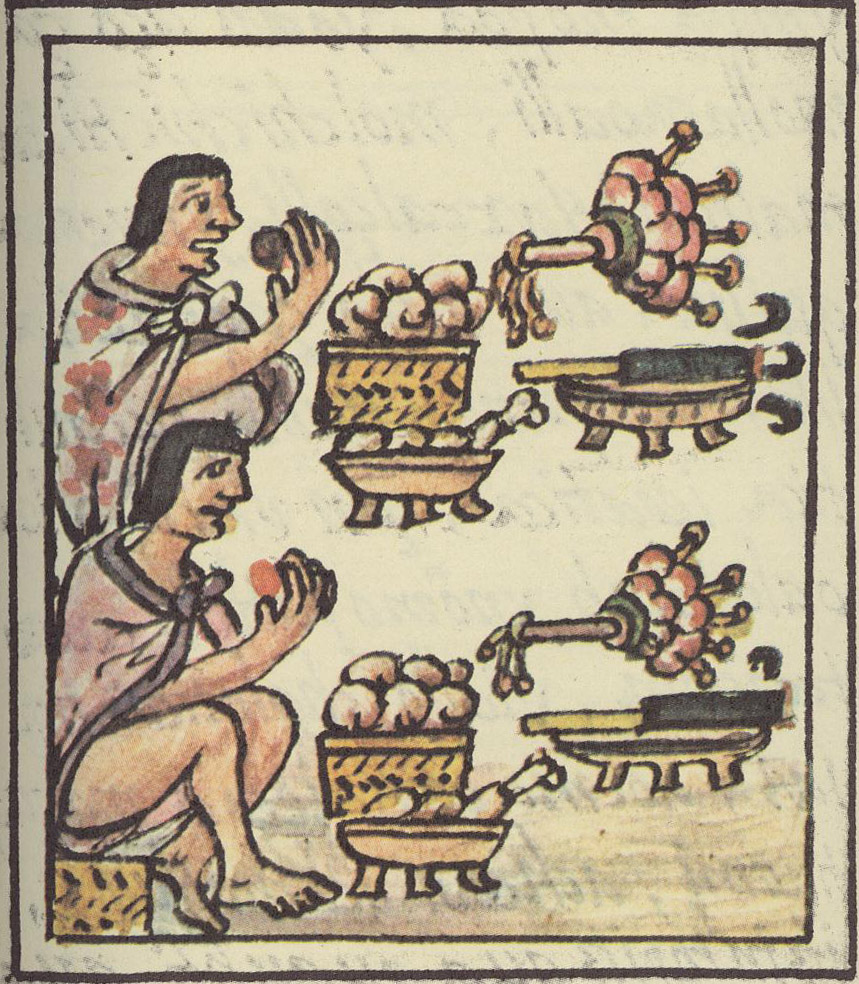
miniatura de un banquete mexica.

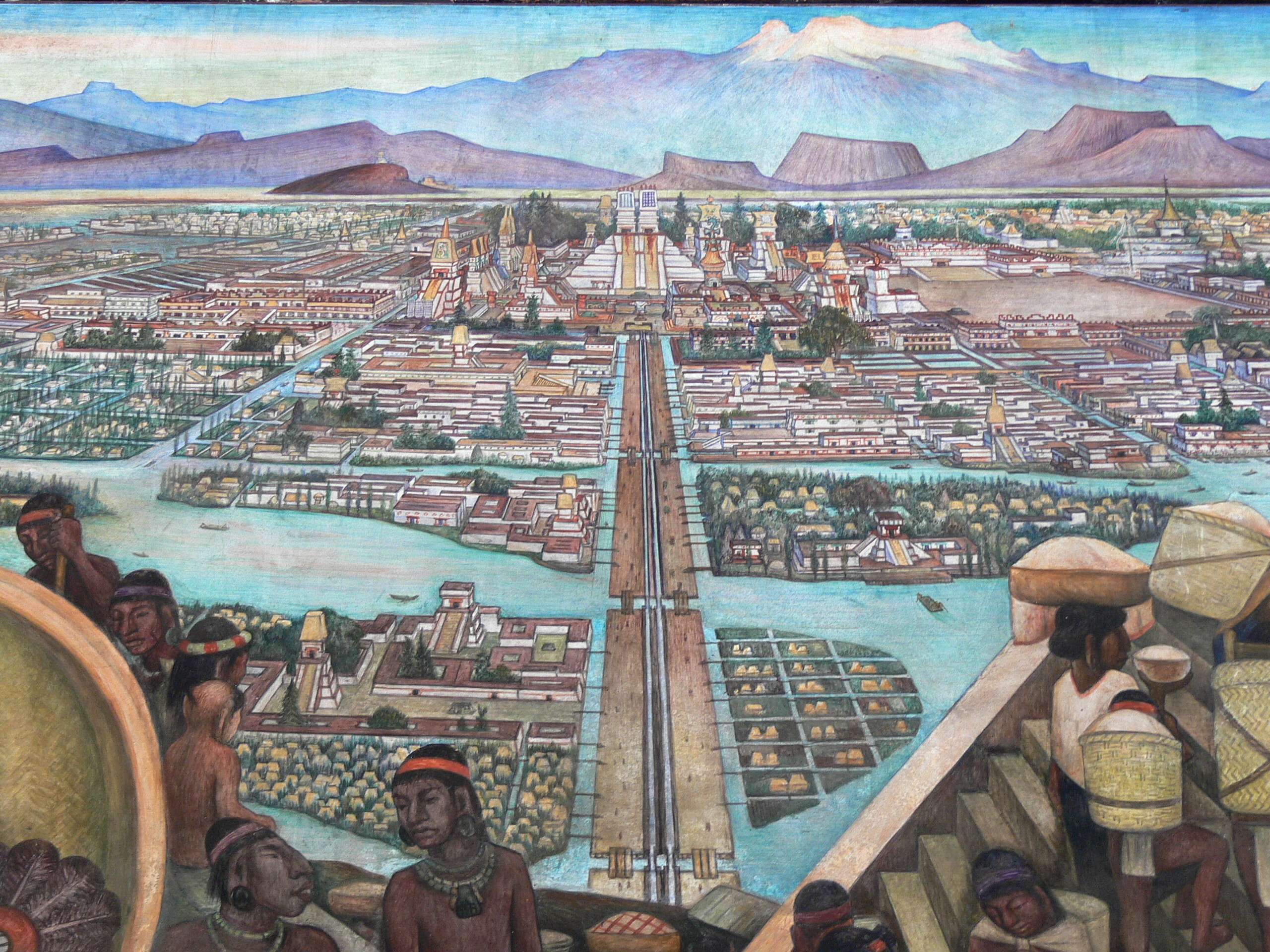
Mercado de Tlatelolco, con vista a Tenochtitlán y su zona lacustre de cultivos, mural de Diego Rivera.

Los primeros habitantes del territorio actual de México al inicio de la Etapa Lítica eran nómadas, sobrevivían de la recolección, caza y la pesca y contaban con una tecnología lítica que fue mejorando constantemente a lo largo de milenios. De esta época data la invención del molcajete, el metate y otros instrumentos asociados al aprovechamiento de semillas, así como el desarrollo de utensilios de sílex y obsidiana.
La agricultura en Mesoamérica nació en varios puntos a la vez. Los Valles Centrales de Oaxaca y el Valle de Tehuacán, sitio de las arcaicas culturas mixteca y zapoteca, fueron uno de los escenarios donde se desarrolló por primera vez. Se calcula que la ocupación humana en estos dos sitios pudo haberse dado de forma continua desde el 10000 a. C.. En Coxcatlán, Puebla y en otros sitios de Chiapas se han localizado restos de maíz fósil que datan de alrededor del 5000 a. C. La zona sureste del país ahora es rica en sitios arqueológicos donde se da fe de la recolección y domesticación del maíz, chile, calabaza, chía, amaranto, agave, jitomate, tomatillo, y múltiples hierbas de forma progresiva entre el 8000 a 2000 a. C. Estos productos permitieron el nacimiento del sedentarismo en América, que permitió una mayor especialización en su manejo y preparación.
A su vez, pueblos de Oasisamérica, en el noroeste de México y la Gran Cuenca del suroeste de los Estados Unidos continuaron viviendo de la recolección y aproximadamente hasta el siglo VII lograron el total sedentarismo. Esto abrió una puerta de comercio intenso entre los pueblos del norte con los del centro y sur de México que continuó hasta el Virreinato de la Nueva España, permitiendo un intenso intercambio de productos culinarios.
Se ha encontrado evidencia del uso del cacao por la cultura mokaya desde el 1900 a. C.. La importancia de este fruto fue tanta, que las posteriores culturas olmeca y maya le dieron valor de manjar, llegando a ser uno de los productos más valorados y elevarlo a título de moneda. Entre los animales que sirvieron de alimento a la cultura olmeca (1500-500 a. C.) se encuentran tlacuaches, monos, guajolotes, venados, tapires, peces, mariscos y aves acuáticas. Toda esta forma de alimentación se pone de manifiesto en su cerámica y escultura.
La cultura maya continuó el cultivo de maíz, frijol y calabaza, el cual mejoraron y complementaron con una amplia variedad de plantas, cultivadas en jardines o recolectadas en la selva. Hay evidencia de la primera nixtamalización del maíz en algún momento entre el 1500 a 1200 a. C. Los mayas molían semillas de algodón para la producción de aceite de cocina y crearon cultivos de prestigio de maíz, algodón, vainilla y cacao. Comenzaron a utilizar al perro para la caza de animales mayores como venados, y domesticaron al pato criollo y al guajolote. Las abejas fueron domesticadas para obtener miel y cera que era usada para elaborar guisos y bebidas fermentadas; el nivel de desarrollo de la apicultura por los mayas fue tal, que conocían la variación del sabor de la miel en función de las flores que consumían las abejas.
Las grandes ciudades del periodo Clásico como Teotihuacán, Cholula, Monte Albán, Calakmul y Tikal crearon una escena histórica única. Al convertirse en grandes urbes permitieron unificar el conocimiento gastronómico de muchas culturas en las ciudades y abrir la puerta para el intercambio masivo de productos. Muchas culturas se especializaron en la producción de ciertos productos o alimentos, que solían ser valorados por otras culturas.
La llegada y desarrollo de los mexicas al Valle de México generó un nuevo mundo de posibilidades gastronómicas, quienes aprendieron y reinventaron todas las técnicas culinarias de los milenios de desarrollo de las otras culturas con nuevos conocimientos técnicos y agrícolas. Son varios los factores que permitieron el desarrollo tan especializado de la cocina mexica, entre ellos desarrollarse sobre una zona lacustre altamente fértil, encontrarse en el centro de Mesoamérica donde convivían varias culturas que permitieron un gran intercambio de productos, y posteriormente su dominio militar que les trajo tributo en especies y productos.
El maíz desempeñaba un papel muy importante en la economía mexica, pues sirvió durante un tiempo como moneda. Cintéotl era la energía del maíz, y al dios Huitzilopochtli se le veneraba o se le ofrendaba cañas de maíz. Se cultivaba un inestimable número de variedades. Otros alimentos importantes fueron el chile, la sal, los frijoles y las diferentes variedades de grano de amaranto y chía. Las tortillas o tlaxcalli y los tamales o tamalli tenían tamaños, composiciones, adornos y formas especiales, como mariposas y rayos. Hacían toda clase de ofrendas y ritos funerarios donde la gastronomía jugaba un papel muy importante, durante el culto a sus dioses se ofrecía maíz, chía, y toda clase de plantas y hierbas, maíz tostado o izquitl (antecedente de las palomitas de maíz), solo o revuelto con miel y harina de semillas de amaranto.
El amaranto o huautli era considerado por los mexicas como un alimento especial de tipo espiritual, le daban formas de rodelas, espadas o dioses y lo comían hecho pasta con miel que puede equivaler al dulce de alegría actual. Comúnmente, al finalizar las fiestas se dividían figuras de este alimento y se les comía a manera de comunión, hecho que escandalizó a los frailes por su parecido con los ritos cristianos, de ahí que el cultivo del amaranto se prohibiera durante el Virreinato, sin llegar a extinguirse. También consumían diversos hongos y setas, especialmente el huitlacoche, un hongo parásito que crece en la mazorca del maíz. La calabaza y sus pepitas secas o tostadas, los jitomates y tomatillos eran un ingrediente común.
La dieta mexica incluía animales como pavos, palomas, patos, faisanes, jabalí americano, tuzas, conejos y liebres, iguanas, tortugas, ajolotes, ranas, camarones, pescados, insectos y crustáceos lacustres como los acociles. Una raza de perro, el xoloitzcuintle, era criado para la alimentación. Por su condición lacustre, los pescadores eran un sector importante. Entre los insectos figuraban varios tipos de hormiga y el ahuautle (la hueva del insecto axayáctl).
El atole y el pulque fueron las bebidas más comunes entre la sociedad, además de bebidas que eran fermentadas de maíz, miel, cactáceas o frutos. La élite de la sociedad se enorgullece de no beberlas ya que preferían diversas bebidas preparadas con cacao. El xocolātl era uno de los mayores lujos disponibles y se convirtió en la bebida de gobernantes, guerreros y nobles. Fue condimentado con vainilla, miel y una interminable lista de hierbas y especias, entre ellas chiles.
Los mexicas acostumbraron dos comidas por día, aunque los obreros podían tomar tres, una en la madrugada, otra aproximadamente a las 9 de la mañana y una más a las 3 de la tarde. Esto es similar a la costumbre que se tenía en la Europa contemporánea, pero no está claro si la ingesta de atole era considerado como una comida o no, ya que podían tomarlo a cualquier hora. De acuerdo a su calendario de dieciocho meses (con veinte días cada uno), los mexicas tenían una fiesta mensual para honrar a sus deidades, en las que se hacían ofrendas de alimentos distintos a los del consumo cotidiano.
Una ceremonia muy importante de la élite mexica, era la celebración de banquetes. Antes de un banquete los sirvientes presentaban olorosos rollos de tabaco y flores con las que los huéspedes cubrían su cabeza, manos y cuello. Antes de empezar la comida cada huésped apartaba un poco de comida y la dejaba en el suelo como ofrenda a la diosa Tlaltecuhtli. Los cigarros y las flores pasaban de la mano izquierda del siervo a la mano derecha del invitado al igual que los platos con los alimentos, esto era una imitación del momento en que un guerrero recibía su átlatl, flechas y escudo. Las flores entregadas recibían diferentes nombres según la mano con que se entregaban; Las «flores espada» pasaban de la mano izquierda a la derecha y las «flores escudo» pasaban de la derecha ala izquierda. Al comer, los invitados sostenían sus tazones llenos de salsa con la mano derecha y luego sumergían tortillas o tamales con la izquierda. La comida concluía al servirse el chocolate, el cual era servido en una jícara y un palillo para agitarlo. Hombres y mujeres comían separados en los banquetes. Los anfitriones más ricos a menudo recibían invitados nobles o militares en habitaciones alrededor de un pequeño patio abierto en el que también solían presentarse bailes, algunas fiestas comenzaban a medianoche; algunos invitados bebían chocolate o comían hongos alucinógenos para poder hablar de sus experiencias y visiones a los demás huéspedes. Antes del amanecer, los invitados comenzaban a cantar y a quemar y enterrar ofrendas en el patio para asegurar la buena suerte de los hijos. Las flores, cigarros y alimentos restantes eran dados a los ancianos y pobres que habían sido invitados, o a los sirvientes.

### Etapa virreinal

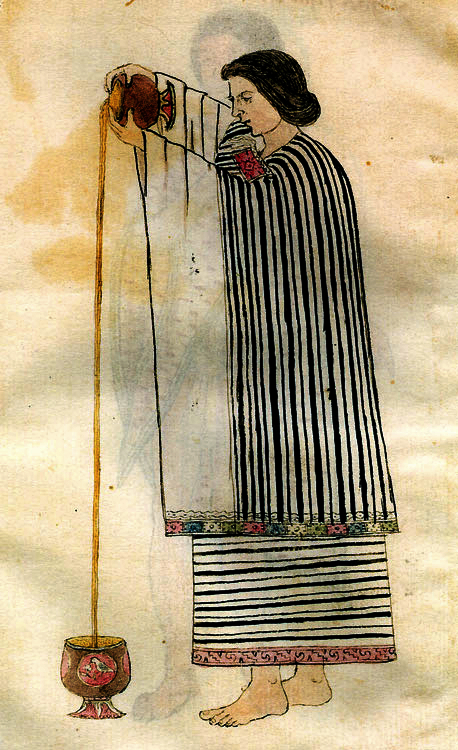
Reproducción del en el Códice Tudela, que muestra a una mujer azteca vertiendo de una vasija a otra el chocolate para espumarlo.

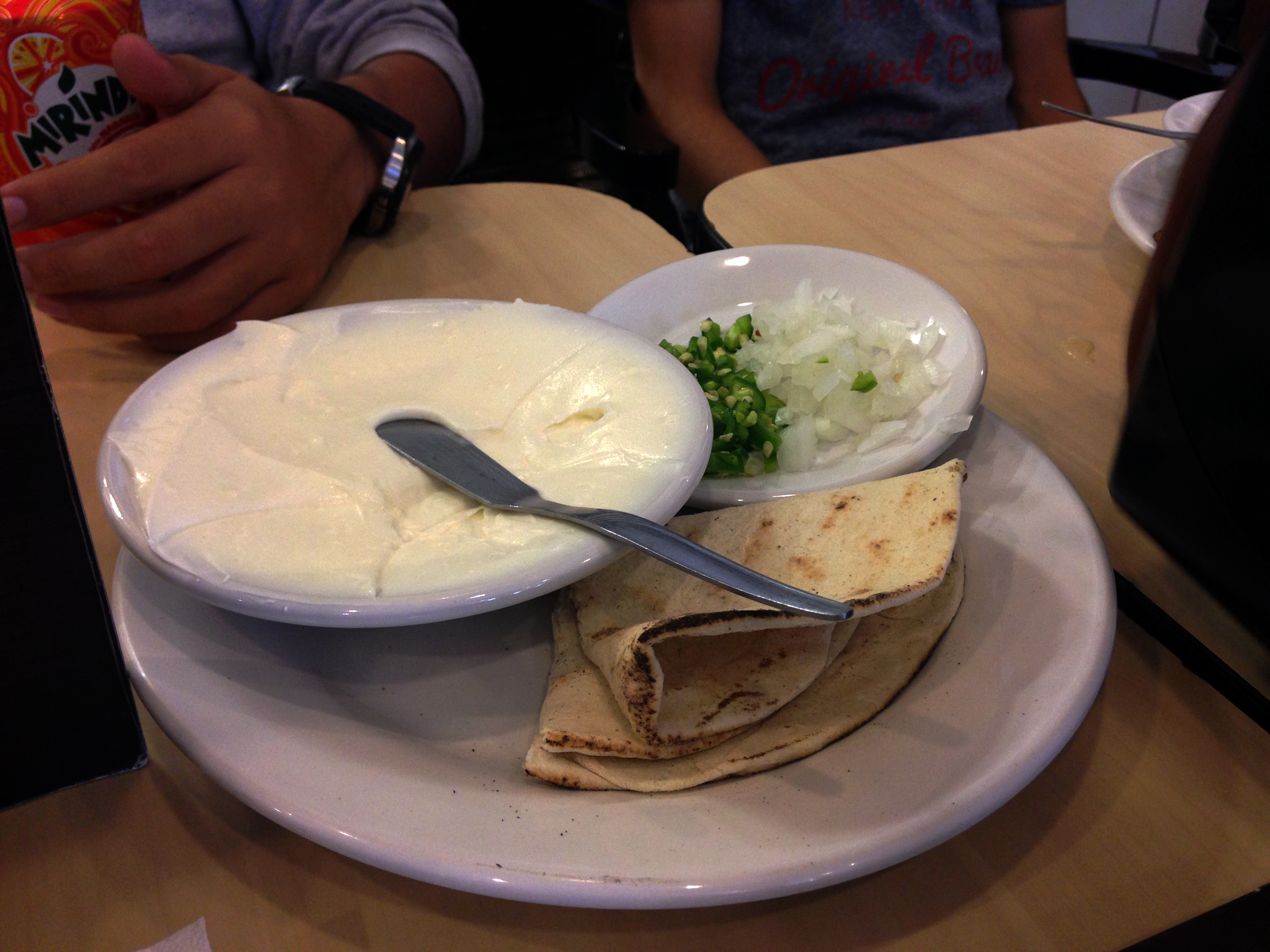
El jocoque o jocoqui, producto lácteo de ascendencia árabe; servido con pan árabe. Los lácteos llegaron a México con el Virreinato.

Tras la Conquista de México, los españoles introdujeron una variedad de alimentos y técnicas de la cocina europea. La cocina española en aquella época ya era una mezcla de ingredientes debido a ocho siglos de conquista musulmana. El objetivo original de la introducción era reproducir su cocina casera, pero naturalmente esto no pudo ser posible por múltiples razones, la abrumadora población que existía en México, que en el Valle de México pudo haber ascendido a un millón y medio de habitantes y en la península de Yucatán hasta de ocho a diez millones a su llegada; así como la distancia: muchos ingredientes españoles no estaban disponibles o se convirtieron en caros.
Los españoles optaron por introducir productos y técnicas de forma progresiva en las zonas dominadas, creando cultivos de nuevos productos, y en este proceso, como sucedió en los conventos, ambas cocinas se mezclaron. Mientras los españoles llevaron a Europa un «nuevo mundo» de productos que crearon conmoción en el siglo XVI y XVII europeo, incorporaban en la Nueva España alimentos como el aceite de oliva, arroz, el trigo, la avena, cebollas, ajo, orégano, cilantro, canela, clavo y muchas otras hierbas y especias. Introdujeron nuevos animales domesticados, como cerdos, vacas, pollos, cabras y ovejas para carne y leche, desplazando en algunos sitios muchas carnes prehispánicas e insectos. El queso se convirtió en el producto lácteo más importante.
Entre las múltiples técnicas culinarias introducidas destacaba el añejamiento, el destilado de bebidas en alambiques y la técnica de cocción para la creación de frituras. Entre los nuevos productos que se comenzaron a cultivar en México de forma exitosa se encontraba el arroz, el café y la caña de azúcar, la cual transformó completamente la producción de dulces y bebidas e inició la tradición de producción de frutas locales en almíbar.

### SigloXIX

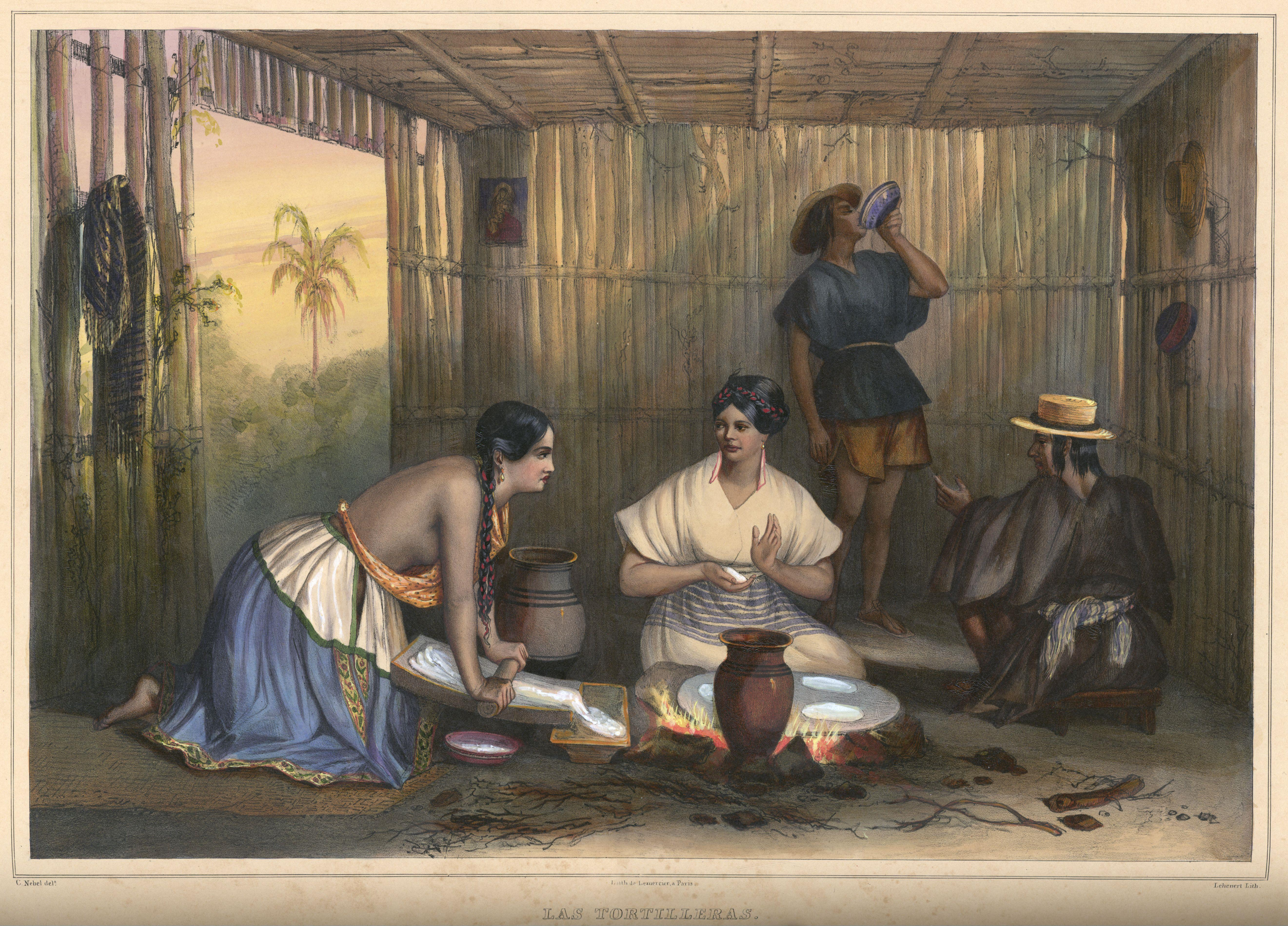
«Las tortilleras», litografía de Carl Nebel (1829-1834).

Tras la Independencia de México, la economía quedó fuertemente dañada. Algunas carnes, especialmente la de res, dejaron de ser un alimento básico debido a su alto precio. Nacen recetas para exaltar el patriotismo mexicano, como son los chiles en nogada que presentaba los colores de la nueva nación. Progresivamente tras la retirada de España, el país recibió influencia de nuevos países lo que diversificó lo que se servía en las mesas.
En este siglo el mercado local se consolidó como centro principal de venta de una gran variedad de ingredientes para la elaboración de comida. El mercado desde entonces ha fungido como centro importante para la economía, porque mientras trae a las comunidades nuevos productos, compra el producto familiar local activando la economía.
Llegaron a México técnicas francesas por medio de manuales y recetarios. Los manuales dieron la pauta para comenzar a crear un sincretismo entre la cocina europea y mexicana. Los mexicanos adoptaron el uso de manuales para difundir trucos y recetas. El primer manual apareció en 1831, el cual determinó la técnica de cocina, la limpieza y las costumbres culinarias de los hogares. En 1866, se publicó El libro de las familias y, treinta años después, en 1896 apareció El cocinero de las familias que incluía comidas hispanoamericanas y mexicanas. La mayoría de los platillos eran de Yucatán y Veracruz, que se convirtieron en gastronomías favoritas de muchos habitantes. Con el tiempo existirían muchos libros más que elevarían al tamal como uno de los platillos especiales mexicanos.

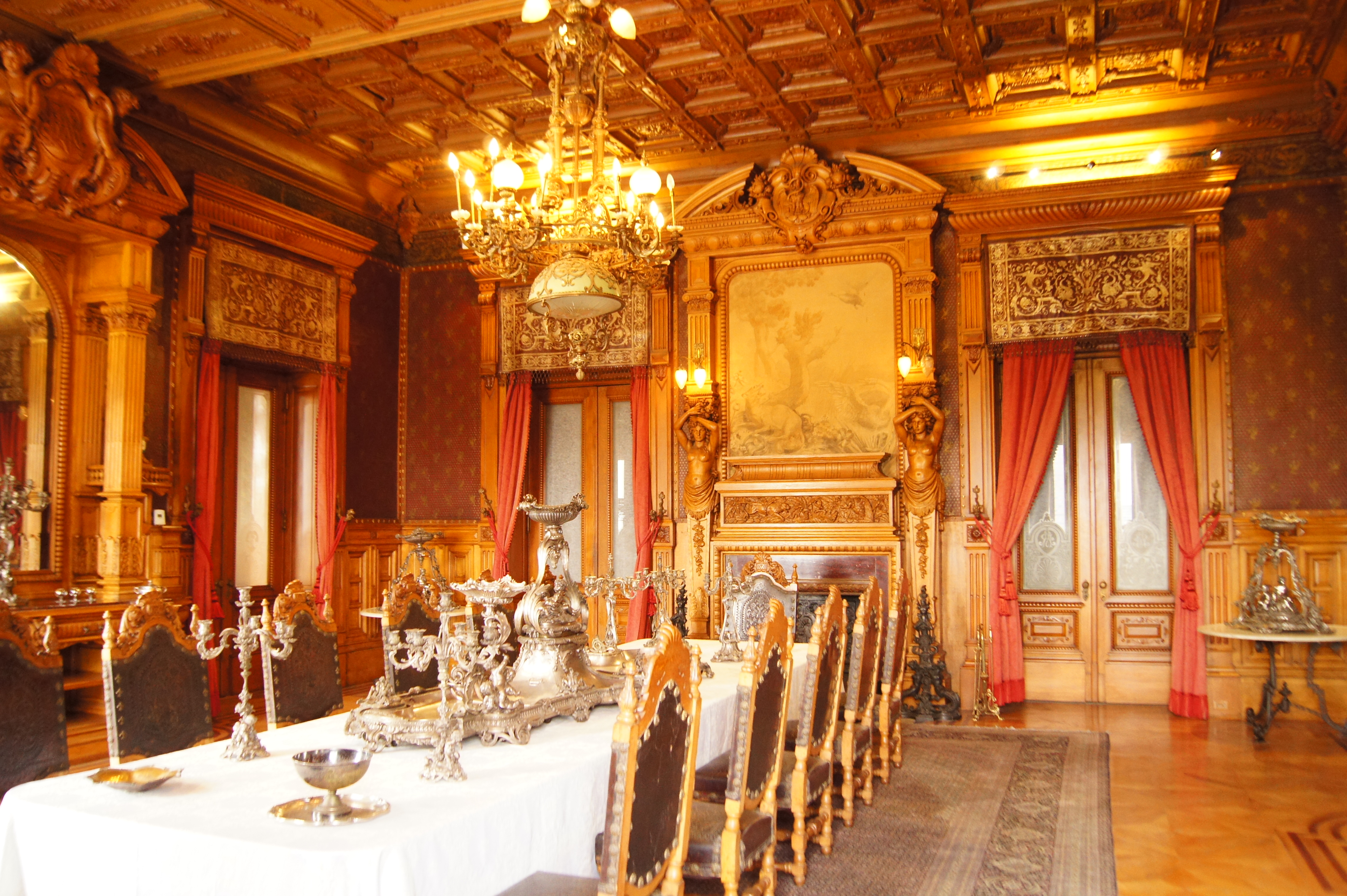
Comedor del Castillo de Chapultepec, residencia del Emperador Maximiliano I de México y la Emperatriz Carlota.

En las zonas urbanas el pulque fue uno de los principales acompañantes de la mesa mexicana de todos los grupos sociales. La condesa y cronista de Maximiliano y Carlota, Paula Kolonitz, escribió «El vino y la cerveza se beben poco, pero el pulque jamás falta a la mesa de los ricos».
La élite en los tiempos de Porfirio Díaz prefería una cocina europea, sin dejar de lado la cocina mexicana, mientras que el resto de la población se concentraba en platillos populares. La segunda intervención francesa en México (1864-1867) terminó estableciendo un gusto general por la comida francesa, que se vio reflejado en la alta sociedad, que comenzó a imitar recetas y a producir postres más refinados. Entre 1876 y 1910, se publicaron numerosos libros de cocina con tendencia europea como: «El cocinero mexicano en Francia», «El arte novísimo de cocinar» y «El Manual de la cocina francesa», que revolucionaron la cocina familiar de la clase media.
Este refinamiento de la cocina mexicana nuevamente creó un estilo visible en platillos actuales como es el acompañamiento con papas a la francesa, crepas que envuelven guisos mexicanos, pasteles cubiertos de crema batida o en la fabricación de hojaldre.

### SigloXXyXXI

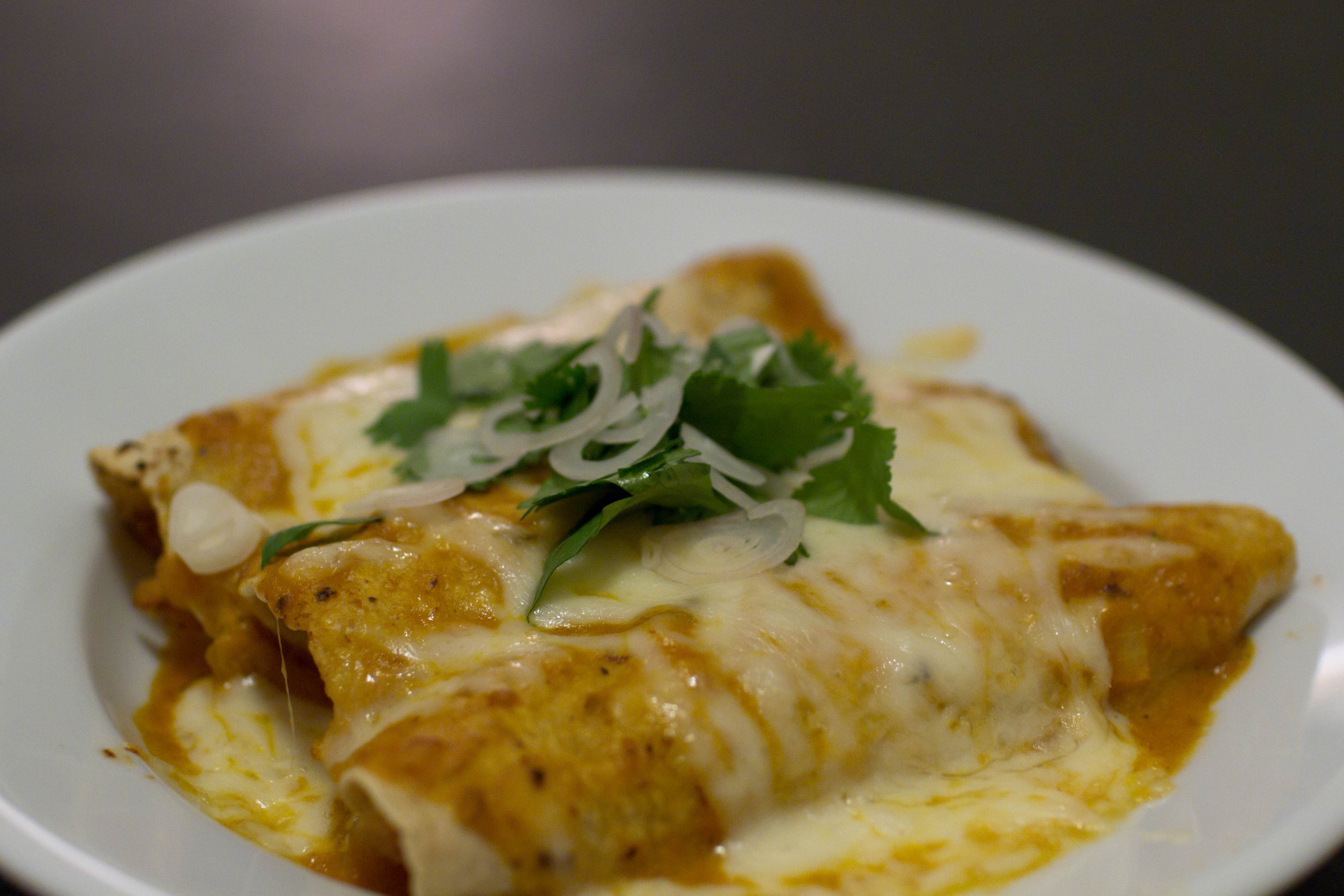
Enchiladas suizas.

El siglo XX inicia con la Revolución mexicana y un nuevo golpe a la economía del mexicano, nace la canasta básica y muchas recetas se vuelven exclusivas de las clases altas mientras que la cocina tradicional vuelve a fortalecerse. En el México posrevolucionario y tras un segundo aire del nacionalismo mexicano, nace el gusto aristocrático por esta cocina tradicional. Nacen las empresas refresqueras e industrias productoras de alimentos como Bimbo. En las ciudades la clase media y alta seguía manteniendo activos bares y reposterías. La cocina de este siglo está marcada por una sociedad con cada vez más carga laboral y la adhesión de la mujer a nuevos trabajos: el orden de las comidas se alteró, se perdió la costumbre de la siesta después de comer y surge el término «lunch» o lonche para referirse a los desayunos más rápidos.
A partir de la década de los años 1950 crece el número de restaurantes para la clase media y conceptos como «Cocina internacional» se vuelven frecuentes. Nacen las enchiladas suizas, los club sándwich, el desayuno tipo americano, el buffet, la paella, la comida rápida estadounidense y las parrillas al estilo americano y sudamericano. A la vez que fondas y sitios alejados de la modernidad se convirtieron verdaderos reservorios de la cocina antigua; así pues era común que los habitantes de zonas urbanas viajaran a sitios rurales para buscar la comida tradicional con familiares o procurar productos. Además de que el turismo comienza a tomar forma.
Se desarrollan las heladerías y neverías. Muchas tortillerías se tecnifican. Una nueva inmigración española encuentra su nicho en las panaderías. Gracias a la importación de los Estados Unidos de productos como el tequila, las destileras maduran y se desarrollan. Muchas industrias de envasado de frutas y verduras crecen. Los aparatos electrodomésticos simplifican la labor de muchas cocinas.
Surgen autoridades de la cocina mexicana como Diana Kennedy, que a través de 8 libros que se convirtieron en best-seller en países angloparlantes, el mundo comienza a estudiar y darle un mayor estatus a la gastronomía mexicana. Las televisoras y revistas presumen darle la mejor receta a las amas de casa. Nace un gusto generalizado por la cocina tradicional y el deseo de preservarla. A finales del siglo XX se empieza a dar importancia a la imagen del chef. Comienzan a aparecer escuelas de gastronomía incluyendo en sus apartados estudios de la cocina mexicana. Se reconoce a la cocina mexicana como una de las más complejas y completas del mundo.
En el siglo XXI muchas costumbres del siglo XX siguen siendo parte de la costumbre del mexicano: encontrar tamales en alguna esquina, la venta de panes en bicicleta o en canastos grandes, carritos de camotes con silbato, venta ambulante de raspados y helados, venta de antojitos en la calle con masa cocida al comal al momento, venta de quesos frescos por la mañana, puestos de jugos de fruta de la temporada y un enorme ambulantaje gastronómico.
Nace la «Nueva Cocina Mexicana» a veces llamada «Alta Cocina Mexicana», y chefs como Alejandro Ruiz, Benito Molina, Bricio Domínguez, Daniel Ovadía, Elena Reygadas, Enrique Olvera, Jair Téllez, Jorge Vallejo, José Burela, Paulina Abascal, Patricia Quintana, Ricardo Muñoz Zurita, Yuri de Gortari Krauss y Roberto Ruiz, entre muchos otros más, han alcanzado fama internacional, posicionando a las gastronomías regionales mexicanas como unas de las de mayor prestigio y presentando recetas innovadoras, que a la vez luchan por preservar las técnicas e ingredientes tradicionales, es común encontrar en sus restaurantes insectos, hongos y hierbas que buscan enaltecer los productos mexicanos. En Tijuana y otros lugares en Baja California, ha surgido la cocina fusión con el nombre de Baja Med, combinando los ingredientes típicos de la cocina mexicana y frescos cosechados en Baja California con la cocina mediterránea, como el aceite de oliva, y las asiáticas, como el limoncillo. En este marco, en 2010 se nombra a la cocina tradicional mexicana «Patrimonio Cultural Inmaterial de la Humanidad», resaltando el arte culinario mexicano como uno de los más elaborados y destacando a las pequeñas comunidades mexicanas por sus esfuerzos de preservación de la cocina tradicional como un medio de desarrollo sostenible. Para la denominación, fue importante la clasificación del trabajo culinario de Abigail Mendoza una representante de México, originaria de Oaxaca, que estando presente en diversos eventos, congresos, festivales y representaciones diplomáticas, con el propósito de reivindicar así la sabiduría de la cocina tradicional zapoteca.

## Características

### Técnicas y utensilios culinarios
Entre los utensilios empleados destacan comales, metates, molcajetes y tejolotes, tazones, jícaras de guaje, canastos y «bules» (ollas y cántaros) para transportar el agua, todo tipo de tejidos y un complejo desarrollo de la alfarería.
Muchas de las técnicas de preparación de los alimentos prehispánicos persisten hoy en día y se enlistan abajo, aunque, como sucede con otras comidas del mundo, cada platillo o bebida puede tener propias técnicas de preparación.

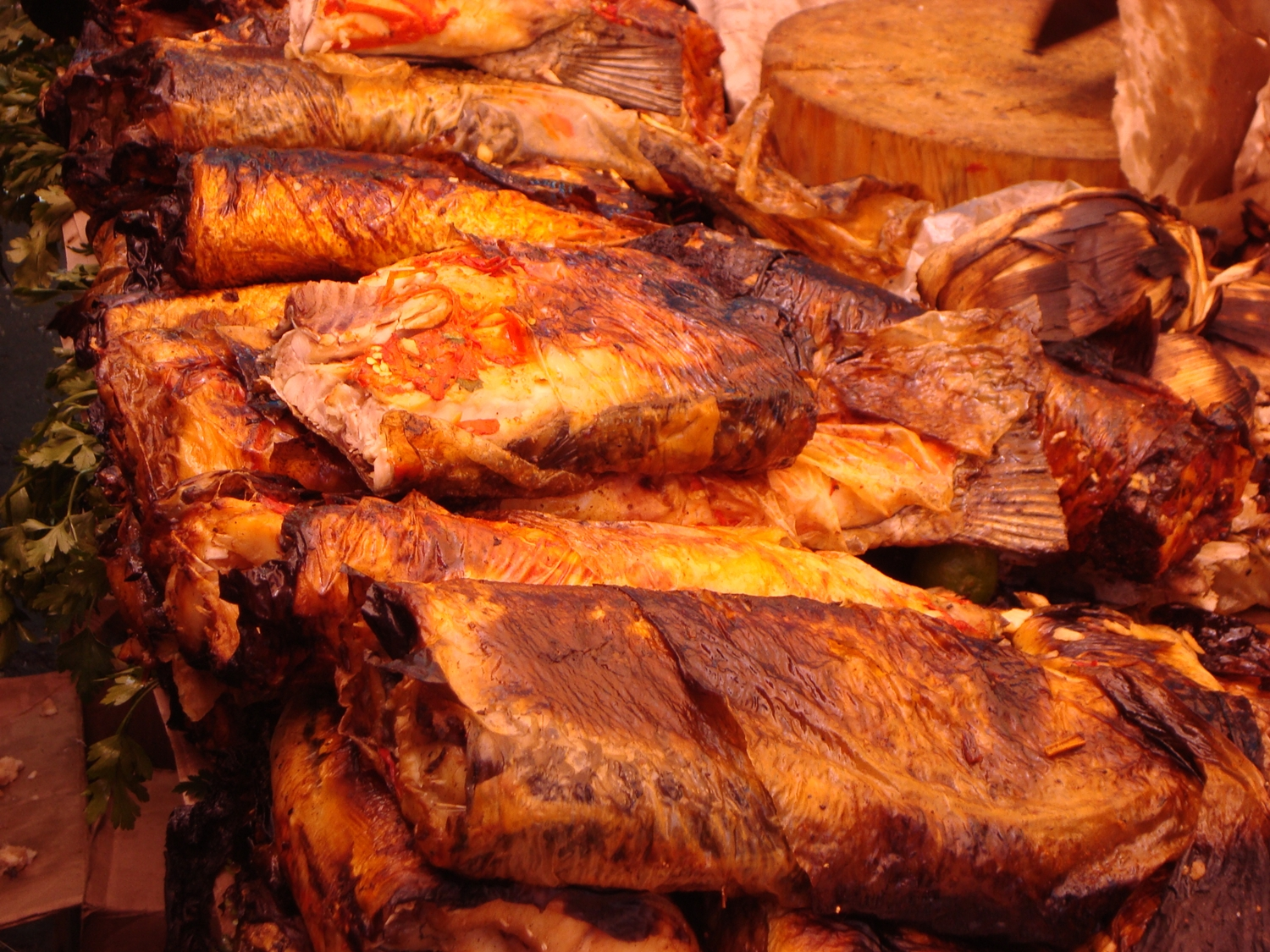
Pescado en mixiote en un mercado de Iztapalapa, Ciudad de México.

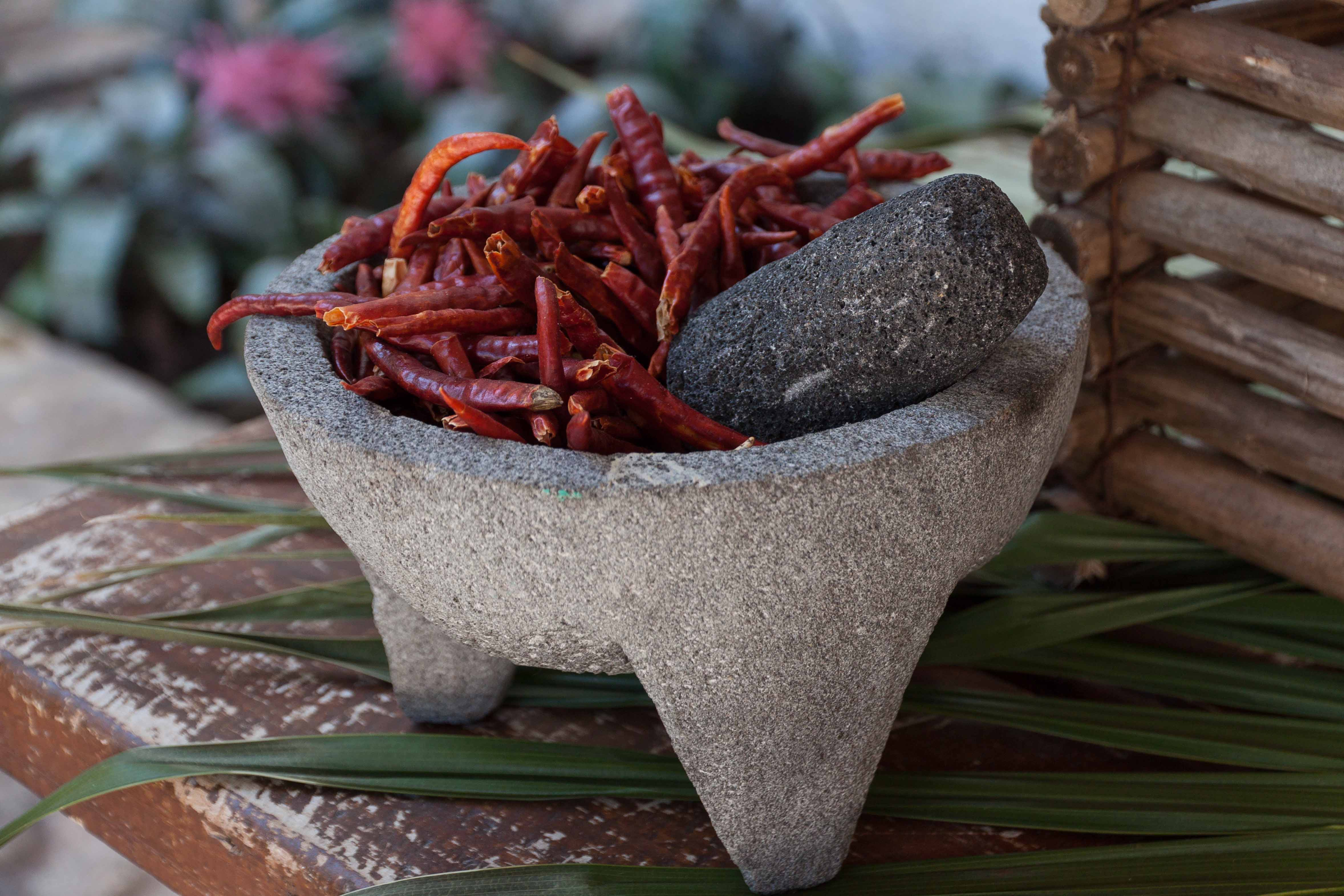
El molcajete y su tejolote son utilizados para el triturado de salsas y productos.

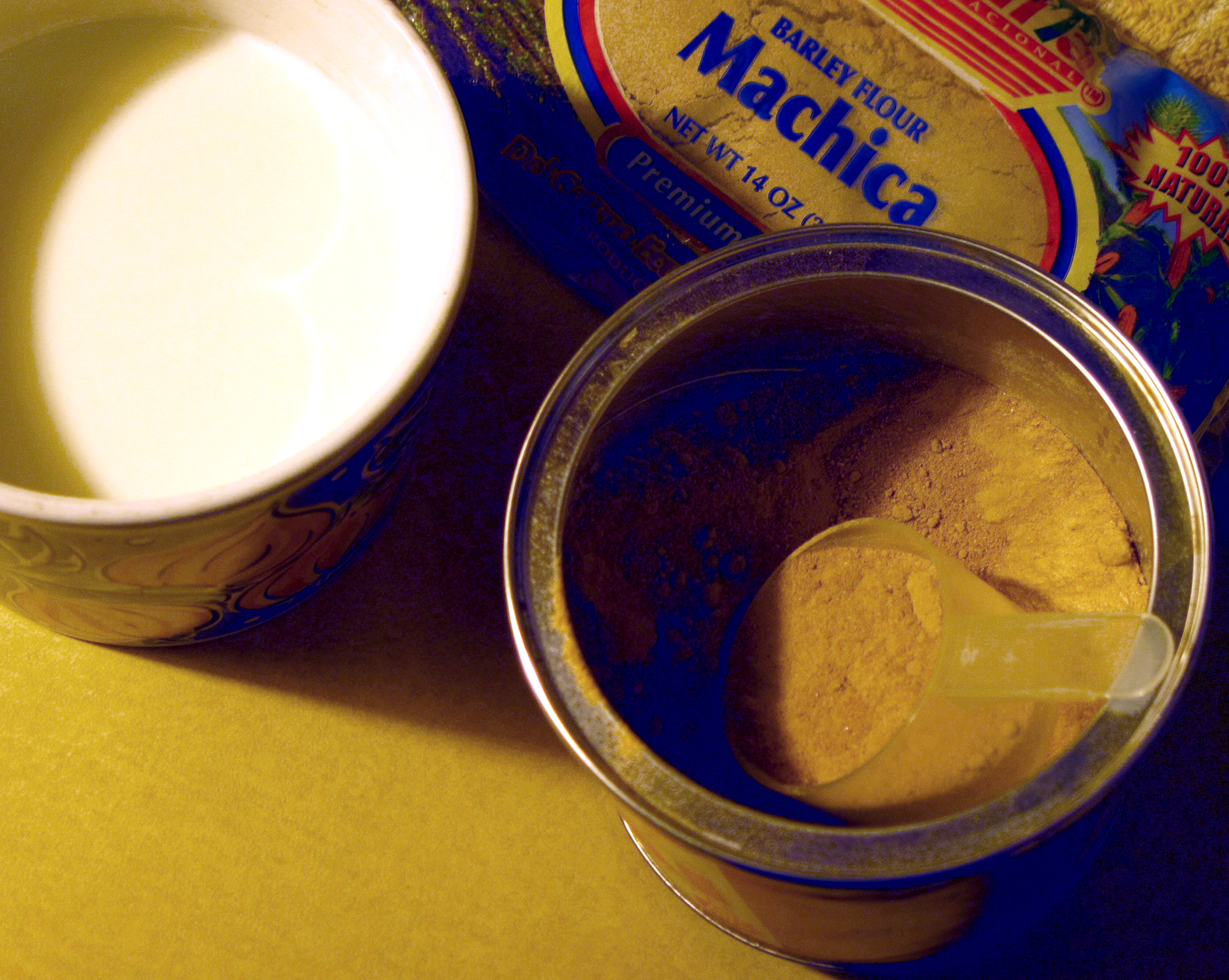
Pinole.

- Asado: las técnicas de asado se hacían al directo o por encima de una fogata u horno para que el aire caliente cociera el alimento. La barbacoa es un ejemplo de esta técnica.
- Cocción al vapor: era útil para la fabricación de productos como tamales.
- Cocción en píib: cocción de alimentos en hornos subterráneos para evitar la fuga de calor y generar vapor. Esta técnica es nativa de Yucatán, y aún muy practicada para preparar diversos platillos, entre ellos la cochinita pibil.
- Disecado de productos: era una técnica bastante común el deshidratado de productos al sol. La mayoría de los chiles tienen una versión seca, la técnica también era empleada para carnes e insectos posterior a algún curado, por lo que no fue difícil adoptar costumbres españolas como las cecinas.
- Envoltura y empaquetado: útil para la venta de productos o cocciones de hierbas y vegetales. Especialmente los tamales requieren cierta técnica de envoltura, que además varía de región a región, utilizando hojas del mismo elote, plátano, aguacate o hierba santa.
- Fermentación: la fermentación era común para frutos, uvas, maíz, chiles, cacao, mieles y especies de agave.
- Huatape o guatape: consiste en una técnica de ligazón basada en agregar masa de maíz progresivamente a un caldo o platillo para nivelar el espesor final. Esta técnica tiene diferentes nombres según se trate de chilpacholes, moles y caldos, pero hoy en día la técnica suele referirse a preparaciones caldosas espesas de chile molido y masa del Golfo de México hechas con mariscos, pescado, pollo u otras carnes e incluso vegetales y quelites.
- Macerado en macuahuitl: el macuahuitl, que era más un arma de defensa, tenía una versión para cocina; o bien simplemente se hacía macerado con palos. Hay que apalear, aplastar y desgarrar la carne para darle blandura, y posteriormente se pasa a líquidos, caldos y sazonados. Esto le da una consistencia y sabor deseado a las carnes.
- Mexclapique: técnica de producción de tamales sin masa, por lo que había que ablandar los productos de tal forma que se adhirieran y tuvieran forma dentro de la hoja del tamal o bien hacer capas protectoras más gruesas; la técnica aún es utilizada para la producción de tamales de peces pequeños (como el mismo mexclapique) o cualquier anfibio o pez pequeño.
- Mixiote: consiste en la producción de un platillo (generalmente con carne) mezclado en alguna salsa, adobo o chile y posteriormente cocido al vapor envuelto en una película de la penca (hoja) del maguey. Esto permite preservar todos los sabores, darle forma y blandura.
- Mole: las técnicas prehispánicas para la producción del mole se siguen conservando, y son el mayor ejemplo de especialización de la cocina mexicana. Sin importar la versión que se esté haciendo, hay que hacer una adecuada selección de productos, un molido especial, mezcla y espesamiento correcto, y tener un perfecto manejo de los tiempos de preparación. Como se hace ahora, había una versión que permitía la preparación de masas de mole más secas, y que se podía comercializar para facilitar la preparación.
- Molienda con metate y mano. no solo útil para la confección de masas, la técnica también permitía pulverizar alimentos y productos.
- Nixtamalización: cocción de granos de maíz en cal.
- Pilte: cocción de productos generalmente sobre cenizas, en el que el platillo se encuentra sobre hojas cerradas, parecido a la fabricación de tamales.
- Pinole: técnica de producción de harina de maíz y endulzado adecuado para su consumo en polvo.
- Pipián: técnica de preparación de mole o salsa hecha a base de pepitas de calabaza que había que tostar y moler para la preparación de un guiso de carne. Su popularidad era tal que al igual que el mole se podía comercializar en polvo o pasta para facilitar su comercio y preparación al gusto.
- Tatemar: técnica de asado de ingredientes y alimentos directo sobre el fuego o sobre comales que le da a los alimentos notas aromáticas ahumadas.
- Tortear: confección correcta de las tortillas.
- Triturado con molcajete y tejolote: útil para machacar, triturar o mezclar productos.
- Uso del tequesquite: sazonado, curado y salazón de productos con tequesquite (una sal mineral natural).

### Ingredientes principales

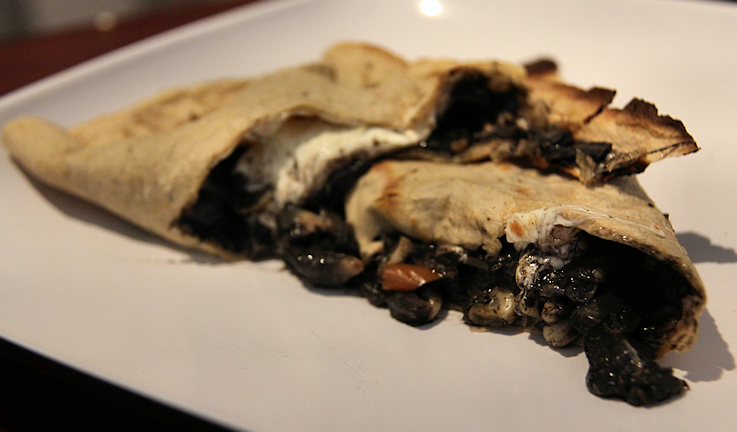
Empanada rellena de huitlacoche, el hongo parásito del maíz.

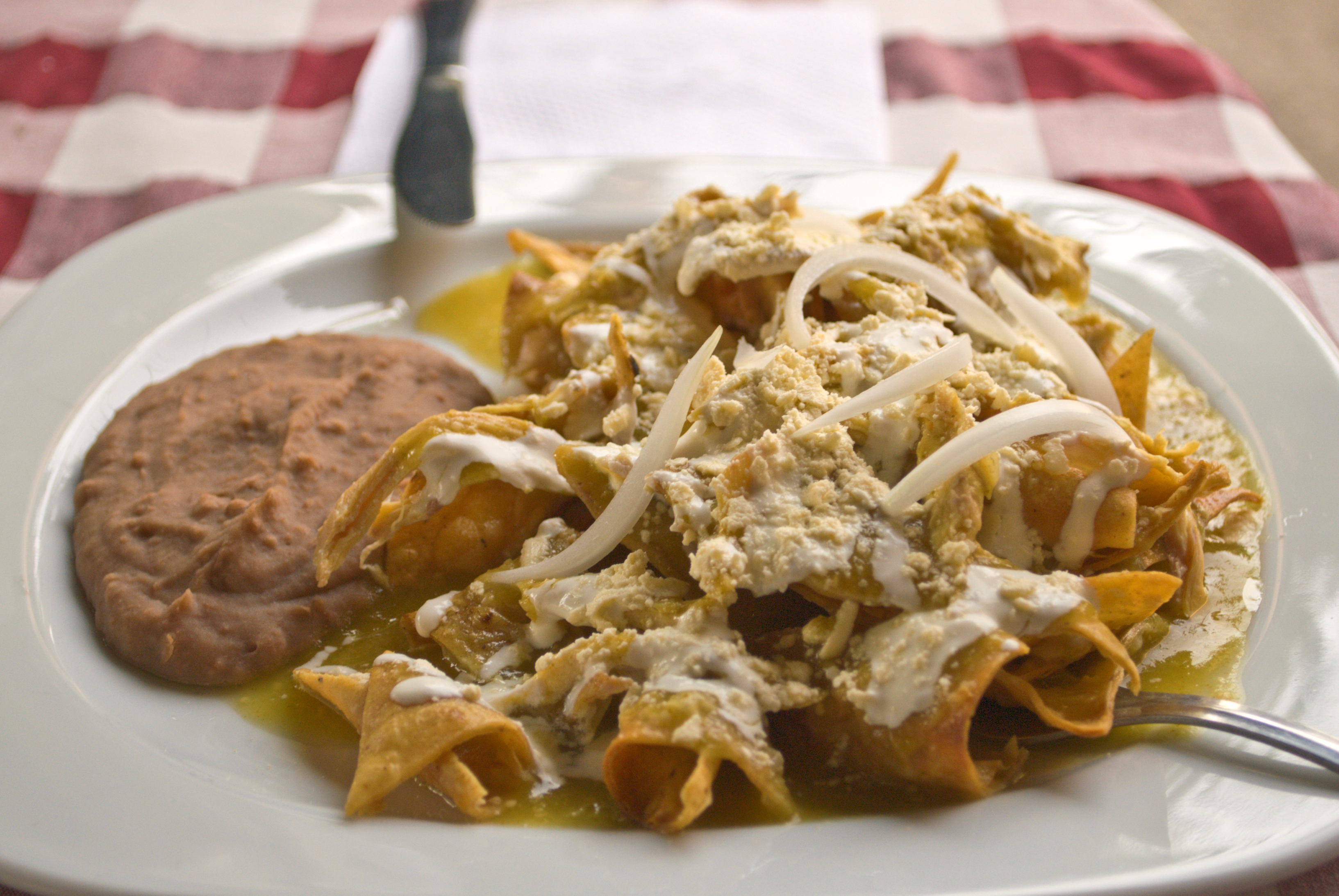
Plato de chilaquiles en salsa verde, servidos con frijoles chinos (frijoles fritos lentamente en manteca de cerdo). Los chilaquiles suelen servirse como desayuno.

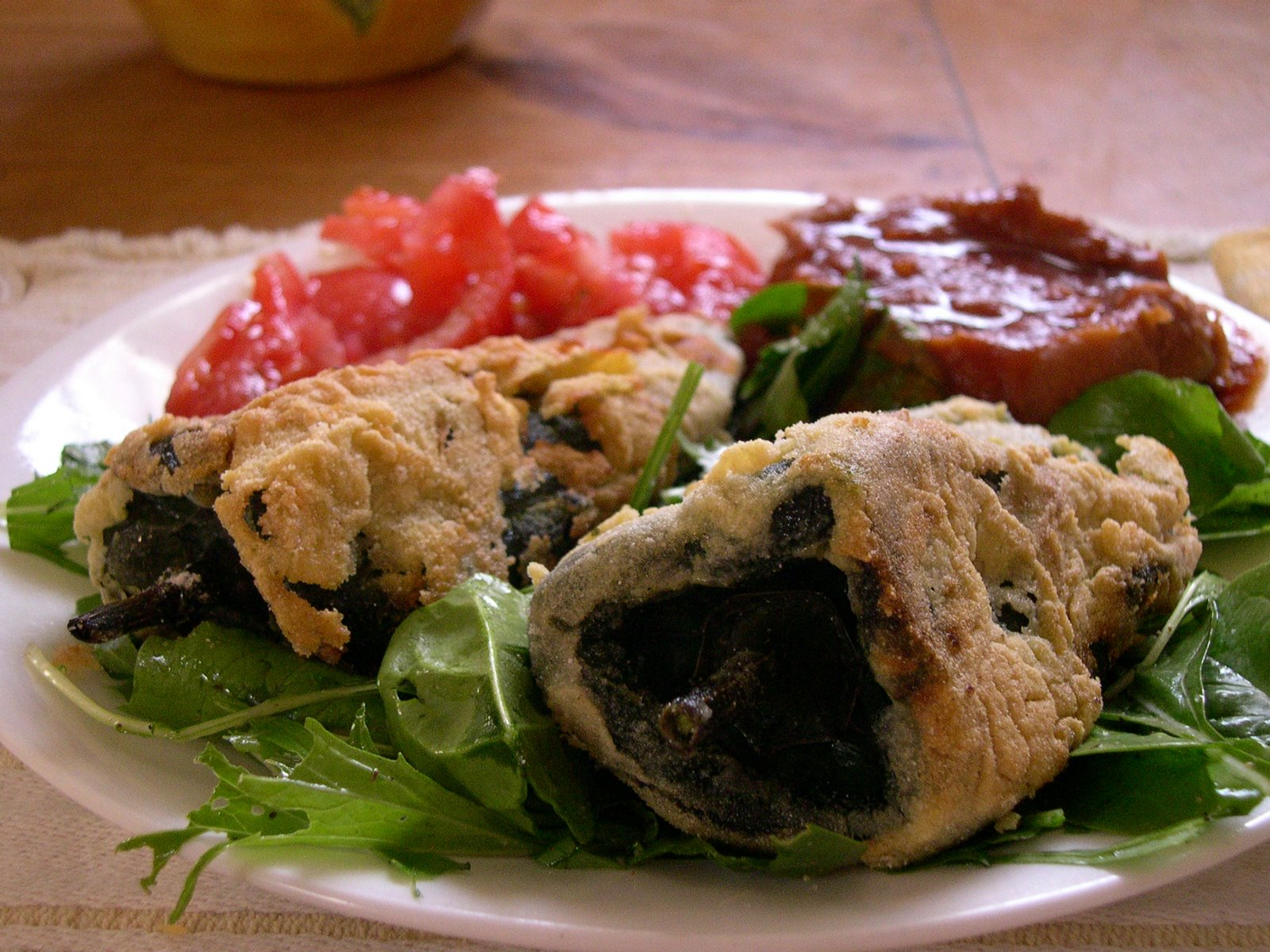
Chiles rellenos.

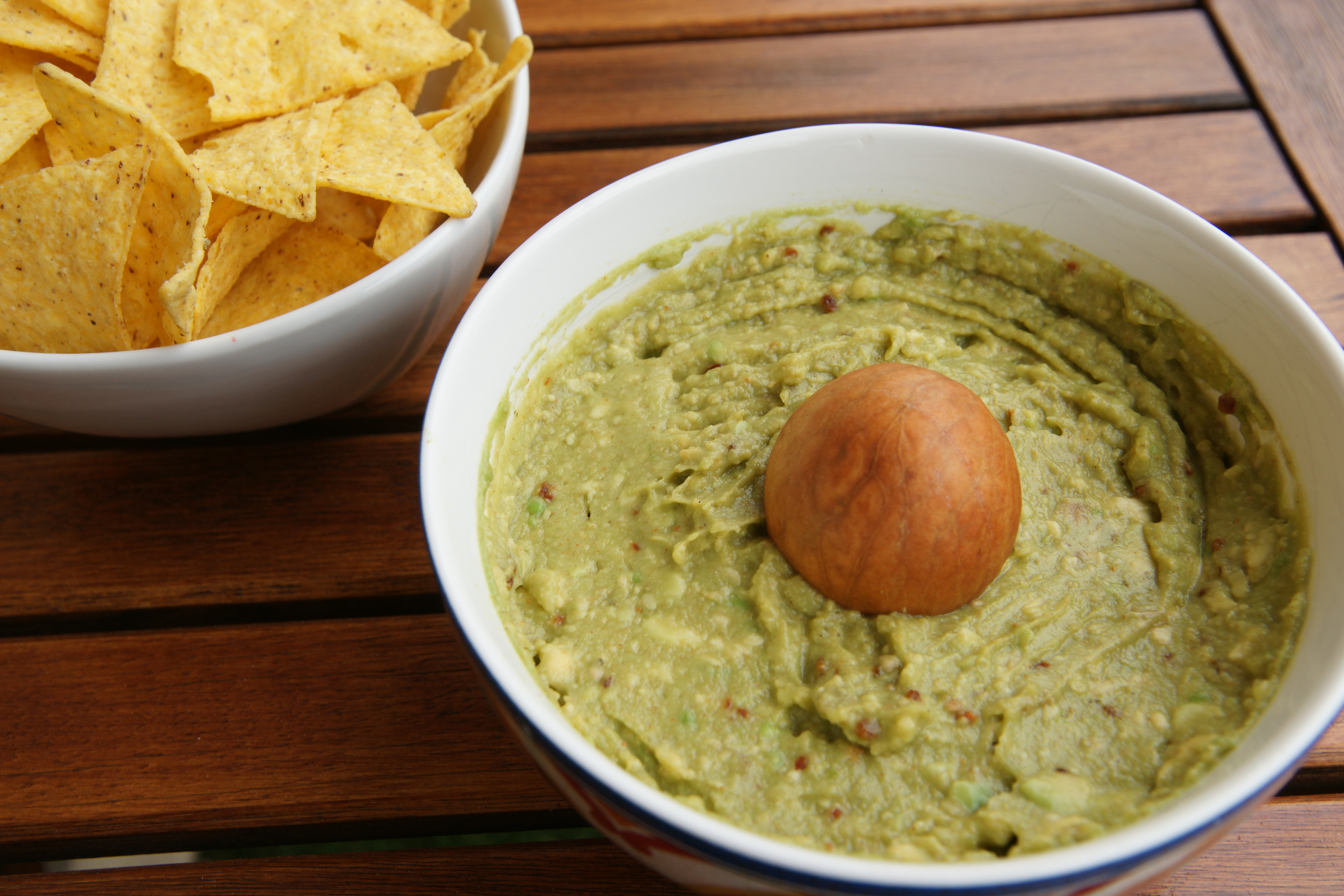
Guacamole (del náhuatl āhuacamolli), una salsa cuya base es el aguacate, una de las más populares en el país.

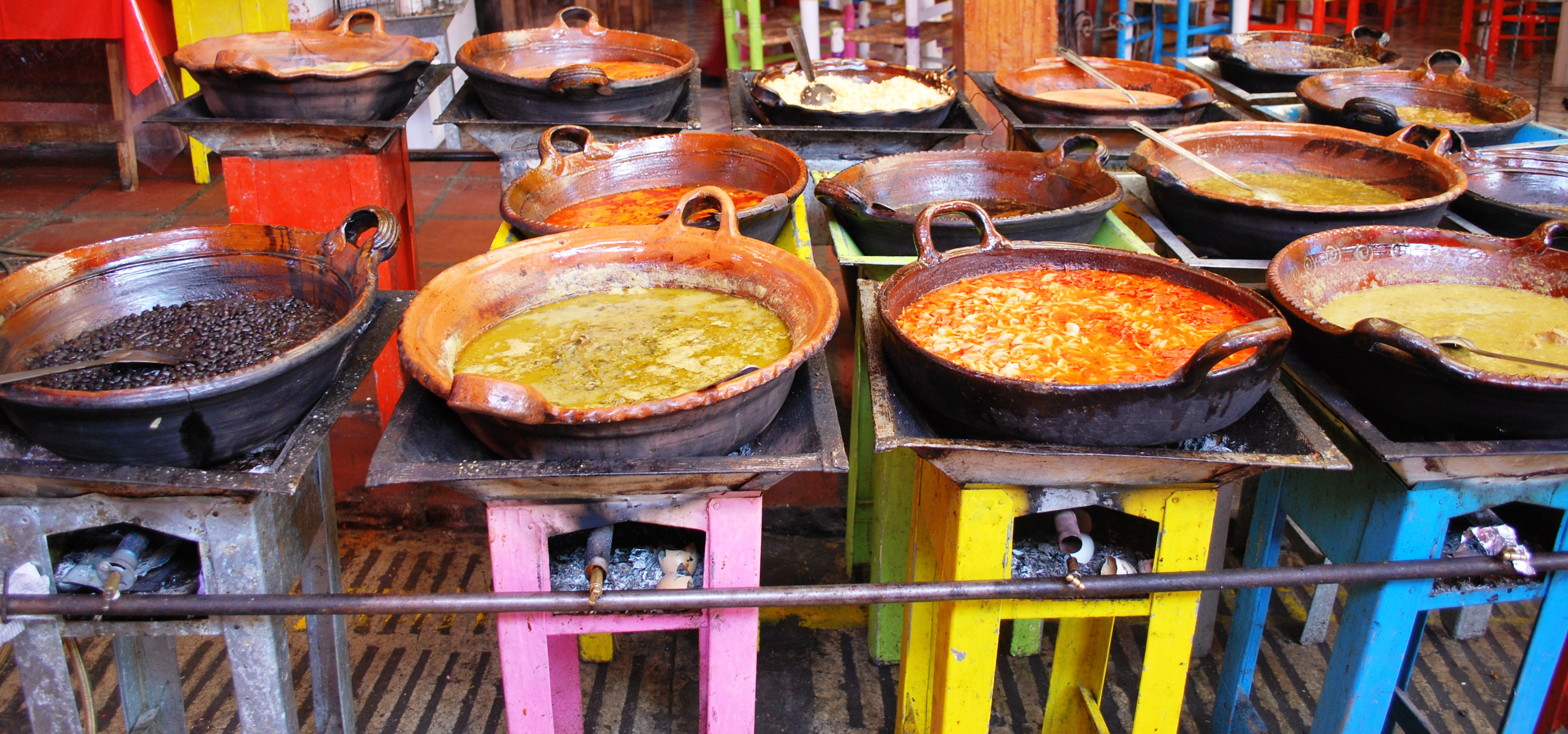
Distintos tipos de mole y otros guisados, en una cocina tradicional de Malinalco, Estado de México.

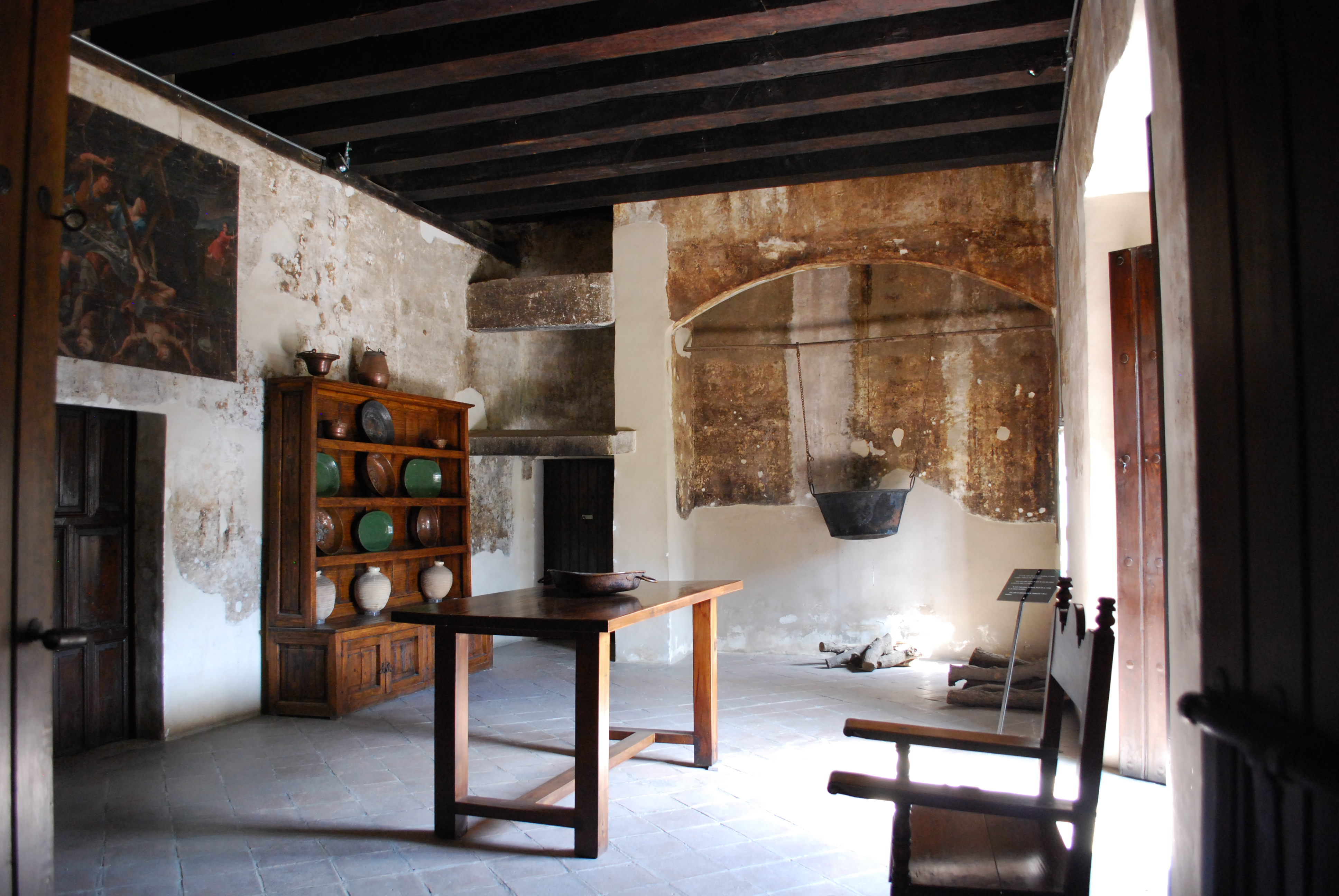
Reconstrucción de una cocina tradicional del siglo XVI en el Convento de San Miguel Arcángel, Huejotzingo, Puebla, que muestra la gran similitud con las cocinas tradicionales actuales.

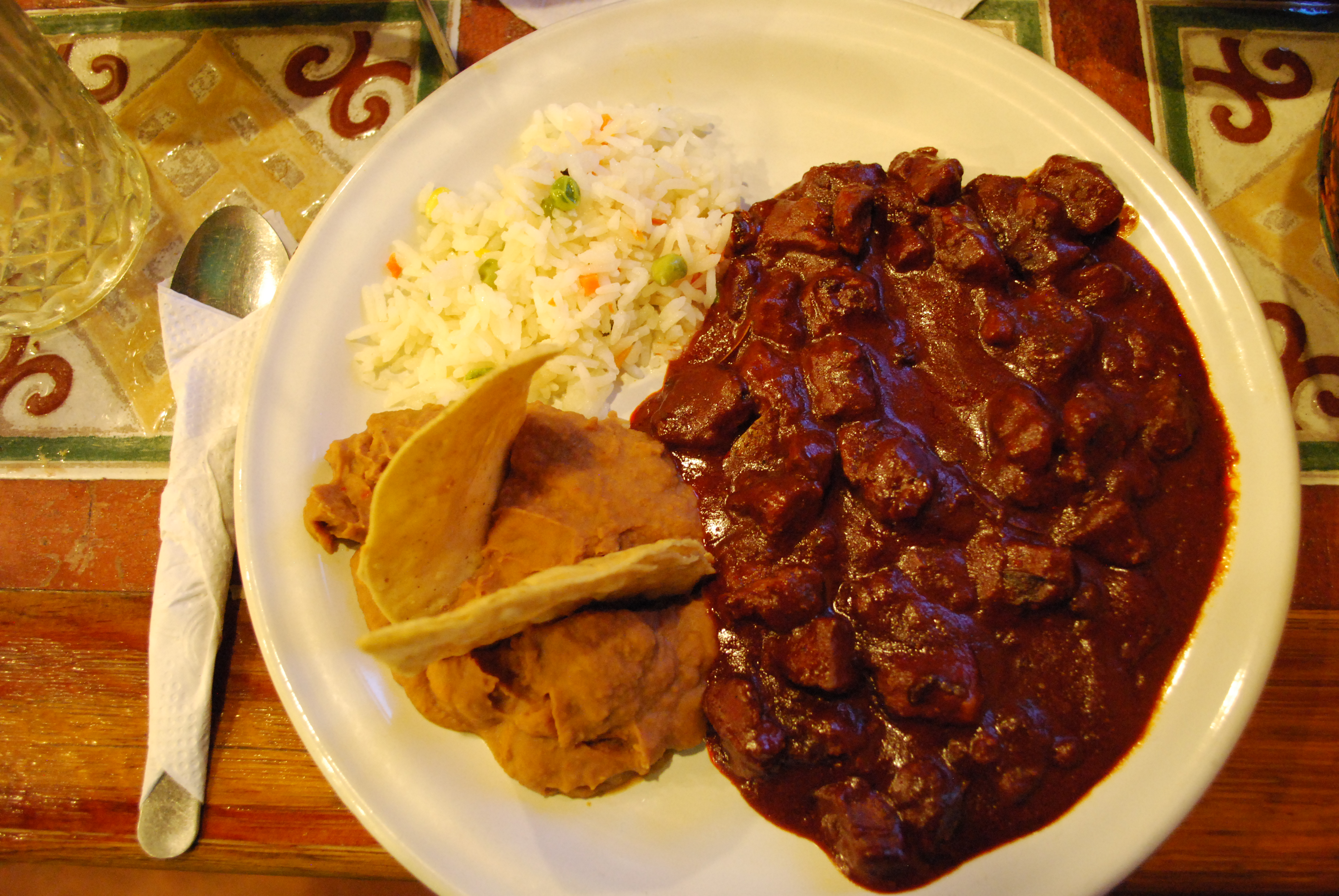
Asado de boda, platillo típico de Zacatecas, acompañado de frijoles fritos y arroz blanco con verduras.

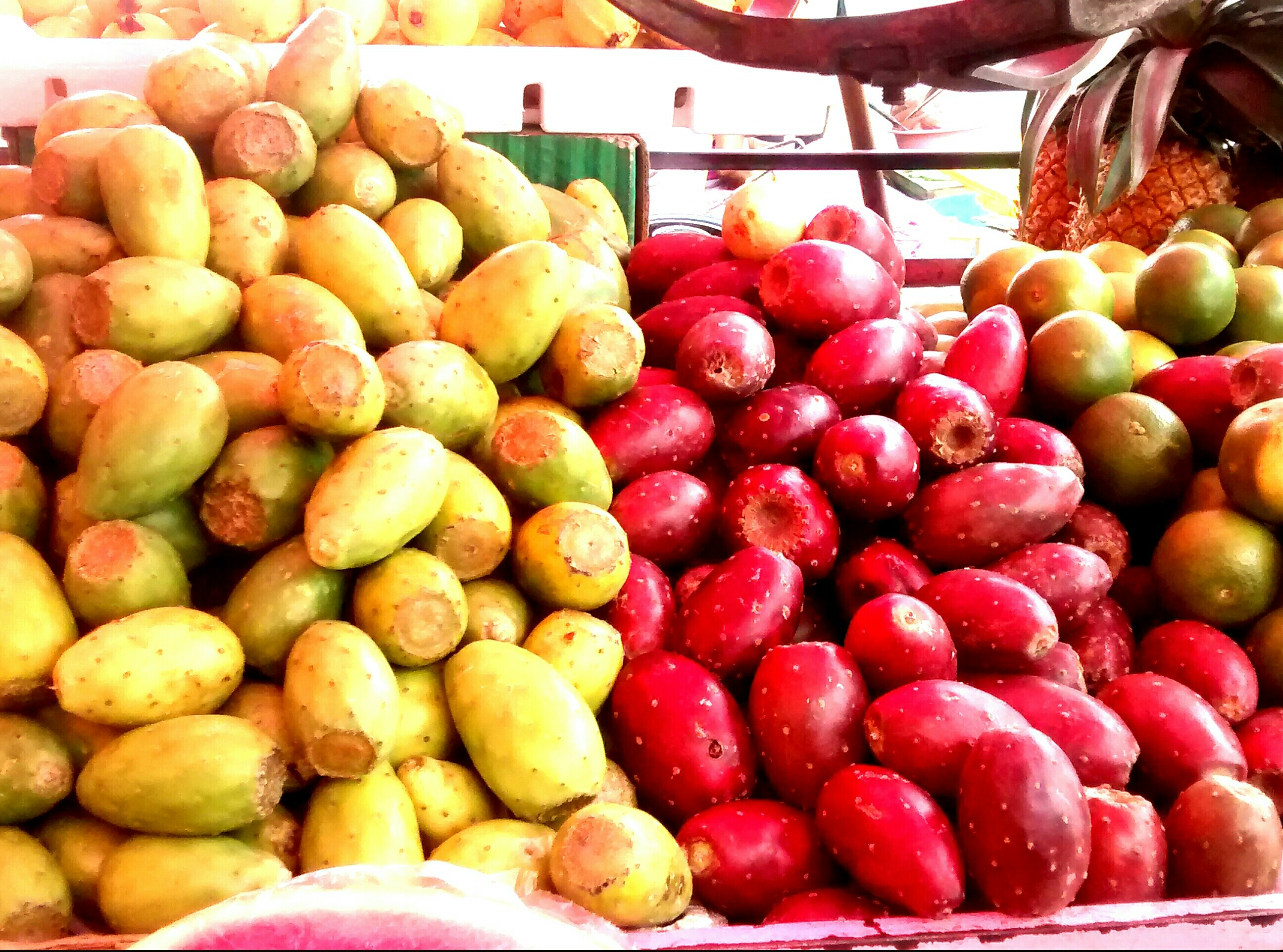
Tunas de nopal de diferentes tipos, en un mercado de Xochimilco, Ciudad de México. Los mercados y tianguis ambulantes resultan ser los lugares favoritos de las familias para la recolección de los ingredientes básicos de la gastronomía, especialmente frutos y tipos de chile.

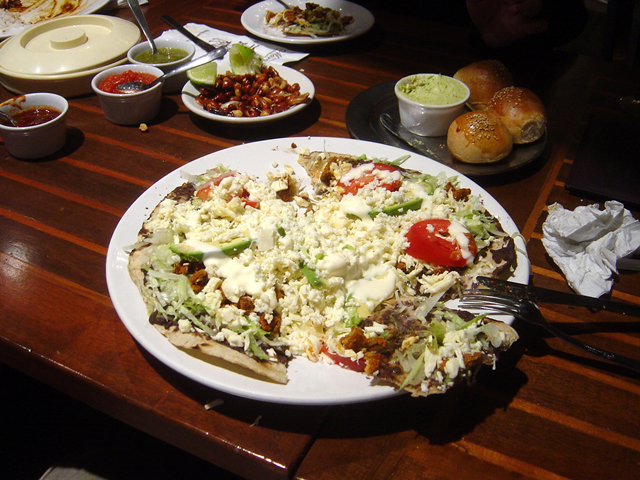
Tlayuda.

Los ingredientes de la cocina mexicana varían de acuerdo a la región. Por ejemplo en la costa, los mariscos son un ingrediente determinante. Las carnes de pollo, res y puerco son siempre populares. Las salsas son un elemento común, y probablemente los chiles, el jitomate y la cebolla sus ingredientes más frecuentes. La comida se sazonada de formas muy variables. Las listas de ingredientes básicos varían siempre, una vez que los elementos principales siempre son los autóctonos y regionales, pero es indiscutible el papel del maíz, del chile y del frijol en estas cocinas.

#### Maíz
La sociedad mexicana siempre ha buscado consumir maíz cultivado en el mismo país, así que es el cereal más sembrado en todo el territorio, llegando a cultivarse más de cuarenta y dos tipos diferentes. A su vez, cada uno de estos tipos presenta diversas variedades, llegando a un aproximado de más de tres mil tipos de la especie, según el Centro Internacional de Mejoramiento de Maíz y Trigo. Las características de cada raza varían de acuerdo con las condiciones del suelo, la humedad relativa del medio ambiente, la altitud e incluso de la forma en que se cultiva. Aunque algunas de las evidencias más antiguas del cultivo del maíz sugieren que su domesticación se produjo en varios focos del país al mismo tiempo, es probable que este proceso estuviera ligado a los pueblos de habla otomangues. Como sea, el maíz sigue siendo la base de la mayoría de las cocinas mexicanas, y quedan exceptuadas algunas tradiciones gastronómicas del norte de México, donde el maíz disputa al trigo el lugar como cereal básico.
La forma principal en que se consume el maíz en México es la tortilla, pero es un insumo igualmente necesario para la preparación de casi todos los géneros de tamales, atoles y antojitos. La tortilla se utiliza en una gran gama de los platillos como chilaquiles, tostadas, quesadillas, tacos, chalupas, gorditas, huaraches y gran variedad de antojitos mexicanos. El elote (fruto del maíz) también se consume de innumerables formas, maduro y fresco (elote) o bien, tierno y fresco (xilote). La gastronomía mexicana tiene inmensamente arraigado al maíz como elemento principal de un gran número de recetas, cada parte de la planta es utilizada con algún fin, y existen múltiples técnicas para manipular cada una de estas porciones. En el siguiente esquema se explica de una forma muy básica, la forma en que se mezclan las técnicas más comunes de preparación del maíz con sus usos más frecuentes, sin profundizar en otros usos, como son los industriales, la producción de harinas refinadas o bebidas fermentadas; pero sirve para esquematizar la importancia que tiene el maíz en la cultura.

|  | Entero = asado (elote asado, a las brazas o tatemado) o hervido (elote cocido), se preparan variadamente condimentados                                                                            |
|  | |
|  | Rebanado = útil en sopas, moles y guisos |
|  | |
|  | \| \| Granos enteros = presente en sopas, pozoles, guisos, ensaladas y esquites \| \| \| \| \| \| Granos molidos o desmenuzados = útil en tamales, atoles, pasteles, sopas y postres. \| \| \| \| |
|  | |
|  | Granos enteros = presente en sopas, pozoles, guisos, ensaladas y esquites |
|  | |
|  | Granos molidos o desmenuzados = útil en tamales, atoles, pasteles, sopas y postres. |
|  | |

|  | Granos enteros = presente en sopas, pozoles, guisos, ensaladas y esquites           |
|  |                                                                                     |
|  | Granos molidos o desmenuzados = útil en tamales, atoles, pasteles, sopas y postres. |
|  |                                                                                     |

|      | Tostados y molidos = útil en pinoles, atoles y galletas. |
|      | |
| Masa | \| \| Tortillas y antojitos de tortilla = tacos, enchiladas, chilaquiles, etc. \| \| \| \| \| \| Antojitos hechos de masa = chalupas, gorditas, tlacoyos, sopes, huaraches, etc. \| \| \| \| \| \| Tamales \| \| \| \| \| \| Bebidas \| \| \| \| \| \| Para espesar atoles, sopas, salsas, pozole, etc. \| \| \| \| |
|      | \| \| Tortillas y antojitos de tortilla = tacos, enchiladas, chilaquiles, etc. \| \| \| \| \| \| Antojitos hechos de masa = chalupas, gorditas, tlacoyos, sopes, huaraches, etc. \| \| \| \| \| \| Tamales \| \| \| \| \| \| Bebidas \| \| \| \| \| \| Para espesar atoles, sopas, salsas, pozole, etc. \| \| \| \| |
|      | Nixtamalizados sin moler = útil en menudos, pozoles, sopas, etc. |
|      | |
|      | Molidos = útil para hacer harina de maíz |
|      | |
|      | Palomitas (frituras) |
|      | |
|      | Tortillas y antojitos de tortilla = tacos, enchiladas, chilaquiles, etc. |
|      | |
|      | Antojitos hechos de masa = chalupas, gorditas, tlacoyos, sopes, huaraches, etc. |
|      | |
|      | Tamales |
|      | |
|      | Bebidas |
|      | |
|      | Para espesar atoles, sopas, salsas, pozole, etc. |
|      | |

|  | Tortillas y antojitos de tortilla = tacos, enchiladas, chilaquiles, etc.        |
|  |                                                                                 |
|  | Antojitos hechos de masa = chalupas, gorditas, tlacoyos, sopes, huaraches, etc. |
|  |                                                                                 |
|  | Tamales                                                                         |
|  |                                                                                 |
|  | Bebidas                                                                         |
|  |                                                                                 |
|  | Para espesar atoles, sopas, salsas, pozole, etc.                                |
|  |                                                                                 |

|  | Entero = asado (elote asado, a las brazas o tatemado) o hervido (elote cocido), se preparan variadamente condimentados                                                                            |
|  | |
|  | Rebanado = útil en sopas, moles y guisos |
|  | |
|  | \| \| Granos enteros = presente en sopas, pozoles, guisos, ensaladas y esquites \| \| \| \| \| \| Granos molidos o desmenuzados = útil en tamales, atoles, pasteles, sopas y postres. \| \| \| \| |
|  | |
|  | Granos enteros = presente en sopas, pozoles, guisos, ensaladas y esquites |
|  | |
|  | Granos molidos o desmenuzados = útil en tamales, atoles, pasteles, sopas y postres. |
|  | |

|  | Granos enteros = presente en sopas, pozoles, guisos, ensaladas y esquites           |
|  |                                                                                     |
|  | Granos molidos o desmenuzados = útil en tamales, atoles, pasteles, sopas y postres. |
|  |                                                                                     |

|      | Tostados y molidos = útil en pinoles, atoles y galletas. |
|      | |
| Masa | \| \| Tortillas y antojitos de tortilla = tacos, enchiladas, chilaquiles, etc. \| \| \| \| \| \| Antojitos hechos de masa = chalupas, gorditas, tlacoyos, sopes, huaraches, etc. \| \| \| \| \| \| Tamales \| \| \| \| \| \| Bebidas \| \| \| \| \| \| Para espesar atoles, sopas, salsas, pozole, etc. \| \| \| \| |
|      | \| \| Tortillas y antojitos de tortilla = tacos, enchiladas, chilaquiles, etc. \| \| \| \| \| \| Antojitos hechos de masa = chalupas, gorditas, tlacoyos, sopes, huaraches, etc. \| \| \| \| \| \| Tamales \| \| \| \| \| \| Bebidas \| \| \| \| \| \| Para espesar atoles, sopas, salsas, pozole, etc. \| \| \| \| |
|      | Nixtamalizados sin moler = útil en menudos, pozoles, sopas, etc. |
|      | |
|      | Molidos = útil para hacer harina de maíz |
|      | |
|      | Palomitas (frituras) |
|      | |
|      | Tortillas y antojitos de tortilla = tacos, enchiladas, chilaquiles, etc. |
|      | |
|      | Antojitos hechos de masa = chalupas, gorditas, tlacoyos, sopes, huaraches, etc. |
|      | |
|      | Tamales |
|      | |
|      | Bebidas |
|      | |
|      | Para espesar atoles, sopas, salsas, pozole, etc. |
|      | |

|  | Tortillas y antojitos de tortilla = tacos, enchiladas, chilaquiles, etc.        |
|  |                                                                                 |
|  | Antojitos hechos de masa = chalupas, gorditas, tlacoyos, sopes, huaraches, etc. |
|  |                                                                                 |
|  | Tamales                                                                         |
|  |                                                                                 |
|  | Bebidas                                                                         |
|  |                                                                                 |
|  | Para espesar atoles, sopas, salsas, pozole, etc.                                |
|  |                                                                                 |

|  | Entero = asado (elote asado, a las brazas o tatemado) o hervido (elote cocido), se preparan variadamente condimentados                                                                            |
|  | |
|  | Rebanado = útil en sopas, moles y guisos |
|  | |
|  | \| \| Granos enteros = presente en sopas, pozoles, guisos, ensaladas y esquites \| \| \| \| \| \| Granos molidos o desmenuzados = útil en tamales, atoles, pasteles, sopas y postres. \| \| \| \| |
|  | |
|  | Granos enteros = presente en sopas, pozoles, guisos, ensaladas y esquites |
|  | |
|  | Granos molidos o desmenuzados = útil en tamales, atoles, pasteles, sopas y postres. |
|  | |

|  | Granos enteros = presente en sopas, pozoles, guisos, ensaladas y esquites           |
|  |                                                                                     |
|  | Granos molidos o desmenuzados = útil en tamales, atoles, pasteles, sopas y postres. |
|  |                                                                                     |

|      | Tostados y molidos = útil en pinoles, atoles y galletas. |
|      | |
| Masa | \| \| Tortillas y antojitos de tortilla = tacos, enchiladas, chilaquiles, etc. \| \| \| \| \| \| Antojitos hechos de masa = chalupas, gorditas, tlacoyos, sopes, huaraches, etc. \| \| \| \| \| \| Tamales \| \| \| \| \| \| Bebidas \| \| \| \| \| \| Para espesar atoles, sopas, salsas, pozole, etc. \| \| \| \| |
|      | \| \| Tortillas y antojitos de tortilla = tacos, enchiladas, chilaquiles, etc. \| \| \| \| \| \| Antojitos hechos de masa = chalupas, gorditas, tlacoyos, sopes, huaraches, etc. \| \| \| \| \| \| Tamales \| \| \| \| \| \| Bebidas \| \| \| \| \| \| Para espesar atoles, sopas, salsas, pozole, etc. \| \| \| \| |
|      | Nixtamalizados sin moler = útil en menudos, pozoles, sopas, etc. |
|      | |
|      | Molidos = útil para hacer harina de maíz |
|      | |
|      | Palomitas (frituras) |
|      | |
|      | Tortillas y antojitos de tortilla = tacos, enchiladas, chilaquiles, etc. |
|      | |
|      | Antojitos hechos de masa = chalupas, gorditas, tlacoyos, sopes, huaraches, etc. |
|      | |
|      | Tamales |
|      | |
|      | Bebidas |
|      | |
|      | Para espesar atoles, sopas, salsas, pozole, etc. |
|      | |

|  | Tortillas y antojitos de tortilla = tacos, enchiladas, chilaquiles, etc.        |
|  |                                                                                 |
|  | Antojitos hechos de masa = chalupas, gorditas, tlacoyos, sopes, huaraches, etc. |
|  |                                                                                 |
|  | Tamales                                                                         |
|  |                                                                                 |
|  | Bebidas                                                                         |
|  |                                                                                 |
|  | Para espesar atoles, sopas, salsas, pozole, etc.                                |
|  |                                                                                 |

|  | Entero = asado (elote asado, a las brazas o tatemado) o hervido (elote cocido), se preparan variadamente condimentados                                                                            |
|  | |
|  | Rebanado = útil en sopas, moles y guisos |
|  | |
|  | \| \| Granos enteros = presente en sopas, pozoles, guisos, ensaladas y esquites \| \| \| \| \| \| Granos molidos o desmenuzados = útil en tamales, atoles, pasteles, sopas y postres. \| \| \| \| |
|  | |
|  | Granos enteros = presente en sopas, pozoles, guisos, ensaladas y esquites |
|  | |
|  | Granos molidos o desmenuzados = útil en tamales, atoles, pasteles, sopas y postres. |
|  | |

|  | Granos enteros = presente en sopas, pozoles, guisos, ensaladas y esquites           |
|  |                                                                                     |
|  | Granos molidos o desmenuzados = útil en tamales, atoles, pasteles, sopas y postres. |
|  |                                                                                     |

|      | Tostados y molidos = útil en pinoles, atoles y galletas. |
|      | |
| Masa | \| \| Tortillas y antojitos de tortilla = tacos, enchiladas, chilaquiles, etc. \| \| \| \| \| \| Antojitos hechos de masa = chalupas, gorditas, tlacoyos, sopes, huaraches, etc. \| \| \| \| \| \| Tamales \| \| \| \| \| \| Bebidas \| \| \| \| \| \| Para espesar atoles, sopas, salsas, pozole, etc. \| \| \| \| |
|      | \| \| Tortillas y antojitos de tortilla = tacos, enchiladas, chilaquiles, etc. \| \| \| \| \| \| Antojitos hechos de masa = chalupas, gorditas, tlacoyos, sopes, huaraches, etc. \| \| \| \| \| \| Tamales \| \| \| \| \| \| Bebidas \| \| \| \| \| \| Para espesar atoles, sopas, salsas, pozole, etc. \| \| \| \| |
|      | Nixtamalizados sin moler = útil en menudos, pozoles, sopas, etc. |
|      | |
|      | Molidos = útil para hacer harina de maíz |
|      | |
|      | Palomitas (frituras) |
|      | |
|      | Tortillas y antojitos de tortilla = tacos, enchiladas, chilaquiles, etc. |
|      | |
|      | Antojitos hechos de masa = chalupas, gorditas, tlacoyos, sopes, huaraches, etc. |
|      | |
|      | Tamales |
|      | |
|      | Bebidas |
|      | |
|      | Para espesar atoles, sopas, salsas, pozole, etc. |
|      | |

|  | Tortillas y antojitos de tortilla = tacos, enchiladas, chilaquiles, etc.        |
|  |                                                                                 |
|  | Antojitos hechos de masa = chalupas, gorditas, tlacoyos, sopes, huaraches, etc. |
|  |                                                                                 |
|  | Tamales                                                                         |
|  |                                                                                 |
|  | Bebidas                                                                         |
|  |                                                                                 |
|  | Para espesar atoles, sopas, salsas, pozole, etc.                                |
|  |                                                                                 |

#### Chile
Es uno de los ingredientes más representativos de la gastronomía mexicana y un fruto asociado a la identidad, funciona como fruto, verdura, guarnición, especia y como ingrediente de salsas y platillos mayores, incluso como bebida; sus orígenes se remontan, según algunos historiadores, a fechas tan lejanas como el 6000 a. C. y, según las más recientes investigaciones, su domesticación no fue un hecho atribuible a una sola cultura y en un solo momento; se dio a lo largo de la región conocida como Mesoamérica en diferentes etapas. Su conocimiento y uso están registrado en los códices, en donde se le menciona también como medicina ritual, pues sanaba algunos de los aspectos relacionados con la salud del alma, ahuyentaba a los «malos espíritus» y rectificaba las actitudes de los niños «malcriados» por medio de su humo. Fray Bartolomé de las Casas mencionó: «Sin el chile, los mexicanos no creen que están comiendo», frase que se conserva en el colectivo social actual como «si no pica, no sabe». Desde tiempos antiguos también ha habido en el chile cierta asociación a la sexualidad. Fray Bernardino de Sahagún consigna que durante las festividades de Macuilxóchitl «Señor de las flores, de la danza, de los juegos y del amor», los hombres y las mujeres que tomaban parte en la celebración se sometían durante cuatro días a un riguroso ayuno y se abstenían, como medida precautoria, de comer chile y quien rompía el ayuno era castigado por este dios, que hacía padecer al transgresor enfermedades «en las partes secretas». En todo caso, la prohibición de comer chile durante los ayunos rituales continúa siendo una práctica común entre algunos pueblos indígenas. Es discutido el número de especies y subespecies de chile consumidas en México, lo que es cierto, es que el mexicano común otorga diferentes atributos a cada tipo, prefiriendo algunos tipos para platillos especiales (como es el caso de los chiles rellenos, donde por tradición se usan chiles más grandes y poco picantes), otros valorados por su nivel de picante (como el chile habanero), y otros por su sabor o uso en comidas más dulces. Es también evidente los usos sumamente distintos que se le da como fruto fresco o como fruto seco, recibiendo nombres distintos en cada caso a pesar de que se trate de una misma especie. Los principales productores de chile fresco son los estados de Puebla, Hidalgo, Veracruz, Sonora, Guerrero y México; mientras que más del 50 % del chile seco se produce en Zacatecas. Entre las principales variedades de chile fresco consumidas son: jalapeño, serrano, poblano, habanero, morrón, manzano, de árbol, tabasco, chiltepín y piquín mientras que como fruto seco destaca el chile chipotle, guajillo, pasilla, ancho, cascabel y de árbol (seco).

#### Frijol
A la vaina se le llama «ejote» (del náhuatl exotl) a las semillas se les llama «frijoles». Fue domesticado a la par del maíz. En el país se consumen más de cincuenta variedades distintas, desde el frijol blanco («alubias») hasta múltiples variedades negras y cafés («bayos»). Es la leguminosa favorita de la comida mexicana, presente en múltiples antojitos, como acompañamiento en platillos mayores, o incluso como plato principal. Existen platillos complejos en torno al frijol, como también se ha convertido en el ingrediente principal de la canasta básica del mexicano por su bajo costo.

#### Cereales
De origen asiático y traído desde el siglo XVI, el arroz un cereal muy presente en las mesas mexicanas. Dado que es más versátil que el trigo, el arroz puede constituir cualquiera de los tres tiempos de la comida, y es un acompañante frecuente de otros platillos. La manera más extendida de consumir arroz en México es arroz a la mexicana, que no es sino un arroz frito y luego cocido en salsa de jitomate. Sin embargo, las variedades de arroz seco son muchas: lo hay blanco —saborizado en algunas regiones con un tomate verde y cebolla—, verde —con chile poblano—, amarillo —con azafrán—, negro —con caldo de frijoles negros—, y además puede ser acompañado con verduras, especialmente en la forma conocida como «arroz a la jardinera». El arroz también es ampliamente usado en repostería.
De herencia europea, entre los cereales, destaca el trigo. Disputa al maíz la condición de cereal principal. Está asociado principalmente con la confección de panes —aunque también existe la tortilla de harina—, ya sea blancos o dulces. El pan blanco (bolillo, telera, birote) es elemento esencial de platillos comunes como las tortas mexicanas. Mientras que el pan de dulce —que se puede encontrar bajo innumerables formas— es acompañante ideal de las bebidas calientes que se suelen servir en el desayuno o en la merienda.

#### Frutas, verduras y legumbres
Las verduras que alimentaron a los antiguos mexicanos fueron sobre todo los quelites (quilitl), plantas aún inmaduras de diferentes familias botánicas (amarantáceas, quenopodáceas, crucíferas), plantas tiernas que se «cocían en olla» o se comían crudas; en estas familias se incluyen los quintoniles, los cenizos, los huauhzontles, las verdolagas y una planta denominada mexixiquilitl, que se parece al berro. Los romeritos son plantas también muy importantes que han sido empleadas en diferentes guisados, sobre todo durante la Cuaresma y la Navidad.
Los principales frutos que se consumen en México son el aguacate, cacahuate, guayaba, jitomate, limón, mango, naranja, papaya, piña, pitahaya, pitaya, plátano, sandía, tamarindo, tejocote, tomatillo, tuna y zapote.
Los vegetales y leguminosas elementales son: la cebolla, lechuga, chayote, ajo, calabazas, zanahoria, pepino, frijol, garbanzo, lentejas y guisantes.

#### Especias
Una amplia diversidad de condimentos son utilizados para agregar aroma y sabor a los guisos, salsas y sopas. Entre las especias originarias elementales se encuentran: el achiote, el epazote, la hoja de aguacate, la hoja santa, el pápalo, la pimienta tabasco, los quelites y la vainilla. Estas plantas también poseen con propiedades medicinales.
Se incorporaron otros condimentos de origen europeo, asiático y africano como la albahaca, el anís, el azafrán, la canela, el clavo de olor, el comino, la hierbabuena, la mejorana, el laurel, la menta, el orégano, el perejil, la pimienta, el tomillo, entre otros. Destaca el amplio uso del cilantro, del cual se utilizan sus hojas en multitud de recetas para dar un sabor característico a muchos platillos.

#### Nopal, cactáceas, agave y mezquite
Acompañan infinidad de platillos y bebidas. El nopal ha sido un ingrediente común de la cocina mexicana desde hace milenios por su cualidad como planta de recolección común. El nopal se encuentra en el escudo de México y se considera un símbolo nacional; por lo tanto su consumo es considerado por la sociedad como un símbolo de «lo mexicano», presente en frases como «nada más mexicano que el nopal». Su fruto, la tuna, obtuvo una gran popularidad a nivel mundial.
Las cactáceas son representativas de la cocina de las zonas áridas del país y sus frutos como la pitaya y pitahaya. La domesticación de las especies de agave es tan antigua como la del maíz y se ha documentado su origen en el Valle de Tehuacán y en los Valles Centrales de Oaxaca desde hace milenios: su uso está representado por el mezcal y el tequila, el aguamiel, el pulque, jugos y jarabes dulces (muy necesarios al igual que la miel para crear bebidas prehispánicas cuando no se contaba con la caña de azúcar), miel, vinagre, aguardiente y atoles, también es el sitio idóneo para la producción de gusanos de maguey blancos, gusanos de maguey rojos y sal de gusano; su uso es esencial para la producción del mixiote, guisos, postres, algunos tipos de azúcar, saborizante de tamales y pan, como levadura, condimento y en la preparación de ciertos tipos de barbacoa. El mezquite sigue siendo importante alimento en el Norte del país y su uso fue común en tiempos prehispánicos, cuando los chichimecas fabricaban pan de mezquite con la harina proveniente del fruto de la vaina. También es comestible la vaina del huizache.

#### Lácteos y quesos
Los lácteos y quesos tienen una historia que comienza con el Virreinato de la Nueva España, llega al territorio la fabricación de quesos, la cual progresivamente fue modificada para adaptarse a los gustos europeos, indígenas y criollos. Esta mezcla dio lugar a una serie de variedades de quesos mexicanos, la mayoría hechos de leche de vaca y otros cuantos de cabra. Existen entre veinte a cuarenta tipos de queso mexicano dependiendo cómo se le clasifique, además de las variaciones regionales y de producción casera que existen en cada poblado. Destacan el Queso Oaxaca, el Queso Panela, queso manchego mexicano (que es un queso blando hecho de vaca o cabra, distinto al queso manchego español hecho de oveja), Queso Chihuahua (de influencia menonita), Queso Cotija, queso bola, queso añejo de Zacazonapan, Estado de México, Queso Zacatecas, queso cabra de Perote, Veracruz, queso de poro de Balancán y el Queso crema de Chiapas, También existe producción de queso de tipo meramente europeo, principalmente en Guanajuato. Con el advenimiento de la producción de quesos industriales, hoy muchos de los quesos regionales están en riesgo de desaparecer, especialmente las variedades locales de queso ranchero, requesón y panela. Otros derivados lácteos como yogur artesanal, o el jocoque (un producto cuya base es la leche fermentada), también son comunes en la mesa de algunas zonas del país, especialmente en Sinaloa, los Altos de Jalisco y en la Comarca Lagunera.

#### Cacao
El cacao es un ingrediente distintivo de la gastronomía mexicana y su uso se remonta a la época pre-olmeca (2000-1200 a. C.). En sus inicios durante la época precolombina, se elaboraba una bebida a base de los granos de cacao, agua y diferentes variedades de chiles. Actualmente, el chocolate se utiliza como condimento para la preparación de diferentes variedades de moles, dulces, repostería, y en la preparación de bebidas a base de maíz.

#### Carnes, aves, pescados y mariscos

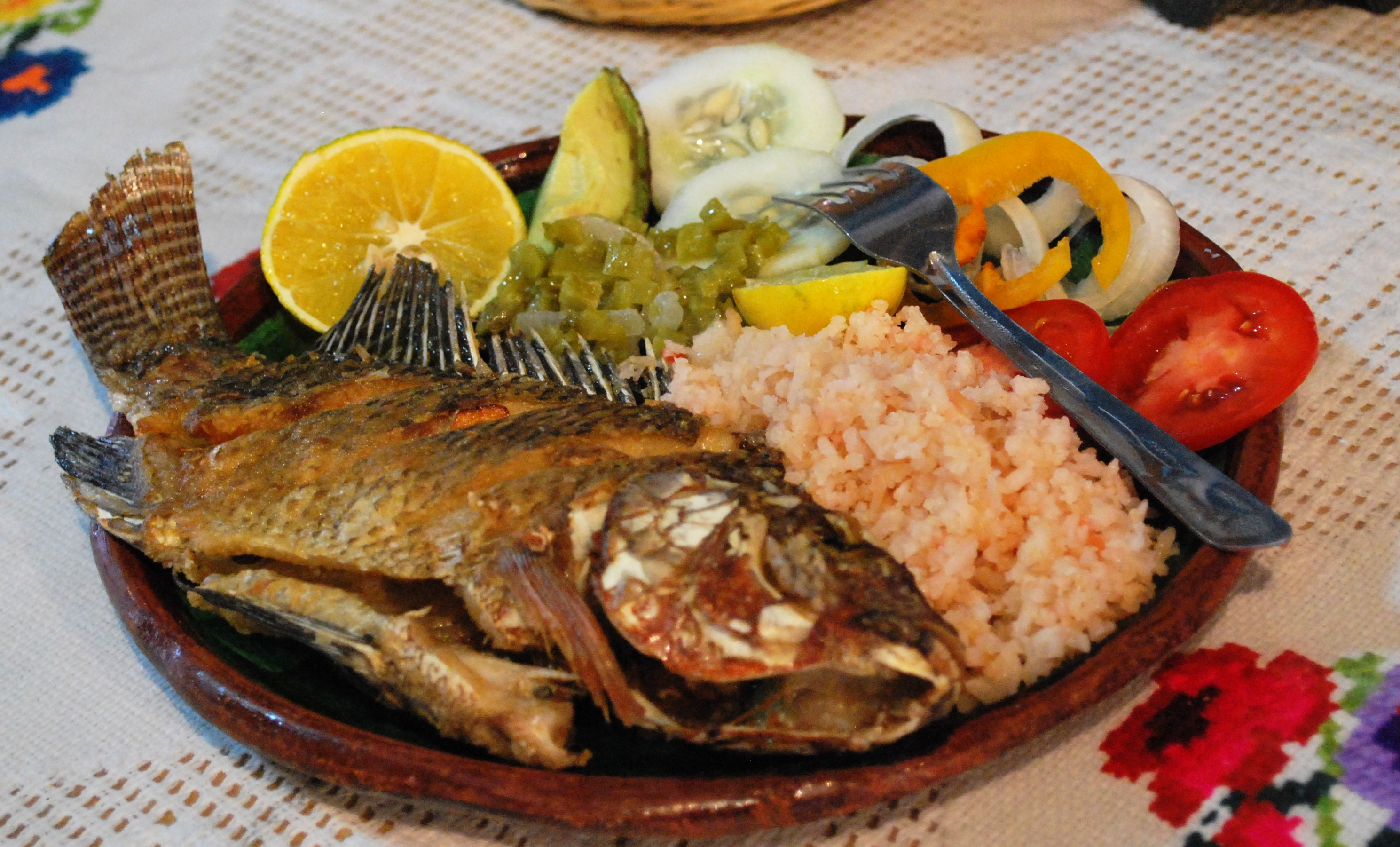
Mojarra frita servida en la Isla de Janitzio, Michoacán.

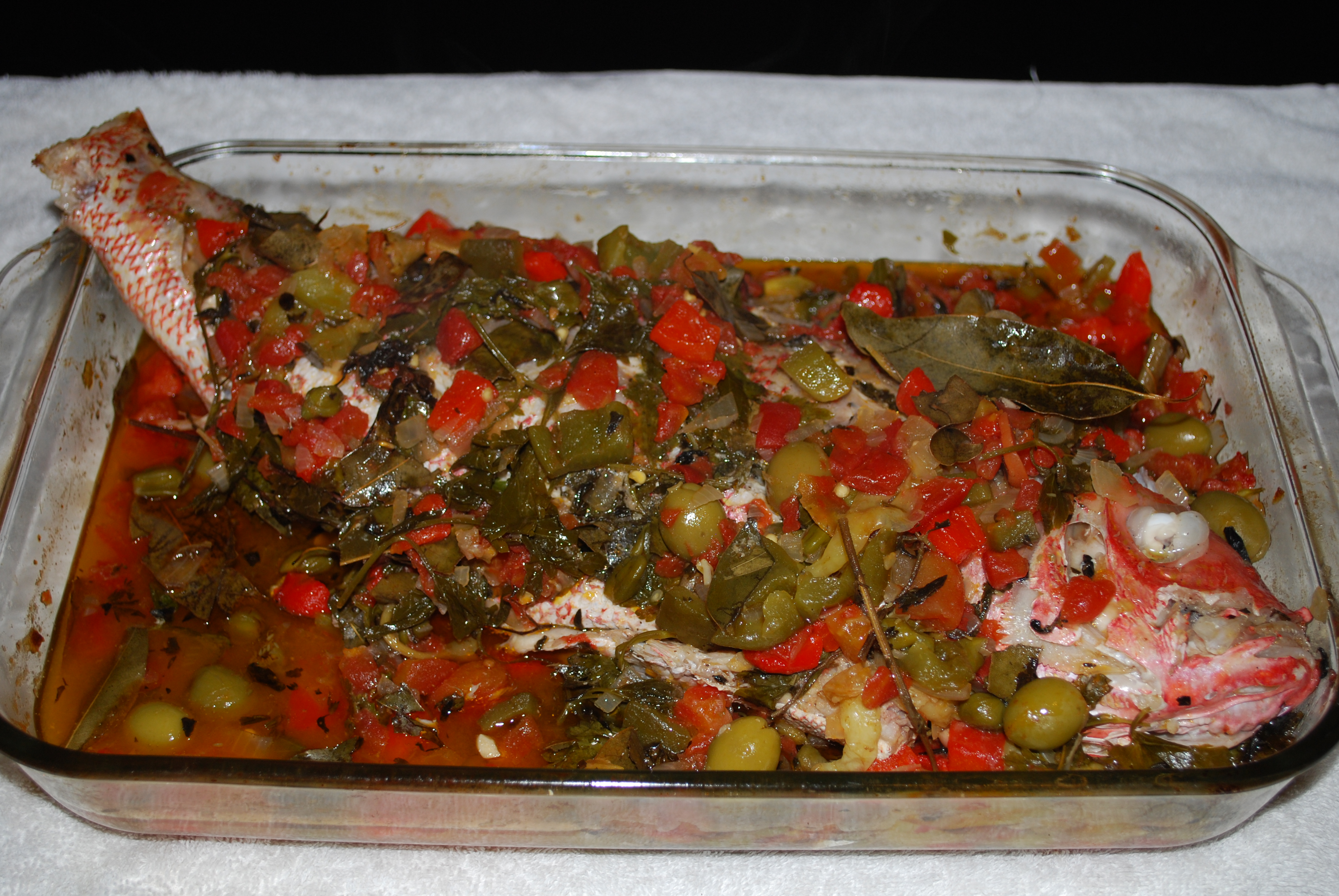
Huachinango a la veracruzana.

La cocina mexicana consta de una variedad enorme de carnes, como res, cerdo, venado, conejo, armadillo, tuza, iguana, tapir, pecarí (jabalí americano), y aves como la codorniz, el pollo, variedades de pato, guajolote y faisán, por mencionar algunas; si bien el consumo de otros animales monteses o silvestres se ha reducido con el tiempo ya sea por su escasez o la prohibición de su consumo, pasando a ser rarezas o comida exclusiva de pequeñas zonas del país, como es el caso del ajolote mexicano, el tlacuache, el armadillo, la tortuga caguama, el manatí, el mono y la ardilla.
México ocupa el decimocuarto puesto en mayor longitud de costas, las cuales están bañadas por dos océanos diferentes, el Pacífico y el Atlántico, por lo tanto no es sorprendente que el pescado y los mariscos sean protagonistas en las recetas de cocina mexicanas. Por otro lado, el país está bañado por tres importantes vertientes hidrográficas, por lo que también es común el consumo de peces, crustáceos y caracoles lacustres.
Entre los pescados mayormente consumidos por el mexicano se encuentra el atún, la sardina, el huachinango, la mojarra, la trucha, el róbalo, las carpas mexicanas, entre una innumerable lista. En algunas poblaciones cercanas a las playas, principalmente en el norte de Nayarit, las familias se reúnen a la orilla del mar para asar en parrillas de varas de mangle la liza recién pescada. Las amas de casa de todo el país acostumbran freír el pescado y después guisarlo de alguna forma, así es que por la demanda durante las mañanas es frecuente la venta de todos estos pescados en cualquier mercado.
México es uno de los principales exportadores de pulpo y calamar y también son comunes en su gastronomía. También son populares los platos con langosta, langostino y cangrejo, si bien su costo los ha limitado. Algunos moluscos como los ostiones suelen comerse vivos, y otros como el callo de hacha son altamente valorados en ceviches. Las sopas de mariscos son uno de los platillos que más consumen las familias costeras. El camarón es uno de los ingredientes más importantes de algunas gastronomías locales, y se prepara en sopas, asado, frito, cocido, empanizado, en empanadas, albóndigas, tamales y romeritos.
Los charales (una especie de pez de agua dulce exclusiva de los lagos del centro de México) se adquiere frecuentemente en los mercados, se puede preparar de diversas formas, ya sea seco y frito (con sal y limón), cubierto de chile seco, empanizado, frito con huevo o con ajo. Además se pueden preparar como otros tipos de comida, como puede ser el omelette o tortitas fritas en salsa verde. Incluso se venden en hojas de maíz, como tamales, estos han sido previamente asados a las brasas de leña.

## Insectos comestibles

Fragmento del Códice Florentino haciendo mención del uso de insectos en la cocina local

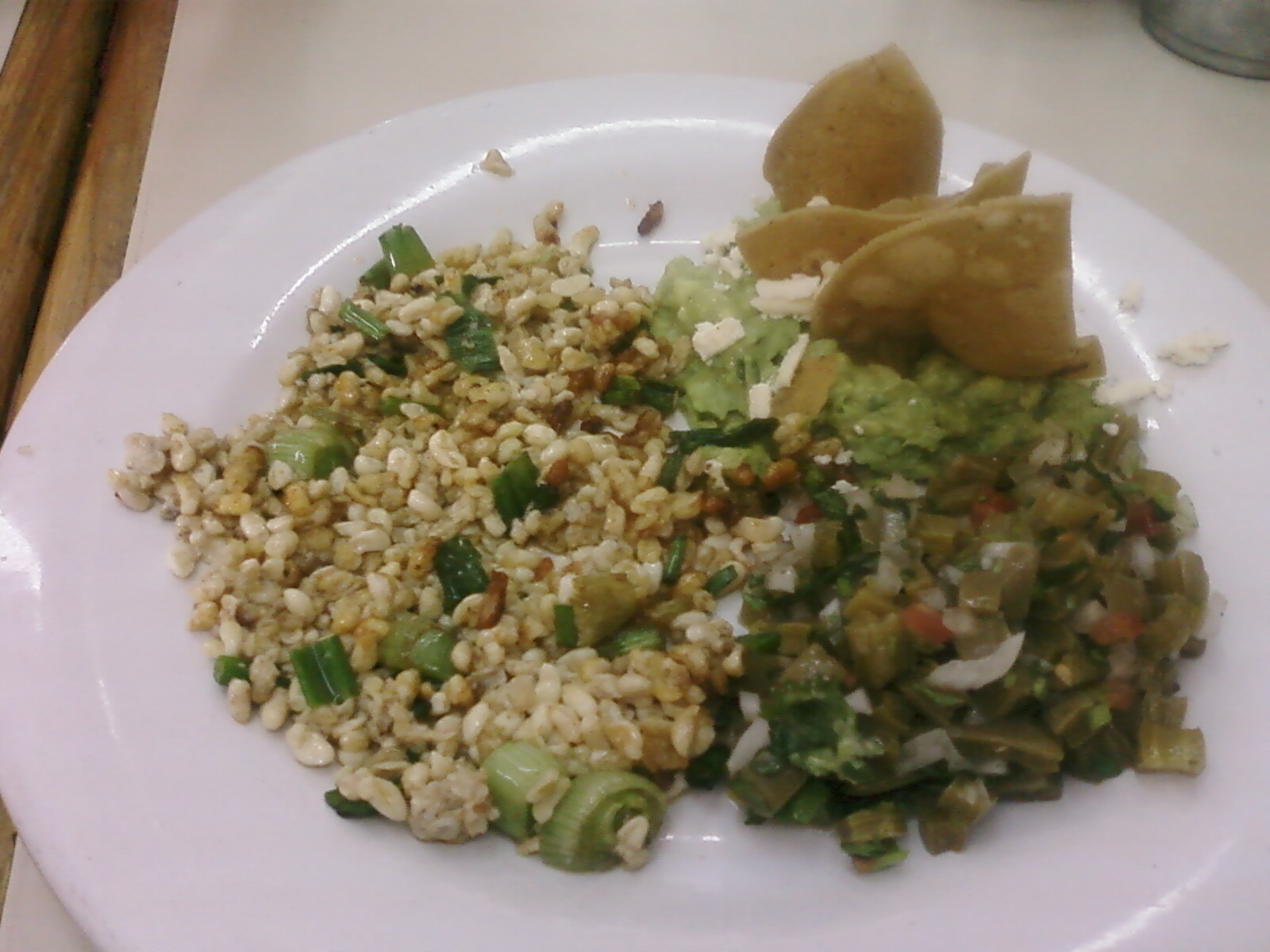
Plato de escamoles.

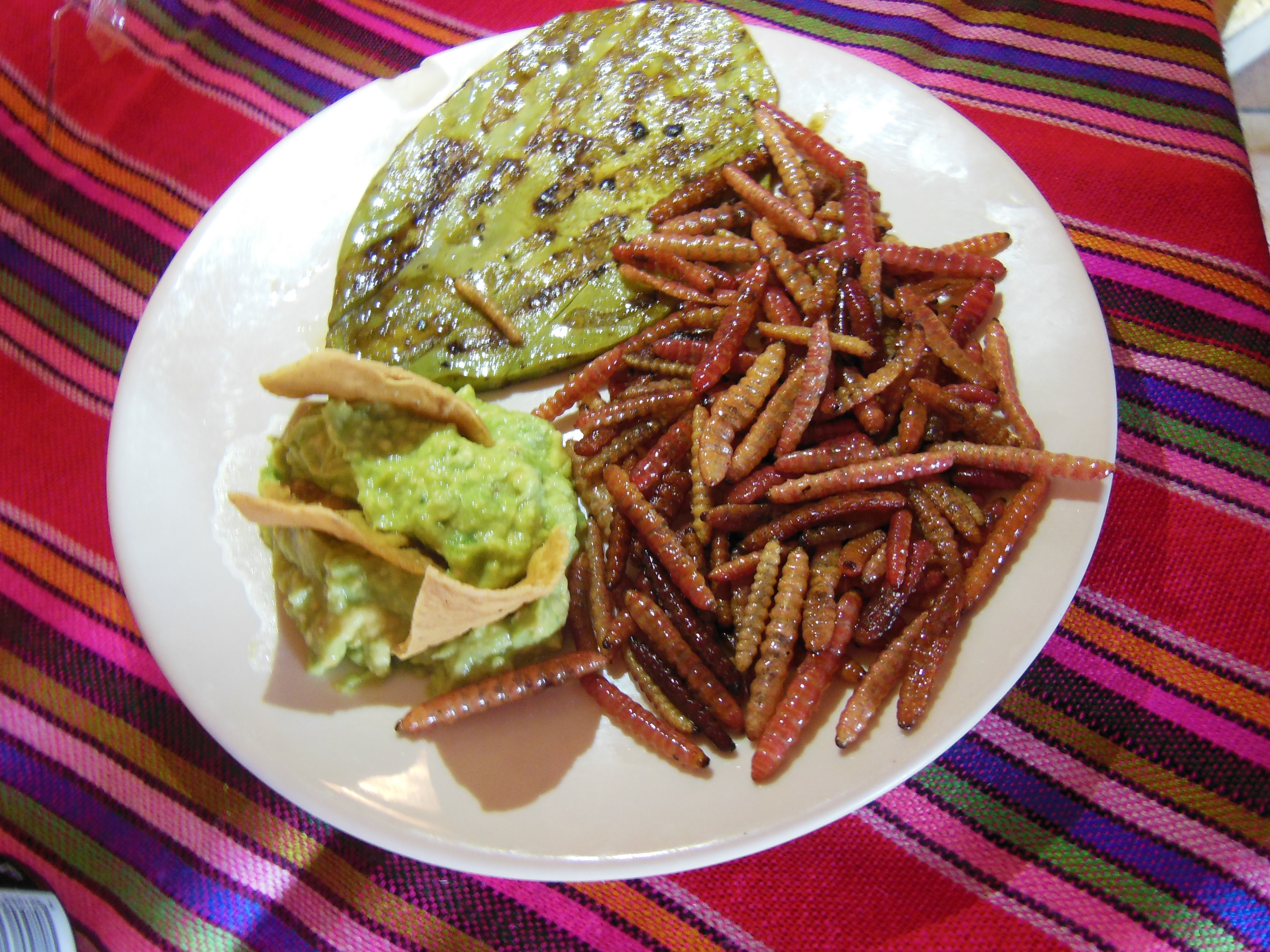
Platillo preparado con gusanos de maguey.

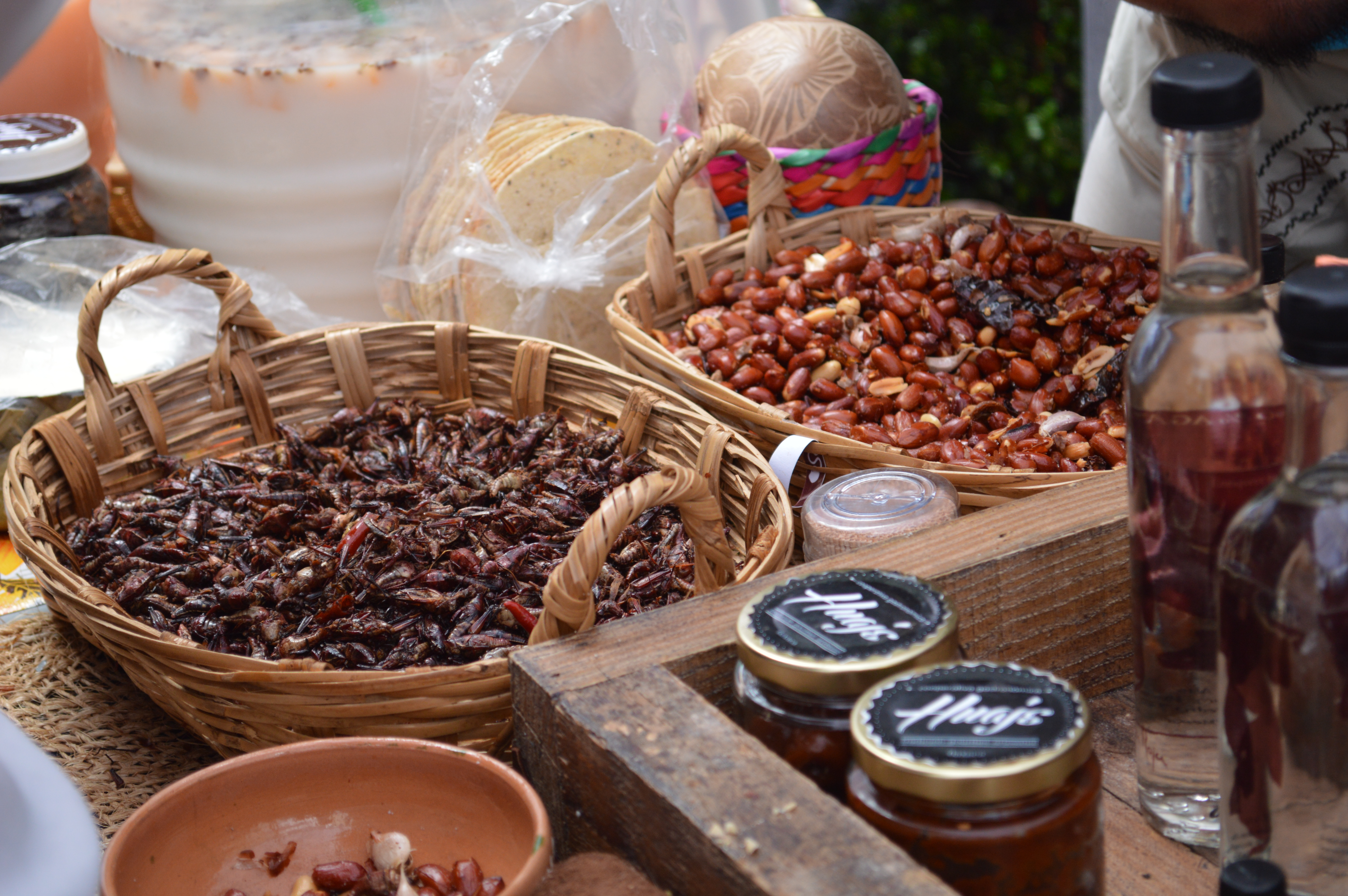
Puesto de chapulines en la Colonia Roma de la Ciudad de México.

Como un ejemplo de la riqueza y diversidad de la comida mexicana, puede citarse el consumo de los insectos. México es el país del mundo en el que se ha documentado mayor variedad de especies consumidas. La entomofagia muestra la adaptación de la cocina tradicional a una gran variedad de ambientes o recursos y es un reflejo de la biodiversidad del país; además de que los insectos han favorecido otras necesidades humanas como; ropa, medicina, control de plagas y desintegración de desechos orgánicos.
En México, la entomofagia ha sido una práctica común desde la época prehispánica, como lo prueba el Códice Florentino, escrito por fray Bernardino de Sahagún, en donde se describe el consumo de 96 especies de insectos comestibles. A la fecha los insectos siguen consumiéndose en todo el país (aunque en mayor medida en las regiones centrosur, oriente, sureste y suroeste del país), y llegan a considerarse, en casos como los escamoles un manjar de alto precio.
Según la fuente que se consulte, se han contabilizado entre 504 a 549 especies de insectos comestibles en el país (una tercera parte de las especies culinarias del mundo), la mayor parte en los estados de Hidalgo, Oaxaca, Guerrero, Estado de México, Ciudad de México, Yucatán, Puebla y Veracruz mientras que en el norte de México se consumen en menor variedad. En múltiples grupos indígenas se cuenta con varios términos para clasificar a los artrópodos, a los que no siempre conocen con el término en español insecto, lo que ha dificultado su conteo.
Los insectos son altos en nutrientes, las culturas prehispánicas comían una enorme variedad sin percatarse de su gran aporte en proteína, ácidos grasos poliinsaturados, hierro, aminoácidos esenciales, calcio, fósforo, magnesio, vitaminas del complejo B y vitaminas A, C y D.
Entre los insectos mayormente consumidos destacan los escamoles, los gusanos de maguey, hormigas chicatanas, axayácatl y su ahuautle, chapulines y jumiles, entre otros. Todos estos pueden ser consumidos en su forma natural ya que tienen un sabor agradable sin embargo ya cocinados son aún más deliciosos y pueden apreciarse mejor sus sabores. Se preparan tostados, asados, en tacos, en salsas, incluso hay restaurantes en México que los sirven en omelettes. Aunque son una excelente opción para la dieta humana, aún se tienen problemas para su promoción dado que no existe una Norma Oficial Mexicana que regularice sus procesos de producción, recolección y distribución.
Los insectos comestibles en México se producen según la época del año; por ejemplo, los chinicuiles (la larva de una mariposa que se encuentra en el maguey) se «cosechan» durante las primeras lluvias del año, cuando comienza a llover, estos salen debajo del maguey y es en ese momento son recolectados. Actualmente hay poblaciones en donde estos insectos son criados colocando en una olla de barro una capa de chinicuiles vivos y otra de tortillas de maíz. En cuanto a los gusanos de maguey, estos crecen dentro de las pencas (la hoja del maguey), por lo que cada una debe ser destruida ya que es aproximadamente un gusano por penca, esto es un ejemplo del por qué muchas comidas de insectos pueden llegar a ser caras o comerse solo por temporadas.

### Axayácatly suahuautle
El ahuautle (del náhuatl ahuautli o ahuahutli, o en su forma españolizada ahuautle o ahuahutle [a'wautle]) es la hueva de un insecto llamado axayácatl, se obtiene a través de la colocación en la orilla de los lagos de unos tules (tejidos abiertos hechos con este fin) o antiguamente hojas de mazorca o un atado de zacate y/o ramas secas atadas a una estaca. Las 8 especies de axayácatl se encuentran en peligro, son endémicas del Valle de México y su parentesco con las chinches hace que ahora no resulte muy atractivo para el consumidor común, miedo que se pierde al comerlo pues es considerado un manjar e incluso usado en la comida gourmet. Su hábitat se ha visto reducida por la desecación y contaminación de los cuerpos acuáticos, y la demanda, ocasionan que su precio sea muy elevado. Como pasa con múltiples insectos su nivel proteínico es más alto que el de la carne roja, con menor cantidad de ácidos grasos de mala calidad y resulta una excelente alternativa alimentaria por lo simple y económico de su cultivo, lo que puede llevar a conservar la especie.
Algunos estudios han comprobado que cien gramos de este alimento (cualquier especie) aporta 80 % de proteína. Los insectos contienen sales minerales, algunos son muy ricos en calcio, albergan vitaminas del grupo B y son una fuente importante de magnesio; además, en estado de larva, proporcionan calorías de gran calidad, y son ricos en ácidos grasos poliinsaturados.

### Escamoles

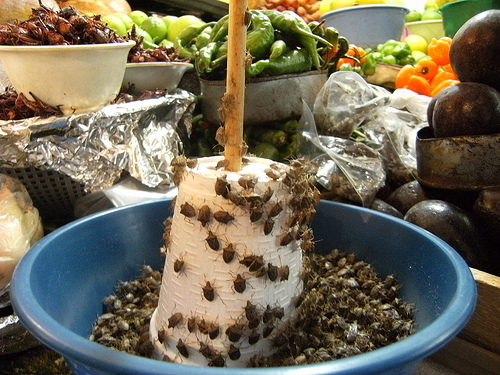
Jumiles vivos en un mercado de Taxco, Guerrero.

Los escamoles (del náhuatl azcatl, «hormiga», y molli, «guiso») son larvas de hormiga que pueden encontrarse de manera silvestre en lugares áridos o boscosos, dependiendo del tipo de hormiga, aunque predomina la hormiga güijera o escamolera (Liometopum apiculatum), endémica de Norteamérica. Para hallar los escamoles, se debe descubrir cuidadosamente el nido en que los insectos tejen una estructura de ramas y saliva llamada trabécula donde depositan sus huevos. Luego, deben removerse solo dos terceras partes y volverse a cubrir con nopales secos y algunas ramas para que las hormigas regeneren los huevos extraídos y no haya un impacto ambiental considerable. Los escamoles tienen entre tres y cuatro veces más proteínas que la carne y tienen un sabor delicado que resulta un reto respetar en los diferentes medios de preparación; por lo tanto, aquel que logra prepararlos es considerado un buen cocinero.

### Gusanos de maguey
Los gusanos de maguey son especies de larvas de lepidópteros que se crían en las pencas (hojas) de las especies de la familia del Agave. El término en realidad es el nombre popular de tres especies principales:
- Aegiale (Acentrocneme) hesperiaris o gusano blanco de maguey.
- Comadia redtenbacheri (antes Hypopta agavis), chinicuil, chilocuil (del náhuatl chilocuilin, «gusano de chile») o techol o gusano rojo de maguey.
- Xyleutes redtenbacheri (Gusano rojo del maguey).[27]

El gusano blanco de maguey es la larva de una mariposa que crece en las hojas, pencas y raíces del maguey. Es blanco (excepto la cabeza y las extremidades), tiene un sabor muy delicado lo que lo ha llevado a ser uno de los insectos de mayor prestigio gastronómico mundial. Sus modos de preparación son varios, pero predominantemente es frito. Se obtiene del centro del maguey después de las épocas de lluvia, por lo que la extracción de unos tres o cuatro animales (no se obtienen más) ocasiona la pérdida total de la planta; conociendo que de por sí el maguey tarda varios años en llegar a la madurez para poder ser raspado para la obtención de aguamiel con la que se obtiene el pulque; por esta razón, son ingredientes altamente valorados por el mexicano. Se encuentra en el centro del país, pero su mayor uso se encuentra en Hidalgo.
El gusano rojo de maguey es una especie de lepidóptero ditrisio de la familia de los cósidos, es una larva de polilla endémica de Norteamérica, donde habita en zonas áridas y desérticas; se consume como alimento en el centro de México, principalmente en el Valle del Mezquital. Los chinicuiles son muchas veces fritos en mantequilla dentro de una olla de barro y consumidos en tacos o en salsas rojas. También se incluyen en botellas de mezcal.

### Chicatanas
Las chicatanas (del náhuatl tzicatanah «hormiga con bolsa»), en algunas zonas del Norte de México simplemente tzicatana, o en Chiapas nucú y bitú (según se trate de hembra y macho, respectivamente), son consideras de alto valor en la cocina ya que se tiene que ser muy cuidadoso al atraparlas; son muy agresivas y sus mordeduras son dolorosas. Tienen unas pequeñas tenazas que aunque son pequeñas son muy fuertes. Durante uno de los amaneceres de algunas temporadas, quizá huyendo de la inundación de la abundante lluvia, dejan el hormiguero para ser capturadas por mucha gente que ha aguardado pacientemente el momento adecuado, el cual es difícil predecir porque suele suceder en cualquiera de las primeras lluvias. Las hormigas chicatanas son un género de las hormigas arrieras u hormigas cortadoras de hojas.
Su uso en la cocina se extendía en la época precolombina desde el sur de los Estados Unidos hasta Colombia y se pone de manifiesto en varios platillos; sin embargo en México a la hormiga grávida o reina es a la que se le da el mayor valor culinario, presente en platillos del sur, como los estados de Guerrero, Oaxaca, Chiapas, Veracruz, Hidalgo y Yucatán. Dependiendo de la región se cocina asada, frita, en botana, en salsa picante, en salsa de tomate, con guaje y sazonada con sal y limón.

### Chapulines
Los saltamontes, conocidos popularmente en México como chapulines, aportan cantidades significativas de vitaminas. Algunas especies tienen mayores proporciones de vitamina A que el hígado y la leche y también aportan minerales como zinc, magnesio o calcio. La recolección de estos chapulines de los campos de cultivo, en lugar de su erradicación mediante el empleo de pesticidas, no solo reduce la contaminación del suelo y del agua, sino que también proporciona otros alimentos de mejor calidad e ingresos adicionales. Se destacan entre todos por un contenido proteico de hasta el 77.13 %.
Por su consistencia crujiente, similar al de otras frituras del país, su venta es popular como botana adobada y asada en mercados y puestos ambulantes del centro y sur de México; sin embargo su uso está presente en platillos más complejos, dada su relativa facilidad para prepararlo con casi cualquier aderezo, lo que lo vuelve un ingrediente perfecto en guisos para tacos y quesadillas.

### Jumiles
Los jumiles o chumiles (del náhuatl xomilli o xotlinilli) también conocidos como chinches de monte, se les consume principalmente en los estados de Morelos (en este estado se les consume especialmente en Cuautla) y Guerrero (en este estado se les consume especialmente en Taxco). Se conocen 11 especies actualmente: Edessa conspersa, Edessa cordifera, Edessa montezuma, Edessa mexicana, Edessa petersii, Euschistus egglestoni, Euschistus lineatus, Euschistus strennus, Euschistus (Atizies) taxcoensis, Euschistus sulcacitus, Euschistus sulfutus y Euschistus zopilotensis.
La popularidad de los jumiles se debe a su venta y distribución en puestos ambulantes y mercados locales. Poseen propiedades analgésicas y anestésicas producto del yodo que contienen, y pueden ser consumidos crudos o vivos directamente, en tacos, en salsa de tomate o guacamole. Estos insectos tienen un característico sabor a canela proveniente de los tallos y las hojas de los encinos de los cuales se alimentan. En su honor, tanto en Taxco como en el Cerro del Huixteco, ambos en Guerrero, se realiza la fiesta del jumil que comienza el primer lunes después del Día de Muertos, y concluye en marzo con la coronación de la Reina del Jumil.

## Platillos
| Sopas y cremas                  | - Birria - Caldo de pollo - Caldo de queso - Caldo de hongos de cazahuate - Caldo de Indianilla - Caldo de siete mares - Caldo michi - Caldo tlalpeño - Caldo Xóchitl - Clemole - Crema de calabaza - Crema de chayote                                                           | - Crema de chile poblano - Crema de elote - Frijoles charros - Mancha manteles - Menudo - Minguichi - Mole de olla - Pepeto - Pinole - Pozole - Sopa azteca | - Sopa de fideo - Sopa de lima - Sopa de guías - Sopa de nopal - Sopa de nuez - Sopa tarasca - Sopa tolteca |
| Arroz                           | - Arroz a la jardinera - Arroz a la mexicana - Arroz a la tumbada | - Arroz blanco - Arroz con leche - Arroz negro | - Arroz poblano - Arroz rojo - Morisqueta |
| Huevos                          | - Huevos a la mexicana - Huevos a la oaxaqueña - Huevos al albañil | - Huevos bandera - Huevos con chorizo - Huevos con nopal - Huevos divorciados | - Huevos motuleños - Huevos rancheros - Machacado con huevo |
| Chiles, vegetales y leguminosas | - Calabacitas rellenas - Chile en escabeche - Chile en nogada - Chile relleno - Chileajo de vegetales - Chipotle - Elote - Esquites - Huitlacoche | - Frijoles charros - Frijoles negros - Frijoles puercos - Frijoles refritos - Guasana - Nopal asado - Nopales en chilpotle - Papas con chorizo | - Papas en salsa roja - Papas en salsa verde - Pepitas de calabaza - Potaje - Rajas de chile poblano - Rajas poblanas - Romeritos |
| Carne de aves                   | - Alitas de pollo adobadas - Alitas de pollo en chipotle - Alitas de pollo habaneras | - Arroz con pollo - Coachala - Pollo al chipotle - Pollo asado estilo Sinaloa | - Pollo en salsa verde - Pollo motuleño - Tinga de pollo |
| Carne de puerco                 | - Adobada - Asado en salsa roja - Asado en salsa verde - Calabacitas con puerco - Carne al pastor - Carne de chango | - Carnitas - Chicharrón en salsa - Chicharrón prensado - Costillas en salsa - Chileajo de cerdo - Chilorio | - Chorizo - Cochinita pibil - Cueritos - Longaniza - Poc Chuc - Puerco con arroz |
| Carne de res                    | - Alambre - Albóndigas al chipotle - Arrachera - Arriero - Bistec - Cabeza - Cachete | - Carne a la tampiqueña - Carne asada - Carne con chile - Carne en su jugo - Sesos - Criadillas - Cortadillo norteño - Lengua | - Machaca - Pachola - Picadillo - Puntas - Salpicón - Suadero - Tinga de res |
| Pescados y mariscos             | - Aguachile - Cahuamanta - Caldo de mariscos - Caldo de camarón - Camarones a la diabla - Camarones al ajillo - Camarones al mojo de ajo - Ceviche - Cóctel de camarón | - Huachinango a la Veracruzana - Mixmole de pescado - Mojarra frita - Pan de cazón - Pescado a la veracruzana - Pescado al ajillo - Pescado al mojo de ajo - Pescado empapelado | - Pescado empanizado - Pescado zarandeado - Pulpo a la campechana - Tostadas de ceviche - Tostadas de pescado - Tostadas de pulpo |
| Otras carnes e insectos         | - Ahuautle y axayácatl - Barbacoa - Cabrito al pastor - Cabrito asado - Chahuis - Chapulines - Chicatanas | - Discada - Escamoles - Jumiles - Gusano de Maguey - Machito - Mixiote - Moronga | - Pastel azteca - Pastel de carne - Tripas (tripitas) |
| Maíz                            | - Cazuelita - Chalupa - Chanchamito - Chilaquiles - Chochoyote - Corunda - Doblada - Duros - Empalme - Enchilada - Enmolada - Enfrijoladas - Entomatada - Flauta - Gordita - Guajolota - Huarache - Manea - Molote - Nachos - Panucho - Papadzul - Piedra - Quesadilla - Salbute | - Sope/Memela - Tamal - Tlacoyo - Tlaxcales - Tlayuda - Tostada - Totopo - Tacos: ahogados, al pastor, árabes, codzitos (o de nada) - Tacos de adobada, de arrachera, de barbacoa, de bistec, de cabeza, de carnitas, de cachete - Tacos de camarón, de canasta (o sudados), de carnitas - Tacos de carne asada, de cecina, de chapulines | - Tacos de chicharrón, de chorizo, de coetlas, de escamoles - Tacos de fritada de cabrito, de jumiles, de langosta - Tacos de lechón, de lengua, de longaniza, de nata - Tacos de pejelagarto, de pescado, de pito, de suadero - Tacos de tripa (o tripita o pepena), dorados, laguneros, mineros, placeros, potosinos. |
| Trigo                           | - Burrito - Cemita - Gringa - Guajolota - Lonche de adobada - Mollete | - Pambazo - Paste - Quesadilla de harina - Sincronizada - Torta | - Torta ahogada - Torta Baja California - Torta de aguacate - Torta de la barda |
| Moles y salsas                  | - Adobo - Atápakua - Chamoy - Chilmol - Chirmole - Guacamole - Huaxmole - Michmole - Manchamanteles - Mole almendrado - Mole amarillo oaxqueño - Mole blanco - Mole coloradito - Mole de caderas - Mole encacahuatado - Mole michoacano - Mole negro oaxaqueño                   | - Mole poblano - Mole prieto - Mole rojo - Mole rosa - Mole tamaulipeco - Mole verde - Mole xiqueño - Pipián rojo - Pipián verde con ajonjolí - Pipián verde con pepitas | - Recado rojo - Salsa de cacahuate - Salsa de chile de árbol - Salsa habanera - Salsa maga - Salsa macha - Salsa verde - Salsa roja - Tesmole - Tlatonile |
| Ensaladas                       | - Ensalada César - Curtido | - Ensalada de nopal - Pico de gallo | - Ensalada de nopal - Pico de gallo |

## Bebidas

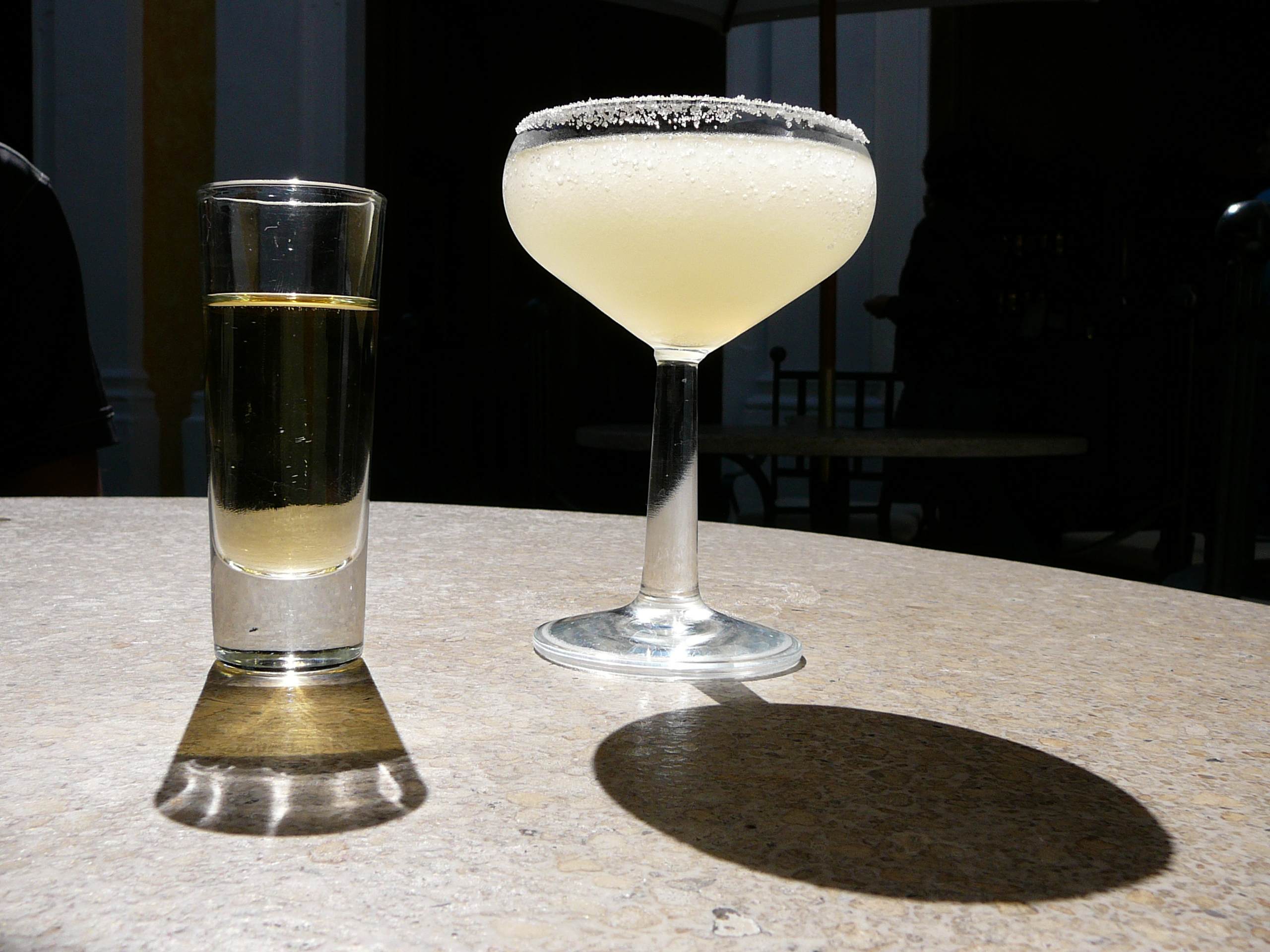
La margarita es un coctel que se elabora con tequila, bebida proveniente del agave.

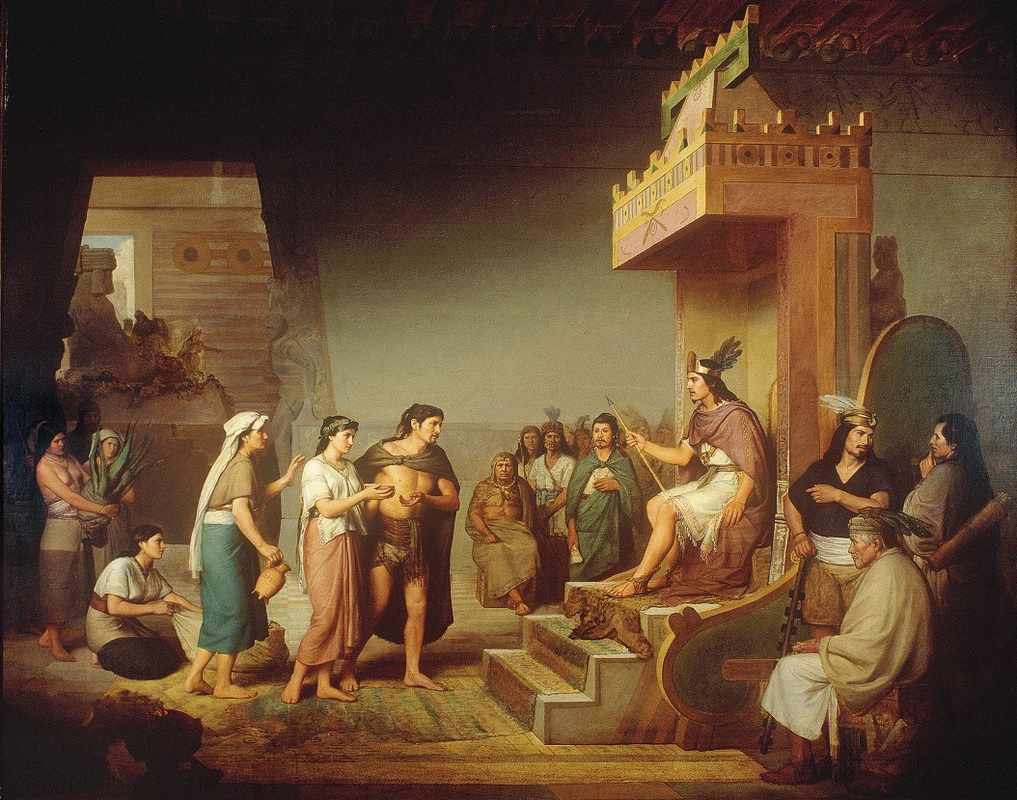
«El descubrimiento del pulque», pintura de José María Obregón acerca del mito del descubrimiento del pulque por parte de los toltecas.

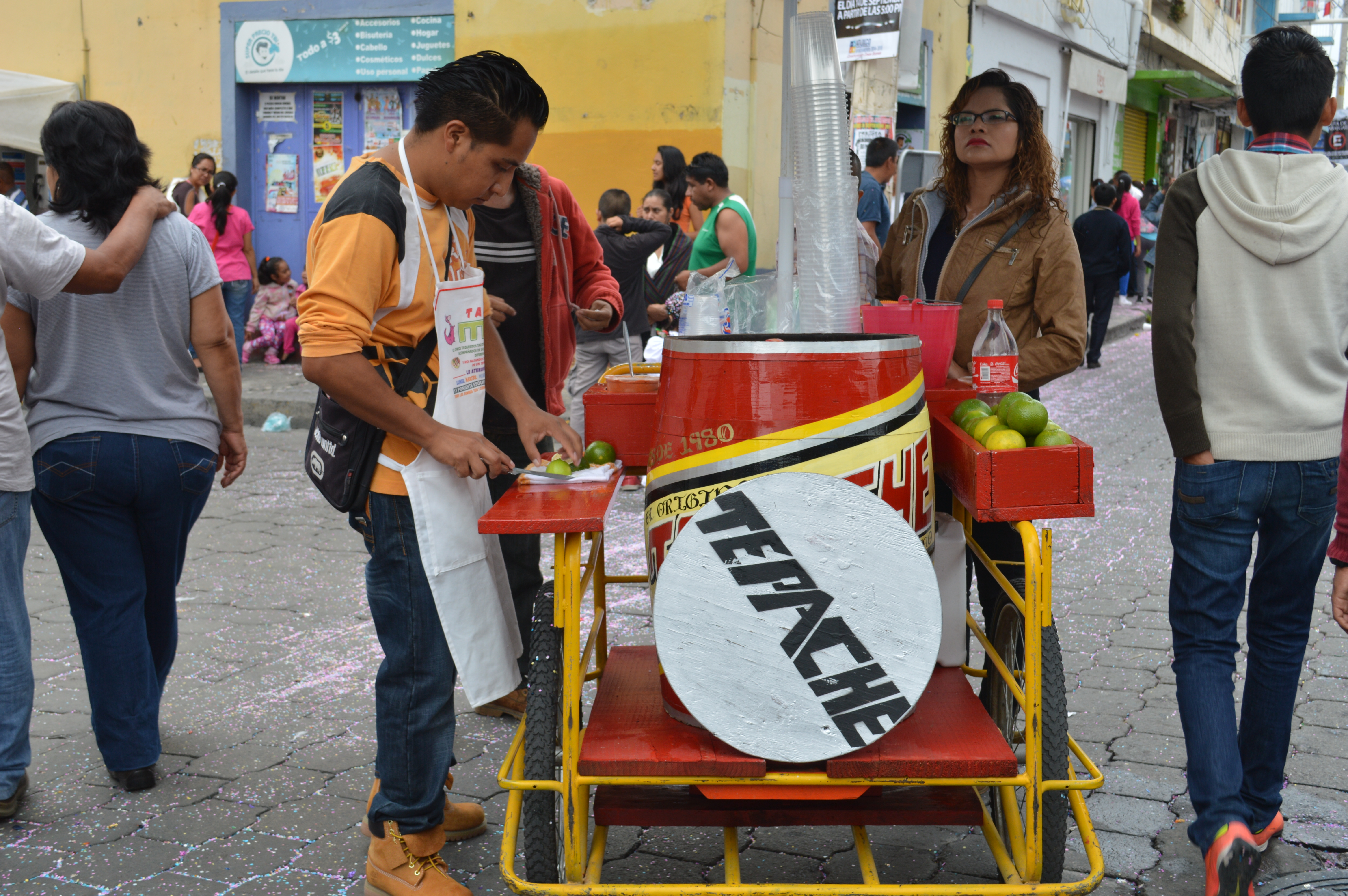
Vendedor de tepache, en Atlixco, Puebla.

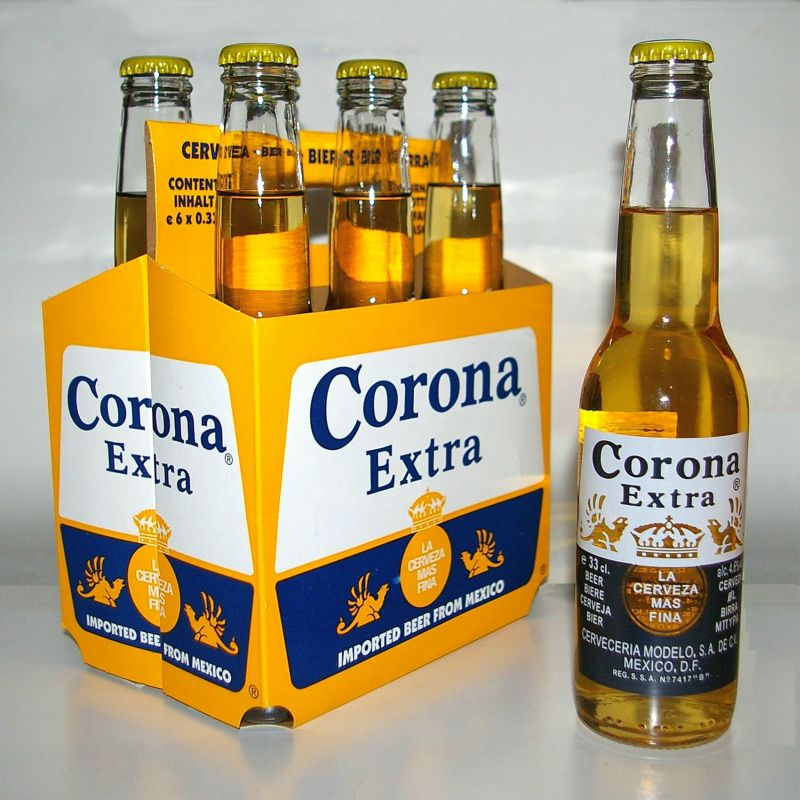
Cerveza Corona.

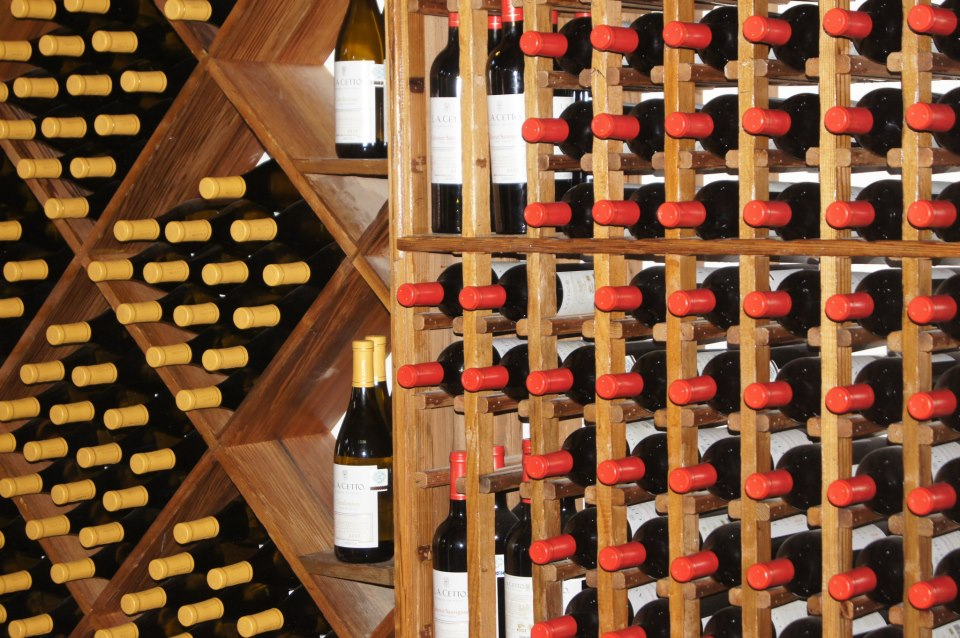
Cava de vinos en Ensenada, Baja California.

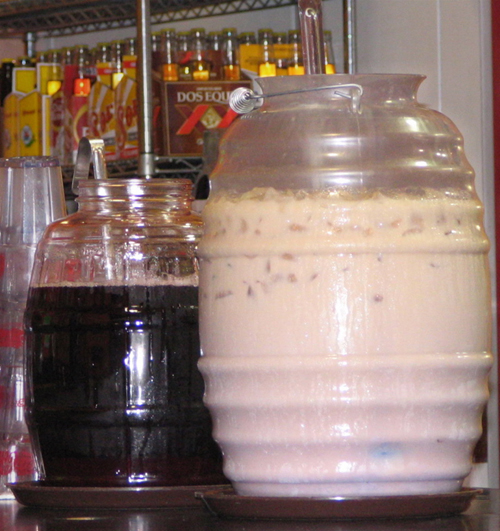
Barrilles de aguas frescas, muy populares a lo largo de todo el territorio.

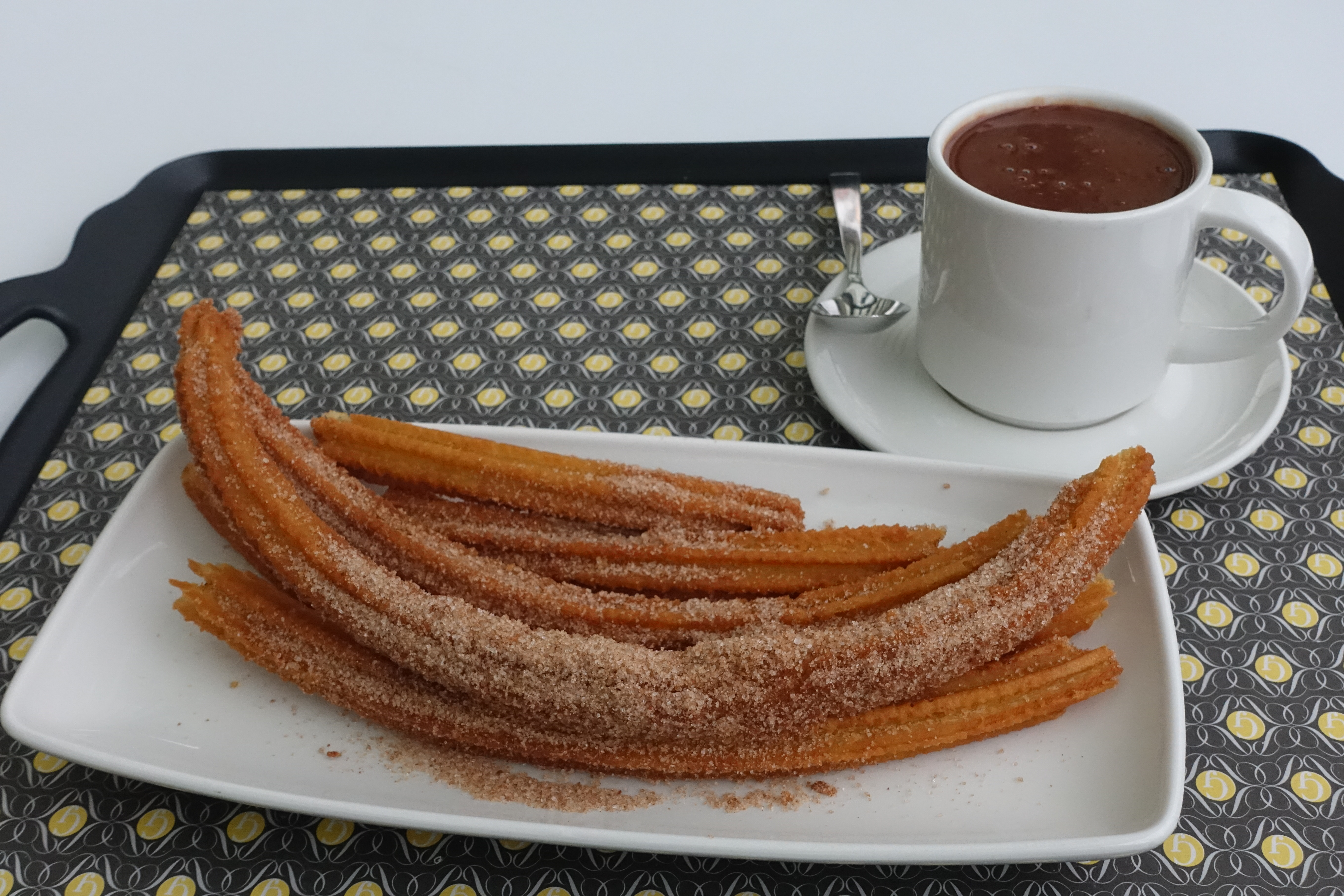
Una taza de chocolate, acompañada de churros.

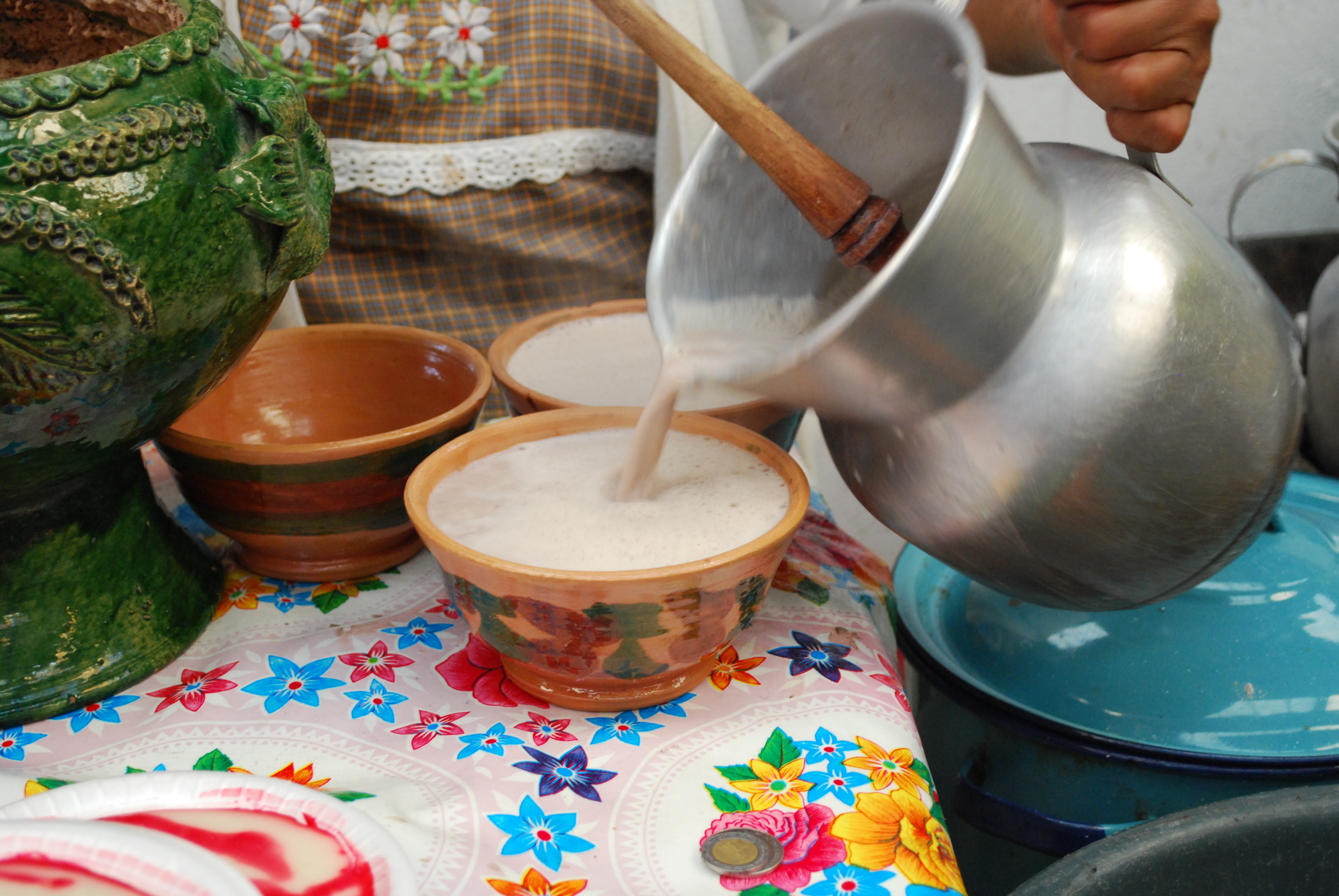
Tejate, bebida tradicional del estado de Oaxaca, cuya popularidad se ha extendido al sur de los Estados Unidos.

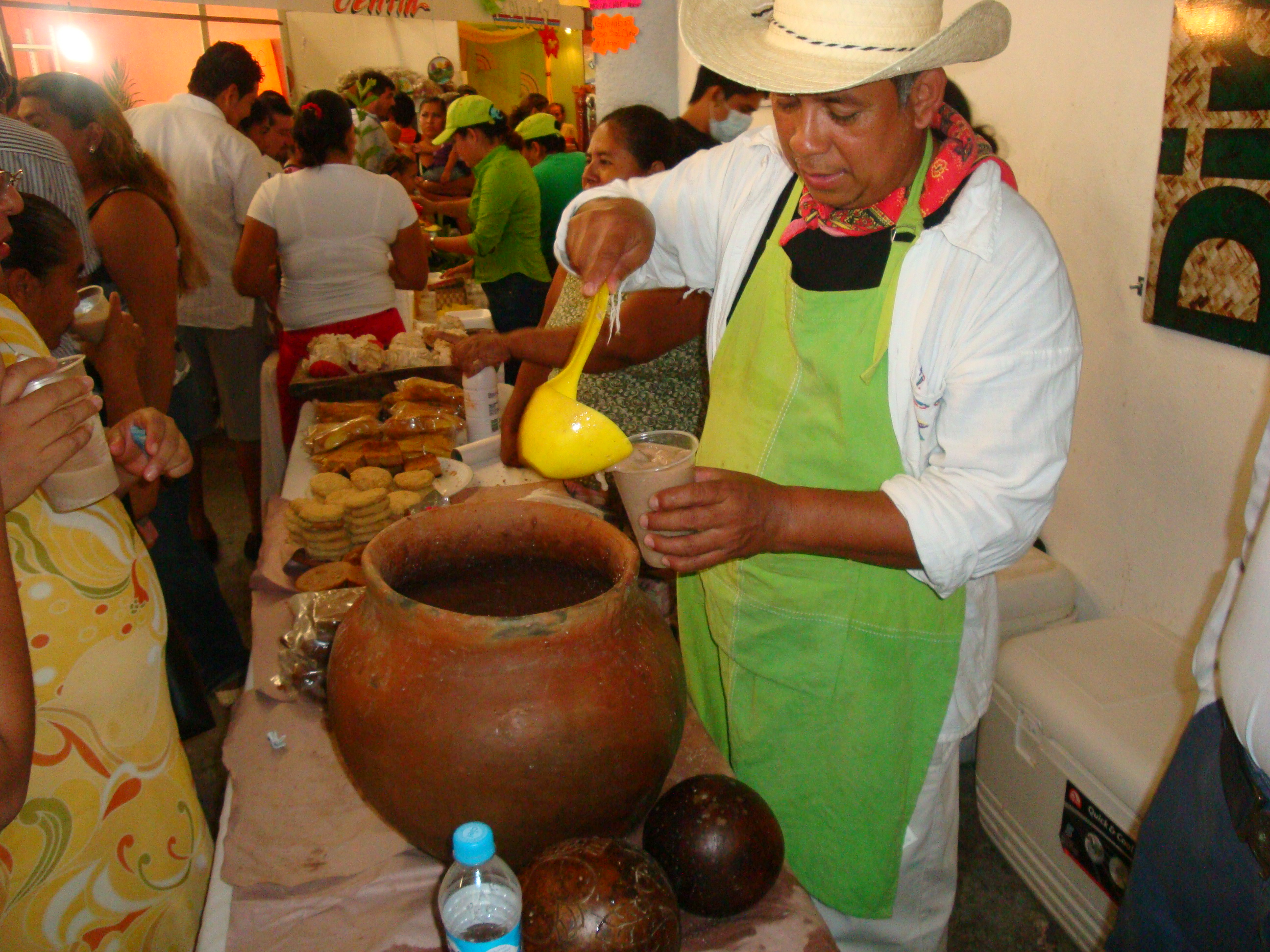
Pozolería tradicional en el estado de Tabasco.

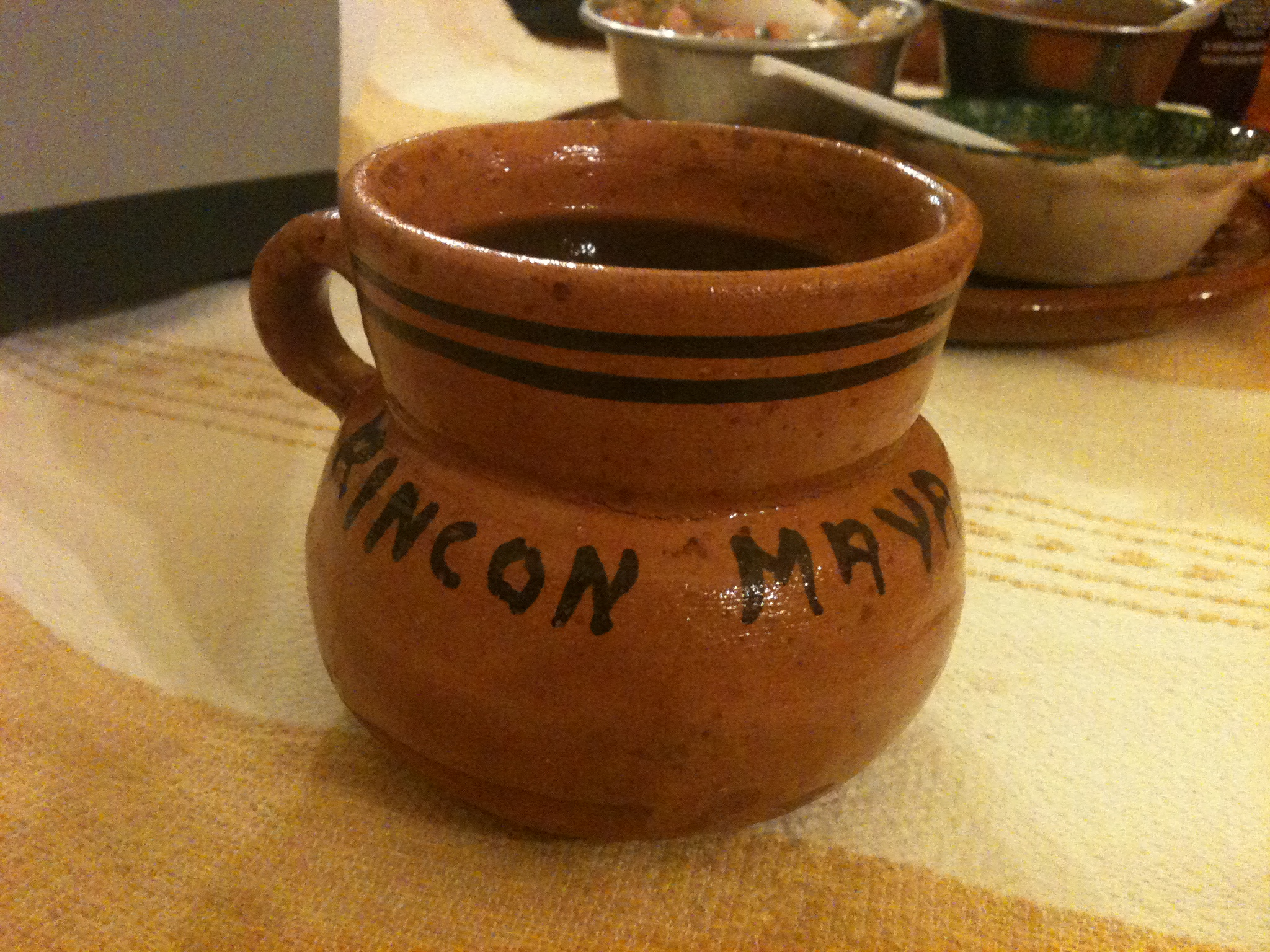
Una taza de café de olla con un terrón de piloncillo.

### Bebidas alcohólicas
Las bebidas alcohólicas que acompañan a la gastronomía mexicana pueden beberse ahora en casi todo el mundo. Una excepción tal vez sea el pulque, bebida prehispánica cuyos expendios, las casi extintas «pulquerías»» solo pueden encontrarse en México, y en particular, en ciertos estados de la república. Son sitios populares donde antiguamente se rendía culto a Mayahuel (la diosa del pulque).

#### Mezcal y tequila
Las bebidas alcohólicas más conocidas fuera y dentro de México son: el mezcal (bebida fermentada del agave) cuyo aroma y sabor le hacen inconfundible, y el tequila, licor nacional —aperitivo, en su origen— que se toma de múltiples maneras, a veces acompañado de sal y limón o junto con sangrita (bebida picante con jugo de naranja o de jitomate). El tequila recibió la denominación de origen el 13 de octubre de 1977, fecha a partir de la cual se incrementó la calidad en su producción y por consiguiente aumentó su proyección internacional. Con esta denominación de origen, solo 181 municipios entre cinco estados mexicanos: Jalisco, Nayarit, Michoacán, Guanajuato, Hidalgo y Tamaulipas pueden producir la bebida. El mezcal también cuenta con denominación de origen, y solo puede ser producido en nueve estados de México: Durango, Zacatecas, San Luis Potosí, Tamaulipas, Guanajuato, Michoacán, Guerrero, Puebla y Oaxaca. Así pues, en el mundo, solo Tamaulipas, Guanajuato y Michoacán pueden producir las dos bebidas. Como quiera que sea, estas dos bebidas son altamente populares en el país y el extranjero.

#### Pulque
El pulque (en idioma otomí conocida como ñogi, en lengua purépecha como urapi, y en náhuatl como meoctli) es una bebida fermentada elaborada a partir del mucílago -popularmente conocido en México como aguamiel-, del agave o maguey especialmente del maguey pulquero (Agave salmiana) o del Agave atrovirens. Además de tratarse de una bebida popular del centro del país por su sabor refrescante, su historia está cargada de misticismo, presente en muchas leyendas e historias de México. Existe un pulque fuerte y otros «curados», es decir, pulque al que se le han añadido frutas y jarabes (piña, fresa, limón, naranja), semillas (nuez, avellana, piñón) o granos y legumbres (avena, maíz tostado, apio, alfalfa, perejil).
El pulque es consumido en pulquerías, muy frecuentes en zonas urbanas. En el aspecto gastronómico, el pulque no solamente se consume como bebida, existen platillos mexicanos que presentan al pulque como ingrediente para crear un sazón distinto en los platillos. Es el elemento alcohólico indispensable de la tradicional salsa borracha, además de que forma parte de las recetas de varios tipos de carnes y caldos, un ejemplo es el pollo al pulque, que se prepara como pollo frito sazonado en caldo de pulque y servido en cazuelas de barro para guardar el sabor.

#### Sotol
El sotol es un destilado de la planta de sotol, cereque o sereque (Dasylirion wheeleri), de la familia Asparagaceae, y que crece en el desierto del norte de México. La planta y el destilado son originarios del desierto de Sonora y desierto de Chihuahua, bebida que evolucionó a partir de otras bebidas de la misma planta que cultivaron los apaches. Desde 2008 cuenta con denominación de origen, y solo puede ser producido en los estados de Chihuahua, Coahuila y Durango. Su sabor es parecido al del tequila, pero más fuerte a pesar de su textura muy suave.

#### Pox
El pox es un destilado de maíz criollo, endémico de Chiapas, caña de azúcar y trigo. Históricamente era un destilado de la panela sobre viejos alambiques caseros y era, en su mayoría, proveniente de San Cristóbal de Las Casas y de San Juan Chamula (Los Altos de Chiapas). Hoy su producción se ha extendido por toda la zona.

#### Tepache
Otra bebida típica, el tepache (del náhuatl tepiatl), se elabora a partir de la fermentación de la cáscara de la piña. La elaboración del tepache requiere de cuatro días: en los dos primeros se dejan reposar trozos de pulpa y cáscara de piña en una olla de barro con clavos y canela, después se le agrega una mezcla de cebada y piloncillo, previamente hervidos, los cuales se dejan fermentar otros dos días.

#### Charanda
La charanda es una bebida alcohólica originaria de Michoacán, obtenida por destilación y rectificación de mostos fermentados, preparados a partir de jugo de caña o de sus derivados. El proceso de elaboración es similar al de los rones y otros aguardientes de caña. Lo que hace especial a la charanda es la materia prima: caña de altura y la tierra de cultivo, así como, de modo preponderante, la calidad del agua que se utiliza, si bien genéricamente se puede considerar una especie de ron. Cuenta con denominación de origen exclusiva para Michoacán.

#### Tejuino
El tejuino, tesgüino, o izquiate, conocido como el manjar de los dioses huicholes, es una bebida color ámbar claro a base de maíz no fermentado y dulce de caña o piloncillo, más denso que ligero, se bebe solo o con limón y sal. Regularmente se bate con molinillo antes de beberse para levantar espuma. Lo consumen diversos grupos étnicos del noroeste, noreste, occidente y centro norte, y en menor proporción, del sur de México; como los yaquis y pilas de Sonora, los tarahumaras y tumbares de Chihuahua, Durango y Jalisco, los huicholes de Jalisco y Nayarit, y los zapotecas de Oaxaca. Si bien es típica su venta en estados como Jalisco y Nayarit, mientras que en otros sitios tiene un valor de festividad, como es el caso de Nochistlán, Zacatecas, donde se realiza toda una fiesta en torno a San Sebastián, el pinole y el tejuino.

#### Colonche
El colonche, o nochol, es una bebida alcohólica de origen prehispánico, tan antigua como el mezcal (aproximadamente dos mil años) preparada a partir de la fermentación de la pulpa de la tuna, fruto del nopal; más específicamente de la tuna roja (llamada cardona). Esta bebida es muy popular en los estados de San Luis Potosí, Guanajuato y en algunas zonas de Querétaro y Zacatecas. Para su preparación, los frutos de nopal se pelan y se trituran para obtener el jugo, que se hierve durante dos a tres horas. Después de enfriar, el jugo se deja fermentar durante unos pocos días. El color del colonche es básicamente rojo con algunos tonos azulados. Su aroma es fresco, ligero y su consistencia un tanto viscosa. A veces se le agrega colonche viejo como iniciador de la fermentación, aunque también se suelen usar «tibicos». Esta bebida se consume en mayor medida en la época de producción de tunas, desde julio hasta finales de octubre; si bien es una bebida en peligro de desaparecer.

#### Cerveza
Son muy conocidas las cervezas de México por su calidad, por su sabor suave y delicado, y otras por su sabor fuerte e intenso; se suelen tomar frías y, en muchas ocasiones, acompañadas de un limón. En 2016, la industria reportó una producción de 105 millones de hectolitros, lo que convierte al país en el cuarto mayor productor del mundo, y el primer exportador de cerveza a nivel mundial (21.3 % de la cerveza exportada en todo el mundo), siendo sus principales destinos los Estados Unidos, Australia y el Reino Unido.
La cocina mexicana y la cerveza resultan ser una combinación bastante popular en México y otras partes del mundo, esto gracias a que la cerveza goza de una amplia gama de aromas, sabores, y referencias gastronómicas que la vuelven versátil ante muchos alimentos. Cervezas de buen cuerpo, oscuras, y con referencias a chocolate y/o café por ejemplo van con platillos de gran personalidad como el mole poblano. Mientras que platillos picantes lo hacen con una cerveza de aromas madereros y frutados que tengan al mismo tiempo liviandad y frescura. Aunque en la tradición culinaria se habla de los licores y destilados como digestivos, en el sentido estricto estos pueden ser una carga digestiva irritante, que lejos de favorecer la digestión, la puede empeorar. Esto no es así con el vino y la cerveza, que por su baja graduación funcionan como verdaderos aperitivos y digestivos. La cerveza es consumida con casi cualquier platillo de la gastronomía mexicana, pero comúnmente se hace durante la tarde, con el plato fuerte, o cuando se va a consumir pescado y mariscos.

#### Vino
La producción de vino llegó durante el Virreinato de Nueva España, que trajo a América la especie de uva más utilizada actualmente para la producción de vino, Vitis vinifera, si bien es importante saber que ya existía en toda la región la producción de bebidas por la fermentación de frutos, y 4 especies de uva endémicas de Norteamérica eran ampliamente conocidas. Los mexicas conocieron a la uva como acacholli, los purépechas le conocían como seruráni, los otomíes la llamaron obxi y los tarahumaras le decían úri. Hasta la fecha es discutido el término que se pudo utilizar para los fermentados de uva, pero gracias a esto no es difícil entender lo sencillo que fue para los locales adoptar la tradición vitivinícola.
El temprano desarrollo de la producción de vino y su desarrollo a través de los siglos lo han convertido en una actividad de suma importancia para la economía mexicana. Se distinguen como productores de vino: Aguascalientes, Baja California, Baja California Sur, Chihuahua, Coahuila, Guanajuato, Nuevo León, Querétaro, Zacatecas, San Luis Potosí, Tamaulipas, Jalisco, Hidalgo y Puebla. Los vinos mexicanos han sido premiados en festivales internacionales, lo cual ha causado un fuerte impacto en el mercado exterior, si bien por su alta calidad, algunos son percibidos por sectores sociales como de precio elevado.

#### Coctelería
Una gran proporción de la mixología o coctelería mexicana encontrada en los bares, los clubes o las cantinas se trata sobre un rescate gastronómico de recetas e ingredientes nacionales como el tequila o el mezcal.
Hoy en día, los restaurantes y los bares en la República Mexicana se dan a la tarea de preparar o reinventar mezclas que incluyan destilados o fermentados locales o regionales, refrescos o jugos mexicanos, así como ingredientes de la cocina mexicana como es el chile y el limón. También muchas de las copas utilizadas son de invención nacional, como es el caso de la copa bola (tongolele o chabela) o variantes de las copas internacionales modificadas por el arte mexicano del vidrio soplado.
Algunos cocteles populares son:
- Margarita: El cóctel mexicano más popular en el mundo, elaborado a base de tequila, triple seco y jugo de limón. Está incluida en la lista de cócteles oficiales de la IBA.
- Michelada: Mientras que la michelada clásica (ahora «chelada») era una mezcla de cerveza, limón y sal, servida en copa chabela escarchada con sal; hoy en día suele incluir las tres salsas clásicas de la coctelería mexicana (salsa inglesa, jugo sazonador y alguna salsa picante -generalmente salsa Tabasco-), así como jugos o ingredientes de todo tipo como tamarindo, piña, mango o hasta camarones.
- Clamacheve: Si bien el Clamato es una bebida comercial de origen canadiense, en México ha tenido gran popularidad en la gastronomía por su sabor a base de jitomate y almeja para elaborar cocteles con cerveza, salsas y/o mariscos.
- Vampiro: Cóctel a base de tequila con sangrita, especias, refresco de toronja y jugo de limón.
- Paloma: Cóctel a base de tequila, refresco de toronja, jugo de limón y sal. Es junto al margarita uno de los dos cócteles mexicanos pertenecientes a la lista de cócteles oficiales de la IBA.
- Cantarito: Cóctel a base de tequila similar a la paloma, al cuál se le agrega jugo de naranja y jugo de toronja, y se sirve en un cántaro de barro.
- Matador: Cóctel elaborado a base de tequila, jugo de piña y jugo de limón.
- Charro negro: Es una versión mexicana de la cubalibre a base de tequila.
- Mojito blanco: Es una versión mexicana del mojito tradicional a base de tequila.[31]
- Chimayó: Cóctel elaborado a base de tequila, sidra de manzana, jugo de limón y crema de grosella negra.
- Menyul: Cóctel variante del mint-julep elaborado a base de ron, hojas de menta o yerbabuena, azúcar, algún licor amargo como Angostura o Campari y algún vino dulce como Jerez, moscatel, Oporto o vermú.
- Acapulco de noche: Cóctel a base de tequila y ron oscuro con jugo de naranja y jugo de piña.
- Bebidas a base de Kahlúa: La Kahlúa es un licor veracruzano de café, muy utilizado en bares para bebidas como el Ruso Negro, Ruso Blanco, Orgasmo, o una mezcla flameada de tequila y licor de café llamada Cucaracha.
- Bebidas a base de rompope: El rompope es un licor de huevo de origen mestizo poblano, en el país se utiliza frecuentemente como digestivo o en postres, pero también en toda clase de coctelería.

### Bebidas no alcohólicas
Existen también una serie de bebidas que fueron ideadas a lo largo de la historia, y que rematan el universo de la gastronomía mexicana, algunas de ellas muy populares como el atole o la internacional «bebida de los dioses»: el chocolate.

#### Aguas frescas
Las aguas frescas, son sin duda alguna las bebidas más utilizadas en la gastronomía mexicana durante el almuerzo o la comida, aunque sin necesidad de acompañar algo se les puede conseguir en cualquier lugar del país, ya sea en un mercado, restaurante, centro comercial o parque, sin importar la época del año. Son elaboradas a partir del jugo de frutas, agua y azúcar. Las más tradicionales pueden estar preparadas de frutos dulces (melón, papaya, sandía, mango, guayaba, coco o piña), frutas ácidas (limón, chía, lima, naranja, tamarindo, fresa, pepino, pitahaya, guanábana, changunga, tejocote, carambola, toronja, mandarina o kiwi) o de granos, flores u hojas (jamaica, horchata, alfalfa o cebada). Probablemente por su gran popularidad, merezcan una especial mención tres de estas aguas frescas: el agua de horchata, una bebida hecha a base de arroz, leche y azúcar y que puede ser acompañada con canela; el agua de jamaica, una infusión hecha de cálices (sépalos) de la rosa de jamaica muy popular en todo el mundo y que en México encontró su nicho especial como bebida refrescante; y el agua de chía, una bebida hecha a base de agua, limón, azúcar y chía (Salvia hispanica), planta endémica de México y Centroamérica, ampliamente cultivada en esta región en tiempos prehispánicos (en algunas bibliografías la mencionan tercera en importancia solo por detrás del maíz y el frijol), una vez hecha la mezcla el agua obtiene una ligera consistencia gelatinosa y un sabor agradable y refrescante, además a esta última bebida los mexicanos atribuyen múltiples beneficios a la salud.

#### Chocolate
Del maya chocolhaa, «bebida caliente», y náhuatl xocoatl o cacahuatl, «bebida de cacao», la mayoría de las culturas mesoamericanas hicieron bebidas de chocolate, incluidos los mayas y mexicas. Los mexicas premiaban a los mejores guerreros de la época otorgándoles el derecho de consumir libremente chocolate. También a los soldados se les otorgaban especies de bolitas hechas con polvo de cacao para que pudieran preparar su chocolate a lo largo de la guerra. La bebida actual resultó finalmente de la incorporación del azúcar en el siglo XVI.
Actualmente la bebida tiene variantes a lo largo del territorio, si bien suele servirse como bebida caliente durante el desayuno o la cena. Existe una variante entre el chocolate y el atole llamada champurrado, elaborada a base de masa de maíz machacado, chocolate oscuro y agua con vainilla, hervidos hasta espesar. Por lo general se sirve acompañando otro plato típico de México, los tamales.

#### Atole
Del náhuatl atolli, «aguado», bebida preparada con maíz cocido, molido y diluido en agua y/o leche y hervido hasta darle cierta consistencia. Se prepara y sirve de esta forma, o en su preparación se mezcla con otros frutos o ingredientes, como es la guayaba, el arroz, fresa, pinole, vainilla, canela, piloncillo, entre muchos otros. Suele acompañar a platillos como los tamales. El atole sirve de base para otra bebida, el chilate.

#### Tejate
Conocida popularmente como «bebida de los dioses», es una bebida preparada a base de maíz y cacao, tradicional del estado de Oaxaca. Los ingredientes principales del tejate son harina tostada de maíz, granos de cacao fermentados, semillas de mamey y flor de cacao también conocida como rosita de cacao, especialmente común en San Andrés Huayapam, Oaxaca. Su sabor es a la vez fresco y dulce, y suele servirse en jícaras.

#### Pozol
El pozol o pochotl, (del náhuatll pozolli), es una bebida refrescante compuesta de masa de maíz cocido, cacao y granos de pochotl o ceiba. Es muy popular en los estados de Tabasco y Chiapas, así como en algunas zonas de Veracruz, Oaxaca y Centroamérica. La consistencia final es el de una bebida medianamente grumosa, que tiende a asentarse después de un par de minutos, quedando en el fondo del recipiente un residuo llamado en lengua maya «shish» (castellanizado como «shishito» en Tabasco o «musú» o «motzú» en Chiapas), constituido de masa de maíz y cacao (o solo masa en el caso del pozol blanco). Entonces, al agitarlo nuevamente, con el característico movimiento elíptico que ofrecen las vasijas y jícaras en que se sirve, llamado «meneadito del pozol», este retoma su consistencia espesa y, como se dice popularmente «es una bebida comestible», haciendo alusión a que, al tiempo de tomarlo, se mastica el «shish», calmando de esta manera la sed y el hambre simultáneamente. En efecto, el pozol puede ser una bebida utilizada especialmente con fines alimenticios, por lo que es común su ingesta en sitios de trabajo o en campos de agricultura. En el estado de Yucatán se prepara una variante blanca sin cacao llamada localmente «pozole», que es consumida de varias maneras: con sal y chile habanero al natural (tanto fresco como agrio) o endulzada con azúcar y ralladura de coco.

#### Café
México es el quinto productor de café del mundo, después de Brasil, Colombia, Indonesia y Vietnam; es el primer productor de café orgánico y uno de los principales productores de café «gourmet». El café de olla es una de las formas más comunes de preparar el café en México. Se elabora calentando, en agua contenida en una olla de barro grande de boca angosta, granos de café gruesos e incluso enteros, que se mezclan en la forma adecuada con canela y piloncillo. Suele consumirse mucho en el campo o en los pueblos pequeños.
Destacan por la calidad de su café algunas regiones en Veracruz como Coatepec, Córdoba, Huatusco y Orizaba, la región del Soconusco en Chiapas y el café Pluma Hidalgo en Oaxaca, aunque también hay mención específica sobre la alta calidad del grano producido en Colima, Colima y Uruapan, Michoacán.

#### Sangrita
Es una bebida originaria de la región del lago de Chapala, Jalisco y es elaborada con jugo de naranja, jugo de limón, granada de Sevilla, chile en polvo o salsa picante. A partir de la se elaboran cócteles a base de tequila como el vampiro y el Mexikaner.

## Postres

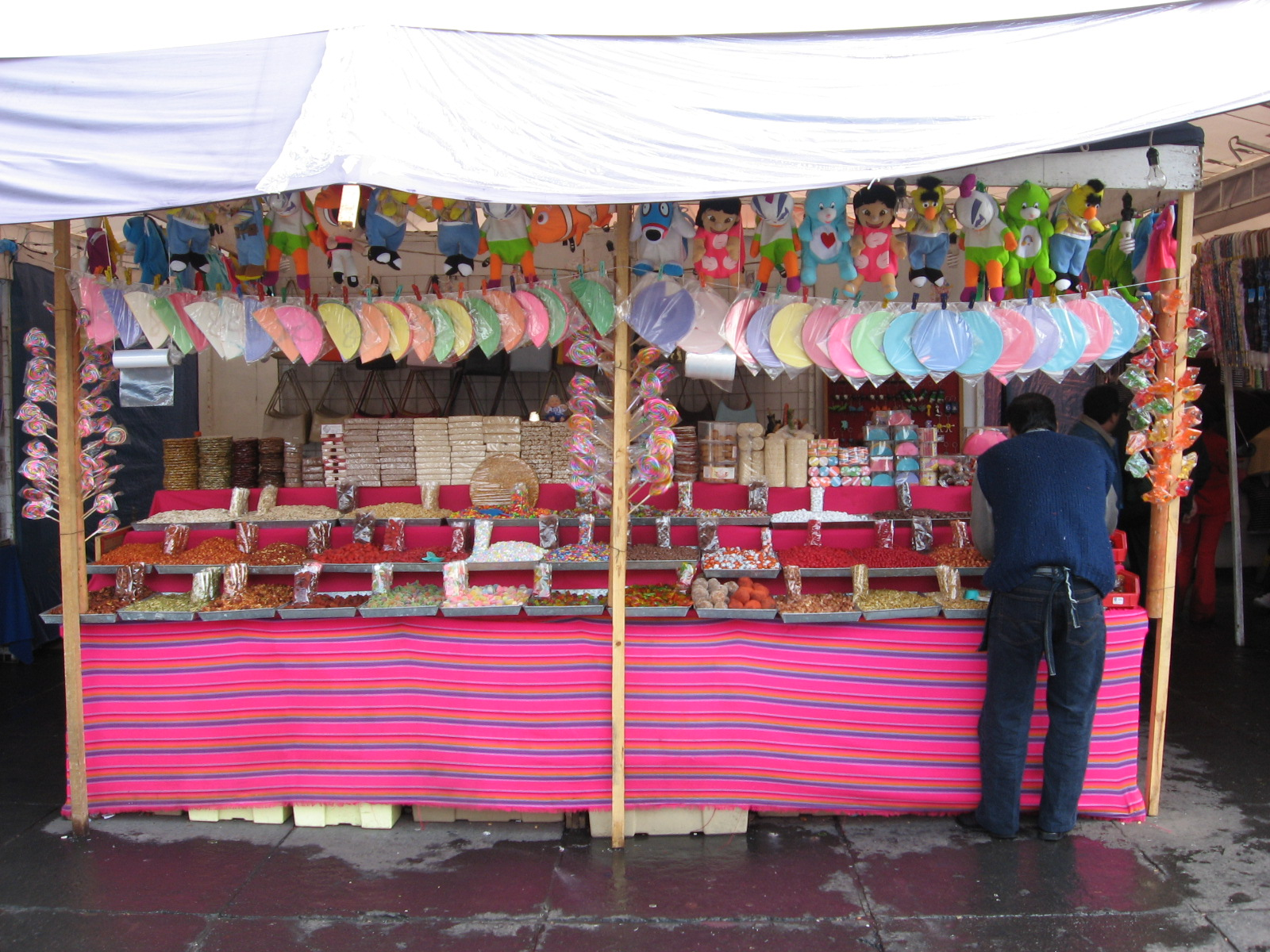
Puesto de dulces mexicanos.

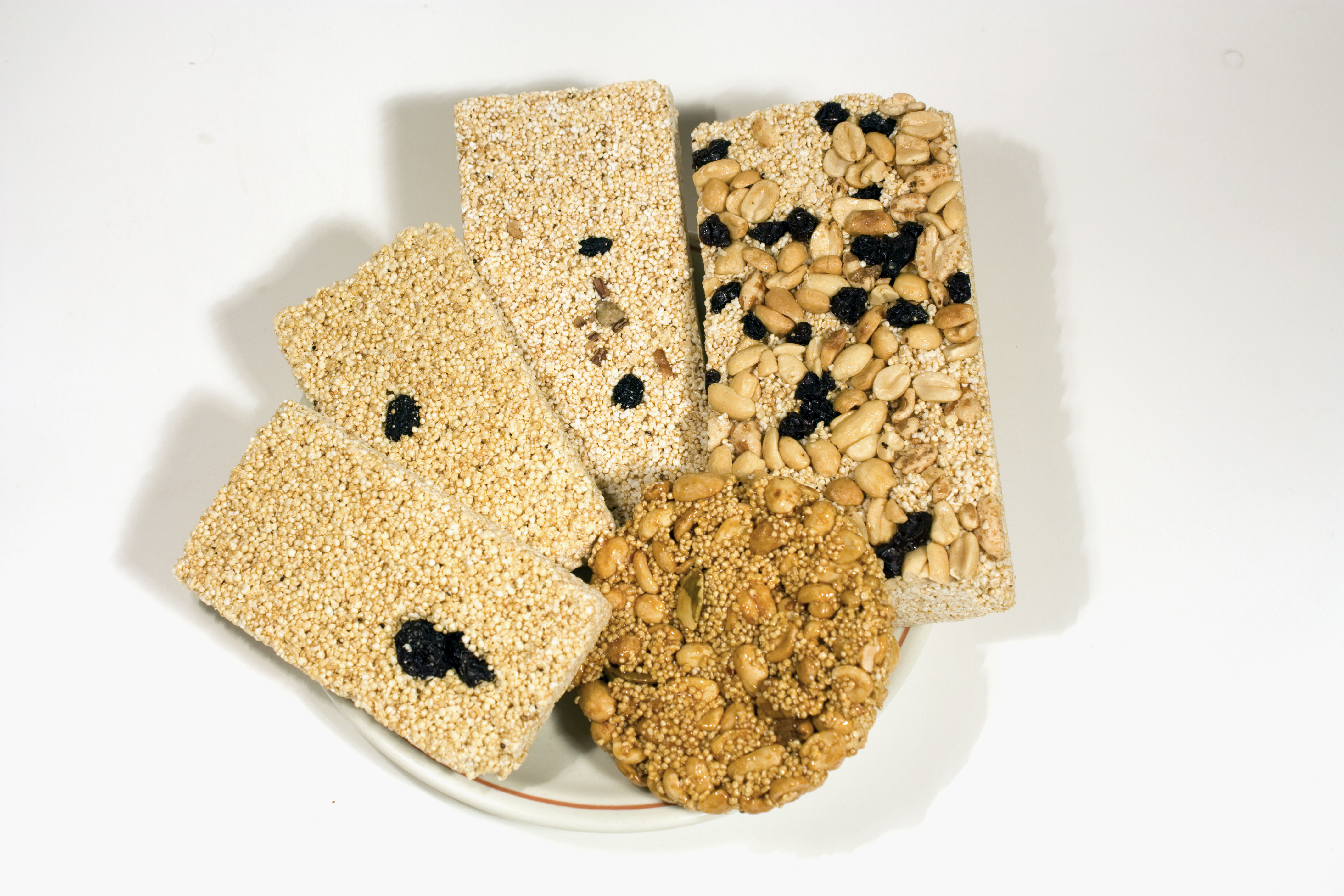
Alegrías.

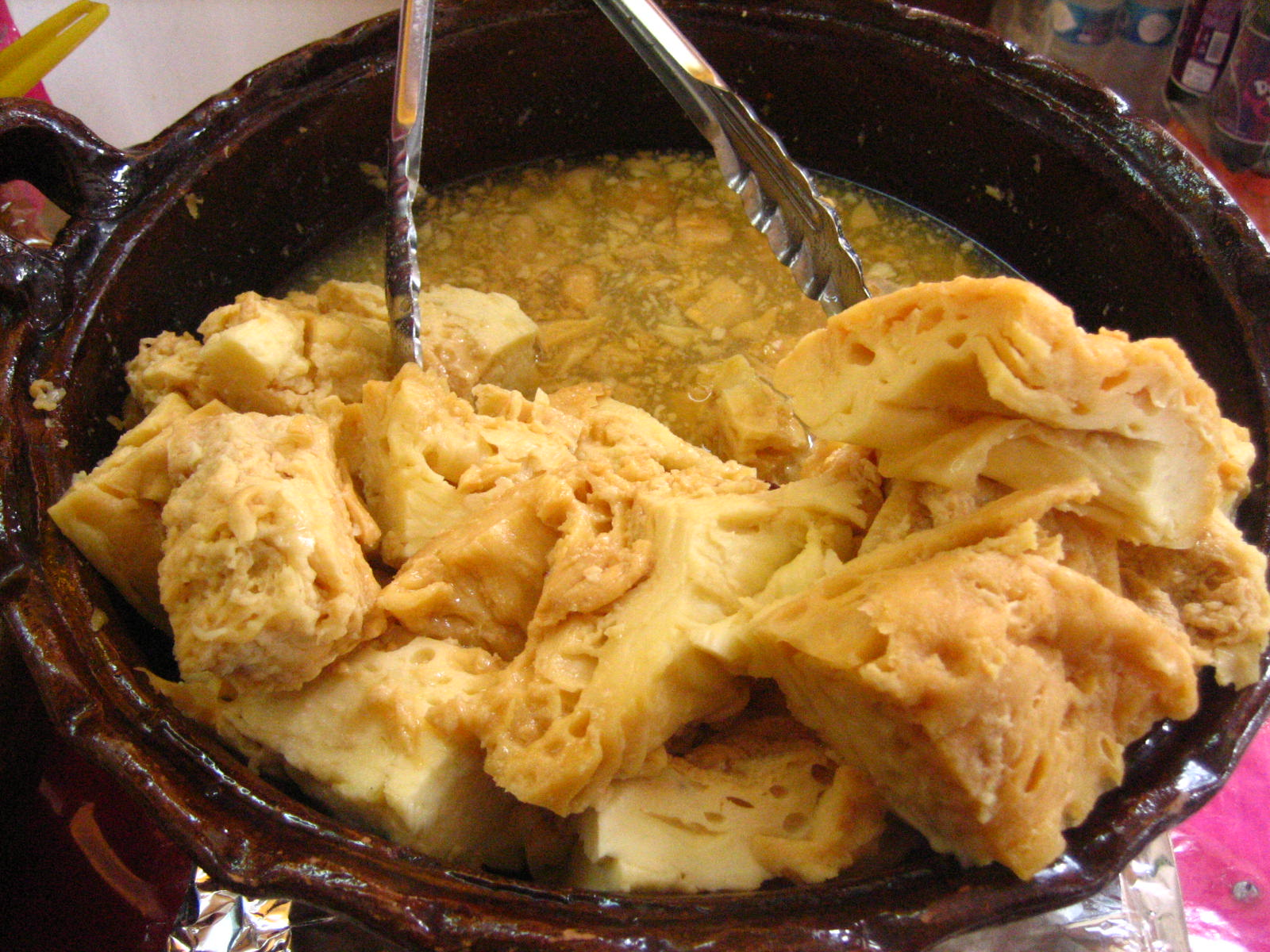
Chongos zamoranos.

- Acitrón: Dulce cristalizado a base de la pulpa de la cactácea llamada biznaga. Solía ser utilizado para decorar la rosca de reyes, sin embargo debido al estado de peligro de extinción de la planta, se penalizó su elaboración y consumo.
- Alegría: Dulce hecho de amaranto de origen prehispánico, algunas veces pueden tomar formas geométricas y se les puede llamar palanquetas.
- Arroz con leche: Postre de origen asiático derivado de la cocción del arroz con leches condensada y evaporada. Se le agrega jugo de limón o esencia de vainilla, se espolvorea con canela, y se le agregan pasas y nueces.
- Ate: Dulce de origen español que puede estar elaborado con múltiples variedades de frutos deshidratados como guayaba, pera, zapote, calabaza, tejocote, mango y manzana.
- Biónico: Postre típico de Guadalajara, Jalisco hecho con trozos de fruta picada, comúnmente con papaya, melón, fresa, manzana y plátano, bañado en una mezcla de leche condensada y crema (en ocasiones yogur), y decorado con granola, coco rallado, pasas y en ocasiones miel.
- Borrachitos: Dulces envinados de leche, hechos de harina y espolvoreados con azúcar y con un relleno cremoso de sabores como limón, piña, fresa, rompope y otros.
- Budín: Postre normalmente hecho con sobras de bolillo. Puede hacerse al natural o con pasas y nueces pecanas.
- Caballero pobre: Postre típico de la península de Yucatán hecho con rebanadas de pan bañadas en leche aromatizada con vainilla y canela, pasadas por claras de huevo batidas y fritas en aceite, que en ocasiones se le agrega almendras, leche condensada, clavo de olor y/o pasas.
- Calavera de alfeñique: Son calaveras hechas de azúcar de caña, decoradas con dulce con colorantes vegetales y papeles. Son muy representativas del día de muertos, día en que su consumo incrementa.
- Capirotada: Postre que consiste en un pan tostado, cortado en rodajas que son puestas a cocer junto con trozos de plátano, pasas, nueces, guayaba y cacahuates, cubierto con jarabe de piloncillo y queso de mesa rallado.
- Chacualole: Dulce elaborado principalmente con calabaza, aromatizado con piel de naranja, canela, clavo de olor y/o anís, también hecho con manzana, guayaba, tejocote, piloncillo y/o caña de azúcar. Típico en los estados de Guerrero y Morelos.
- Chocolate con churros: Chocolate caliente acompañado con churros.
- Chocolate de tablilla: Tablilla redonda constituida por pedazos triangulares de chocolate. También se utiliza en elaboración de moles, café de olla, chocolate caliente, atoles y pasteles.
- Chongos zamoranos: Postre originario de Zamora, Michoacán hecho de leche cuajada y huevo, azúcar, canela y algunas especias, que forma trozos blandos y gelatinosos de sabor dulce y consistencia suave y jugosa.
- Cocada: Elaborado a base de una masa de coco y leche que posteriormente es horneada.
- Concha: Pan dulce con una base de manteca, azúcar y harina con forma de concha de mar.
- Corico: El corico es una galleta de maíz tradicional del estado de Sinaloa.
- Coyota: Las coyotas son un postre tradicional del estado de Sonora. Se elaboran con harina de trigo, manteca vegetal, azúcar y en su principio rellenas de piloncillo.
- Enjambre de chocolate: Dulce hecho con una mezcla de chocolate de cobertura y hojuelas de maíz.
- Fresas con crema: Postre de origen inglés hecho con fresas troceadas y bañadas en crema montada con azúcar salpicada al gusto. Popular en Irapuato, Guanajuato y Zamora, Michoacán.
- Fruta cristalizada: Fruta en la cual el proceso implica la cocción con cal viva de las frutas, de manera similar a la que se prepara el nixtamal de maíz.
- Garrapiñado o garañipado: Técnica de caramelizado sobre cacahuates, nueces o almendras, a base de azúcar y esencia de vainilla en cazo de cobre para obtener una cobertura crujiente. Suelen venderse en bolsitas de celofán en mercados de tianguis o supermercados.
- Gorditas de nata: Postre originario de Pachuca, Hidalgo hecho a base de harina de trigo, nata, azúcar y canela, popular en los estados de Sinaloa, Zacatecas, Aguascalientes, Jalisco, Michoacán y Guerrero.
- Helado frito: Bola de helado rebozada en huevo crudo, cubierta de maíz o galletas trituradas y frita.
- Istete: Dulce regional del estado de Nayarit con consistencia chiclosa con sabores principales de miel, guayaba, vainilla, nuez, fresa y chocolate.
- Jamoncillo: Dulce típico que se elabora de semillas de calabaza.
- Jericalla: Postre originario de Guadalajara, Jalisco hecho a base de leche, huevos, vainilla, azúcar y canela.
- Macarrones: Dulce de leche y azúcar color café oscuro, de forma alargada y consistencia muy suave.
- Marquesitas: Crepa crujiente, con relleno dulce o salado.[35]
- Muégano: Dulce hecho con trocitos cuadrados de harina de trigo fritos y pegados unos con otros con miel.
- Nicuatole: Postre típico de Oaxaca elaborado con maíz, azúcar (o piloncillo), canela y agua (o leche), típicamente cortado sobre hojas de plátano, chirimoya o en pequeños capacillos. Sus sabores más conocidos son de vainilla, almendra, piña, chocolate, durazno, tejate, coco y tuna olorosa.
- Oblea: Dos galletas, en las cuales en su interior se encuentra cualquier variedad de cajeta.
- Palanqueta de cacahuate: Existen palanquetas de amaranto y de almendra, pero también son populares las de trozos cacahuate, pudiendo tener otros ingredientes como miel, pasas, y diferentes semillas.
- Pan de elote: Elaborado básicamente con harina de maíz, vainilla, huevos, azúcar, leche y mantequilla.
- Pan de fiesta o pan de feria: Pan dulce con forma serpenteada tradicional del estado de Tlaxcala hecho a base de harina de trigo, levadura, leche, mantequilla, huevo, manteca de cerdo, azúcar, sal y esencia de nuez o extracto de vainilla. Se decora con ajonjolí y nueces picadas, y en ocasiones con crema pastelera y ate.
- Pan de muerto: Pan con forma de calavera de sabor naranja y espolvoreado con azúcar. Es un alimento y elemento tradicional del día de muertos.
- Pastel de tres leches: Postre tradicional hecho a base un bizcocho bañado en leche evaporada, leche condensada y media crema generalmente acompañado con un merengue de clara de huevo y espolvoreado con canela en polvo. Puede cubrirse con fondant, chantilly y/o betún de merengue y decorarse con almendras, nueces picadas y/o fruta al gusto.
- Piloncillo: Preparado a partir del caldo, jarabe o jugo no destilado de la caña de azúcar. Es utilizado como endulzante para bebidas y postres.
- Plátanos fritos con crema: Postre hecho con trocitos de plátano macho fritos, crema, azúcar y canela, y en ocasiones queso de mesa rallado. La crema puede ser sustituida por leche condensada.
- Puerquito de Piloncillo: Panecillo dulce en forma de cochinito, que se hace a base de harina de maíz o de trigo, piloncillo, canela, vainilla y levadura.
- Pulpa de tamarindo: Dulce hecho con tamarindo, azúcar, agua, sal y jugo de limón.
- Queso de tuna: Dulce elaborado con jugo de tuna cardona, ocasionalmente relleno o decorado con almendras, cacahuates, nueces o piñones. Típico en los estados de Aguascalientes, Guanajuato, Querétaro, San Luis Potosí y Zacatecas.
- Rosca de reyes: Pan dulce judío de origen español y elemento tradicional del día de reyes.
- Tarugo: Dulce típico hecho de pulpa de tamarindo y espolvoreado con azúcar.

## Conservatorio de la Cultura Gastronómica Mexicana (CCGM)
El Conservatorio de la Cultura Gastronómica Mexicana (CCGM) es una organización de la sociedad civil mexicana, que tiene como objetivo la salvaguardia de las raíces, la identidad y la continuidad de la gastronomía de México. Del mismo modo promueve y difunde los valores y las características de la cocina mexicana con el fin de que siga manteniendo su lugar como una de las más grandes y variadas en el mundo.
Con este propósito, el organismo, que también actúa como consultor de la Unesco, lanzó la iniciativa de creación del expediente técnico, para que esta institución mundial reconociera y considerara la cocina tradicional mexicana como Patrimonio Cultural Inmaterial de la Humanidad, cuestión que fue aprobada al incorporarse aquella en la lista de tal patrimonio en noviembre de 2010.
Entre los objetivos del CCGM, se encuentra el desarrollo de programas, proyectos y proponer acciones tales como ferias, foros y encuentros enfocados a:
- Organizar el rescate del sistema alimentario como parte fundamental del patrimonio cultural de México así como impulsar su desarrollo socioeconómico.
- Exaltar el valor de las cocinas tradicionales como transmisoras del legado cultural.
- Favorecer las expresiones y corrientes innovadoras que permitan la difusión de la cultura gastronómica antigua.
- Gestionar la transmisión de conocimientos.

### Denominación de origen

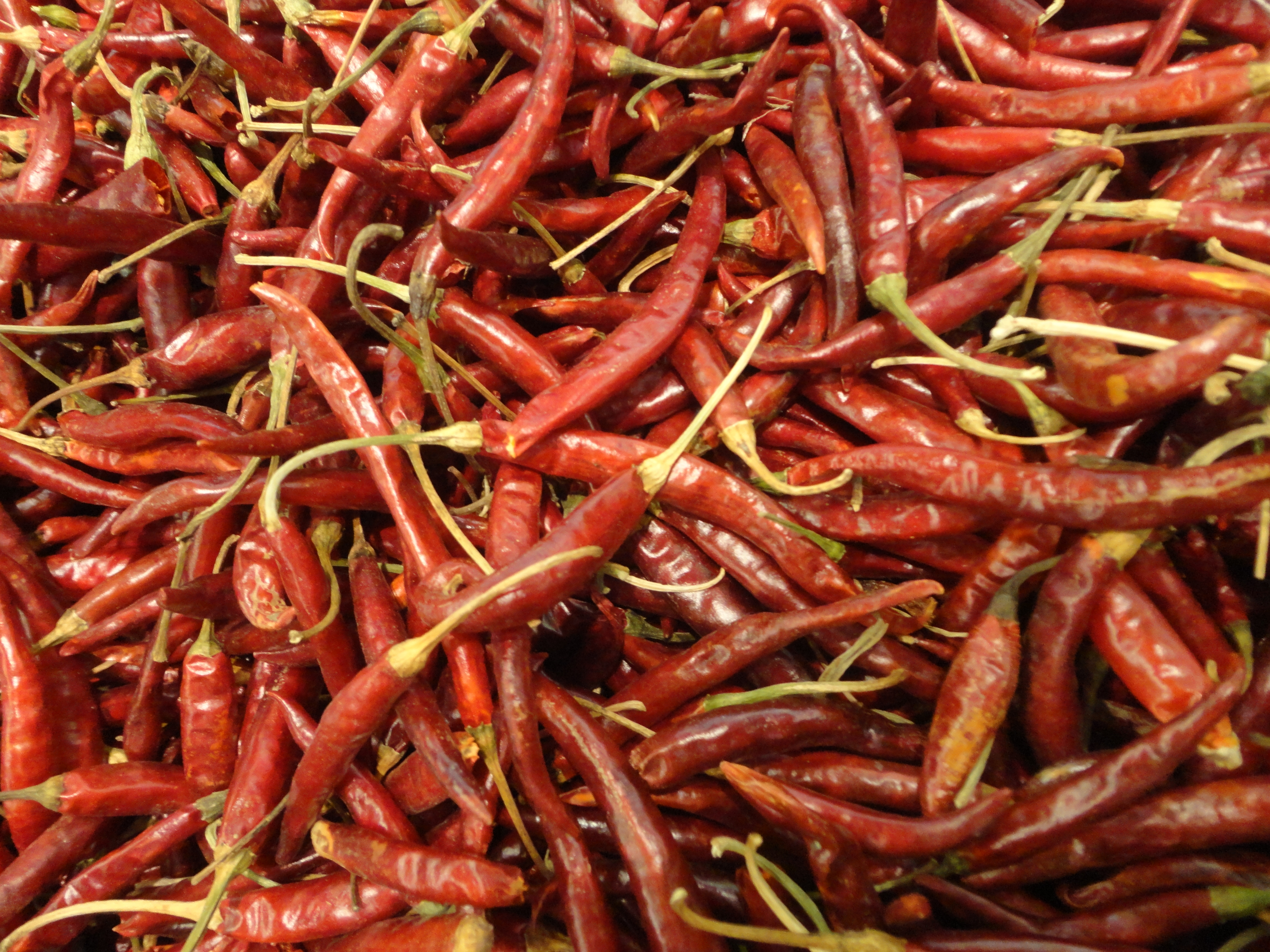
Chile de Yahualica.

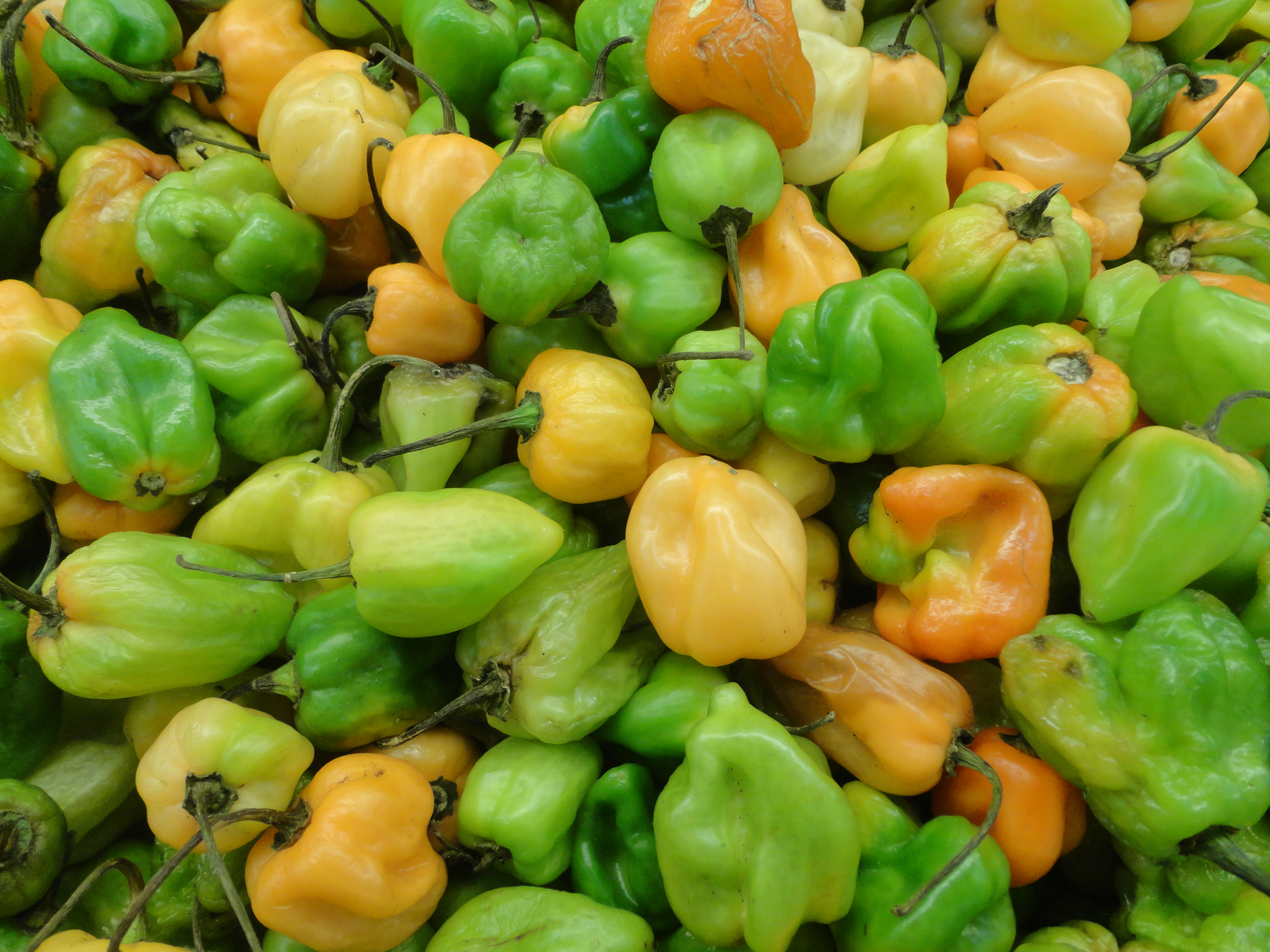
Chile habanero de la Península de Yucatán, de diferentes colores.

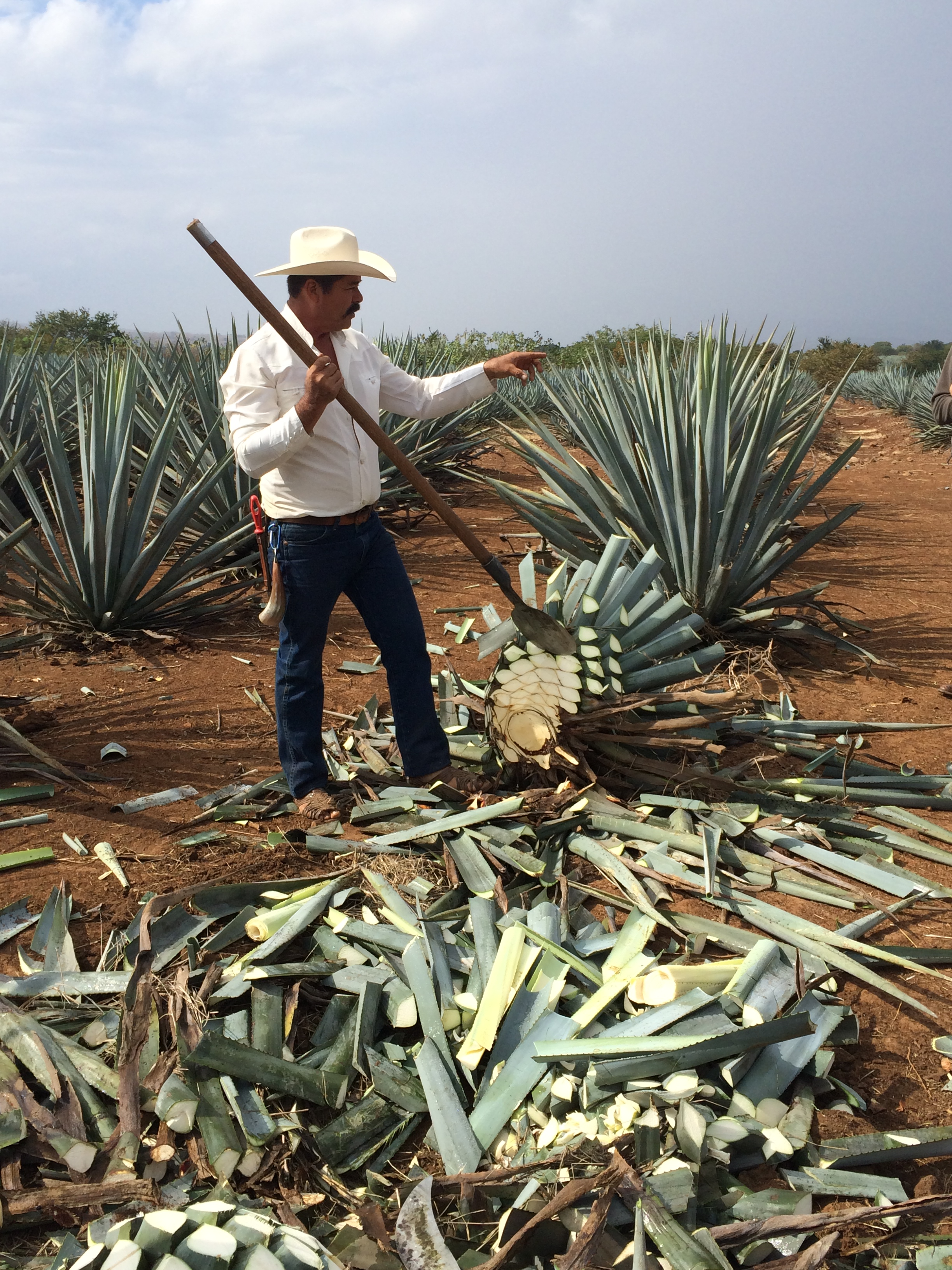
Jimador, trabajador agricultor de los campos de tequila, la bebida nacional por excelencia.

Una denominación de origen es el nombre de un sitio que se utiliza para designar a un producto originario, cuyas cualidades y características se deben exclusivamente al medio geográfico. Hasta 2018, México posee 16 productos de reconocimiento mundial por sus características únicas y calidad especial. De estas, 13 son las que están relacionadas con la cocina mexicana o bebidas tradicionales. Estos productos son protegidos por el Instituto Mexicano de la Propiedad Intelectual, para su protección como bienes únicos y su difusión a nivel mundial.
- Arroz del Estado de Morelos: es considerado el mejor arroz de México, ha ganado premios nacionales e internacionales que lo distinguen como un arroz gurmé por su siembra de tipo artesanal. La denominación protege los diferentes tipos de arroz de la zona y sus productos derivados, como el salvado y la harina. Su nombramiento incluye veintidós municipios de Morelos. Dicho arroz destaca por su venta nacional y exportación a Alemania, Francia y los Estados Unidos.
- Bacanora: es un tipo de bebida destilada tradicional de sabor muy distintivo, con más de trescientos años de historia de producción, inicialmente por el pueblo yaqui, producido en las sierras del estado de Sonora, extraído del Agave angustifolia haw, cuya producción requiere de diez a doce años. Si bien es un tipo de mezcal, su sabor único se debe a una segunda destilación, llamada rectificación y en Sonora «resaque», otorgándole una pureza de alcohol única. Su nombramiento protege treinta y tres municipios de Sonora, si bien su producción principal se da en el municipio homónimo de Bacanora.
- Cacao Grijalva: es un tipo de cacao producido en selvas domesticadas de la Región Grijalva, en Tabasco, valorado por su aroma, sabor y consistencia. Su nombramiento protege once municipios de Tabasco, e incluye los subtipos principales de cacao: criollo (destacando a nivel mundial un subtipo llamado Caramelo 1 de avellana blanca), trinitario y forastero.
- Café Chiapas: destaca por su alta acidez y sabor intenso. El estado de Chiapas ha destacado siempre por su producción de café valorado a nivel mundial. Su nombramiento incluye doce regiones distribuidas en diferentes zonas de Chiapas.
- Café Veracruz: si bien en el centro y sur del país existen múltiples zonas cafetaleras, este es un tipo de café de aroma, cuerpo, acidez y sabor únicos por el suelo volcánico y gran humedad del estado de Veracruz. Es uno de los cafés más consumidos a nivel nacional, y dentro de los cafés mexicanos el de mayor fama a nivel internacional por su cultivo histórico en grandes haciendas. Su nombramiento ampara el café verde, tostado y molido producido en la totalidad del estado de Veracruz.
- Charanda: es una bebida tradicional, subtipo del aguardiente, producida en el estado de Michoacán, derivada de la caña de azúcar. Destaca sobre otros destilados de caña por su aroma único y su nivel alto de alcohol. La Denominación de Origen está integrada por dieciséis municipios del centro de Michoacán.
- Chile de Yahualica: es un tipo de chile de árbol, verde y una vez seco rojo brillante, de olor fuerte, ahumado y picor alto, así como sus productos derivados que consisten en una gran cantidad de salsas locales e industriales. La Denominación de Origen está integrada por once municipios de los Altos Sur de Jalisco, y dos municipios del Sur de Zacatecas.
- Chile Habanero de la Península de Yucatán: si bien el chile habanero es producido en diecisiete estados de México, el producido en la Península de Yucatán es famoso por un sabor muy característico y un picor alto. La denominación incluye el chile consumido fresco, como todos los productos terminados, incluyendo los procesos de producción o elaboración que resultan en polvos, conservas, aderezos y sinnúmero de salsas. La zona considerada Denominación de Origen son los estados de Yucatán, Campeche y Quintana Roo.
- Mango Ataúlfo del Soconusco Chiapas: es un mango nacido en Tapachula, Chiapas, con más de 70 % de pulpa de alta firmeza y sabor, del que además se realizan múltiples productos. Su nombramiento protege trece municipios del sur de Chiapas. Dicho mango es altamente valorado en su venta nacional y en las gastronomías de los Estados Unidos y Canadá.
- Mezcal: una de las bebidas destiladas más famosas del país, es un destilado de agave de muchas variedades y tipos de siembra a lo largo del territorio. La Denominación de Origen incluye los estados de Durango, Zacatecas, San Luis Potosí, Guerrero, así como municipios de Oaxaca, Puebla, Michoacán, Guanajuato y Tamaulipas.
- Sotol: destilado fino originario del Desierto de Chihuahua, de sabor muy natural extraído de un tipo muy peculiar de agave, el Dasylirion wheeleri y ahumado por su elaboración en leña. Tal como sucede con el tequila y mezcal, hay sotol blanco, añejo o reposado. El destilado es utilizado en ceremonias indígenas y es muy valorado entre conocederos nacionales y europeos. La Denominación de Origen incluye múltiples municipios en los estados de Chihuahua, Coahuila y Durango.
- Tequila: probablemente la Denominación de Origen más reconocida de México, este destilado de agave es básico en la gastronomía mexicana y la bebida nacional por excelencia. Contrario a la creencia popular de que solo se produce tequila en Jalisco, la Denominación de Origen protege a varias zonas históricamente relacionadas con la producción, en los estados de Jalisco, Nayarit, Michoacán, Guanajuato y Tamaulipas.
- Vainilla de Papantla: considerada la mejor vainilla en la gastronomía mundial, su cultivo requiere mucho trabajo manual y cuidados que han generado múltiples subtipos. Su nombramiento protege treinta y nueve municipios de los estados de Veracuz y Puebla. Más de tres cuartas partes de la producción de esta vainilla terminan en exportación, tanto de la vainilla como su extracto natural, extracto natural concentrado, oleorresinas, vainilla en polvo y vainilla molida.

## Variantes regionales

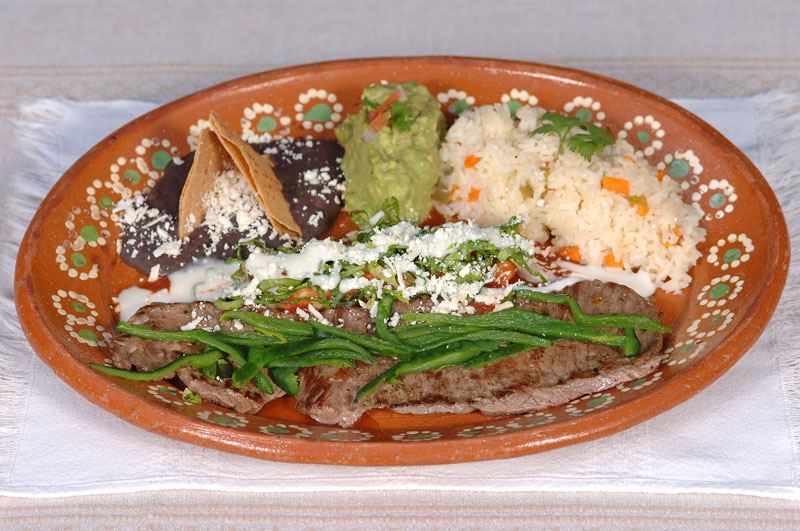
Carne a la tampiqueña, el platón ovalado representa la Región Huasteca; la tira de carne asada el Río Pánuco; las enchiladas verdes, el campo huasteco; el queso blanco, la pureza de la gente de la región; el guacamole, los frutos; los frijoles negros, la fertilidad de la tierra y el auge petrolero huasteco.

Si bien existen platos nacionales (como el mole, los chiles en nogada o la cochinita pibil), muchos autores han definido la gastronomía mexicana más como un conjunto de cocinas regionales, que no es más que una prolongación de la diversidad cultural, geográfica, histórica y étnica del país.
- Cocina Baja Med.
- Cocina bajacaliforniana.
- Cocina campechana.

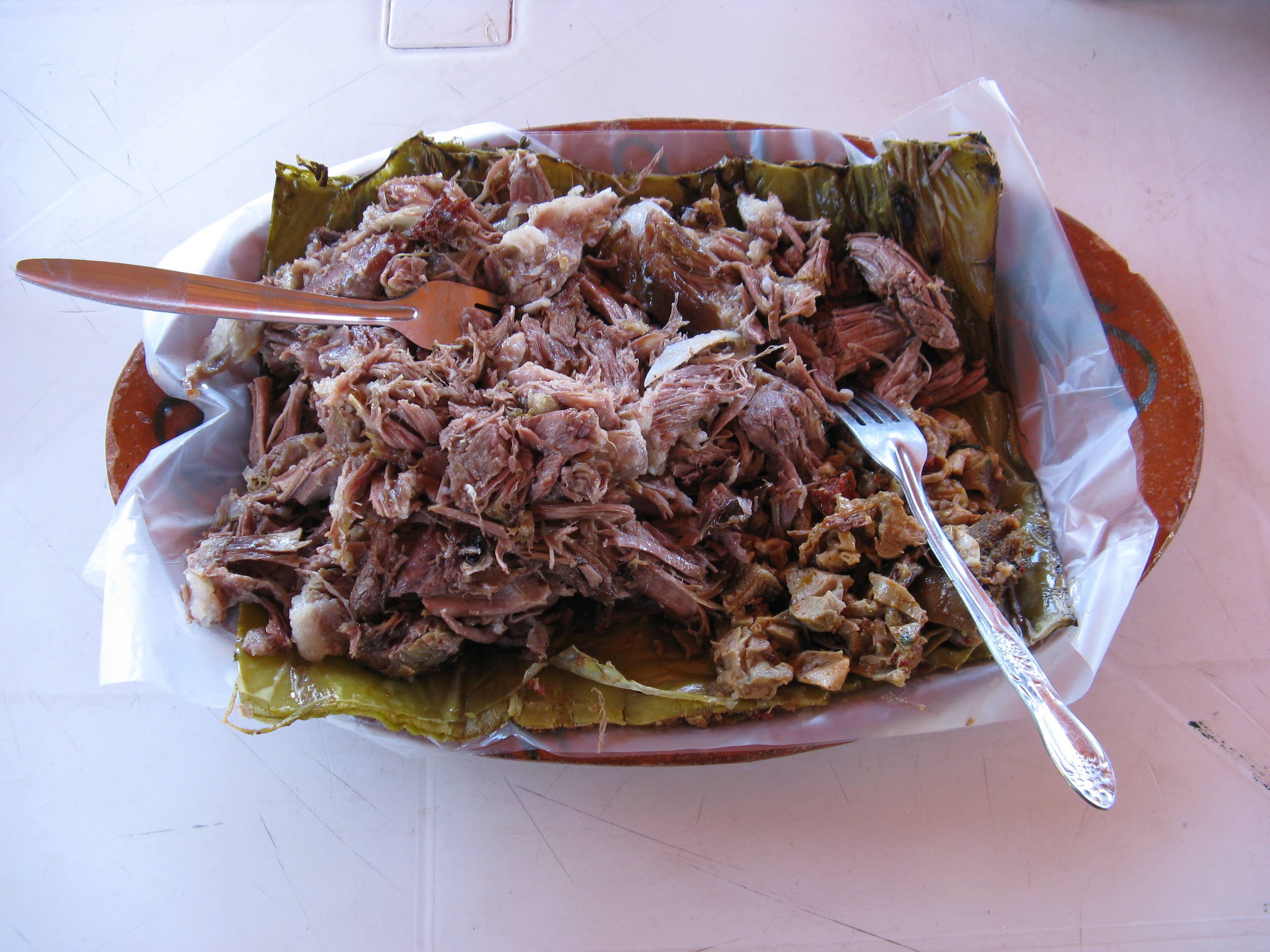
Barbacoa de carnero en Actopan, Hidalgo. La barbacoa en horno de tierra es un platillo típico del Valle del Mezquital.

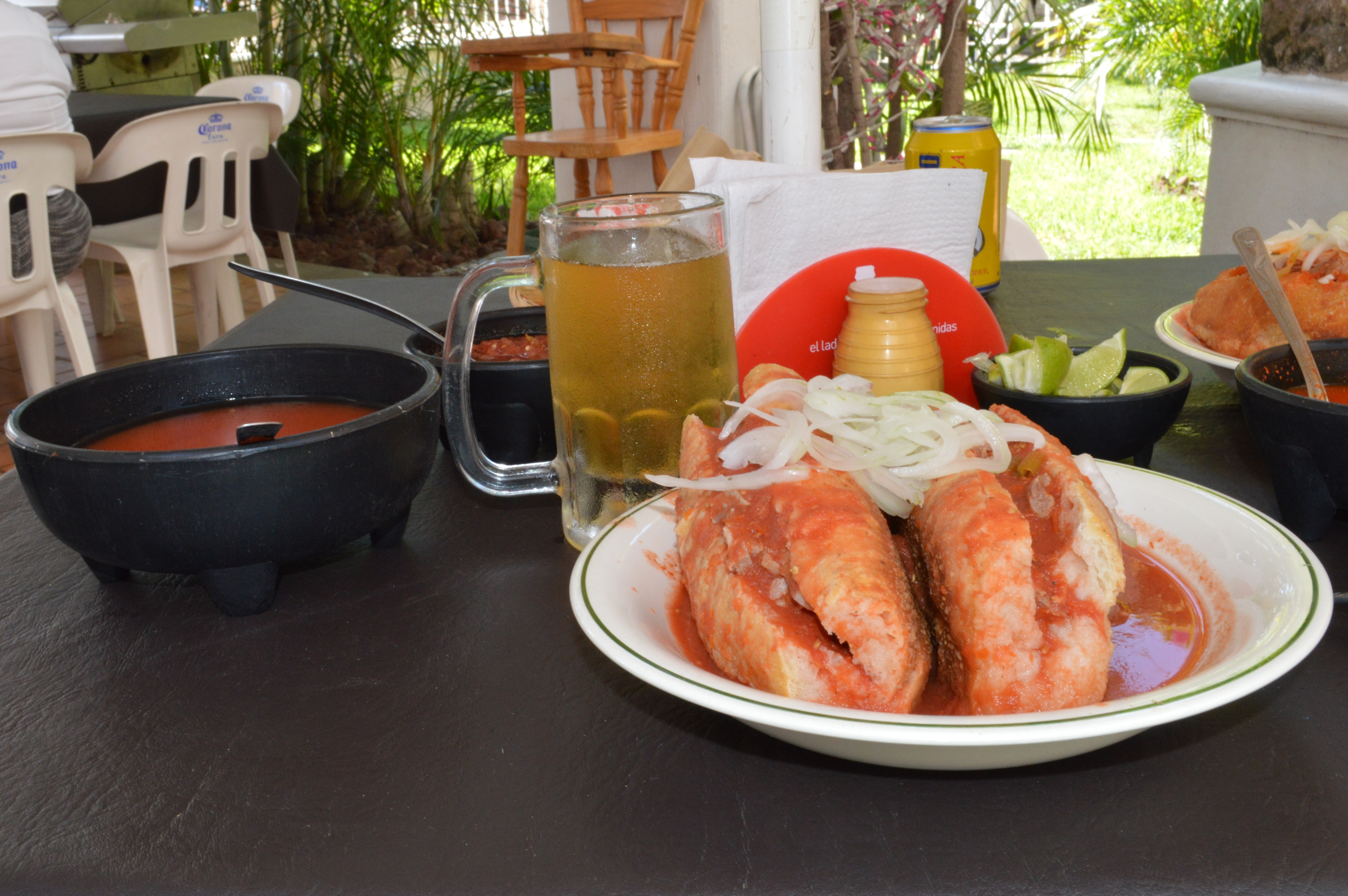
Torta ahogada acompañada de cerveza clara. La torta ahogada es uno de los platillos del Centro de Jalisco cuya popularidad se ha extendido a otras zonas del país.

- Cocina chiapaneca, con notorias diferencias entre las cocinas de sus nueve regiones: Centro de Chiapas, Altos de Chiapas, Fronteriza de Chiapas, Fraylesca, Norte de Chiapas, Selva de Chiapas, Sierra de Chiapas, Soconusco e Istmo-Costa de Chiapas.
- Cocina chihuahuense.
- Cocina coahuilense.
- Cocina colimense.
- Cocina de la Ciudad de México, centro neurálgico de la cultura culinaria del país. Gastronomía típicamente urbana, como en cuanto a guajolotas o comida corrida.
- Cocina duranguense.
- Cocina guanajuatense.
- Cocina guerrerense, con notorias diferencias entre las cocinas de sus siete regiones: Acapulco, Centro Guerrerense, Costa Chica, Costa Grande, Montaña Guerrerense, Norte Guerrerense y Tierra Caliente Guerrerense.
- Cocina hidalguense, con notorias diferencias entre las cocinas de sus diez regiones: Huasteca Hidalguense, Sierra Alta de Hidalgo, Sierra Baja de Hidalgo, Sierra Gorda de Hidalgo, Valle del Mezquital, Comarca Minera, Cuenca de México en Hidalgo, Sierra de Tenango, Valle de Tulancingo y Altiplanicie Pulquera.
- Cocina hidrocálida.
- Cocina jalisciense, con notorias diferencias entre las cocinas de sus doce regiones: Norte de Jalisco, Altos de Jalisco Norte, Altos de Jalisco Sur, Ciénega, Sureste Jalisciense, Sur Jalisciense, Sierra de Amula, Costa Sur de Jalisco, Costa Norte de Jalisco, Sierra Occidental de Jalisco, Valles de Jalisco, Centro de Jalisco.
- Cocina mexiquense.
- Cocina michoacana, con notorias diferencias entre las cocinas de sus diez regiones: del Bajío Michoacano, Cuitzeo, Infiernilo, Lerma-Chapala, Oriente Michoacano, Pátzcuaro-Zirahuén, Purépecha, Sierra-Costa Michoacana, Tepalcatepec y Tierra Caliente Michoacana.
- Cocina morelense.
- Cocina neoleonense; con especial mención a la cocina regiomontana.
- Cocina oaxaqueña, con notorias diferencias entre las cocinas de sus ocho regiones: Cañada oaxaqueña, Costa oaxaqueña, Istmo oaxaqueño, Mixteca, Papaloapan oaxaqueño, Sierra Norte oaxaqueña, Sierra Sur oaxaqueña y Valles Centrales de Oaxaca.
- Cocina poblana, con notorias diferencias entre las cocinas de sus siete regiones: Sierra Norte de Puebla, Sierra Nororiental de Puebla, Ciudad Serdán o Centro Este de Puebla, San Pedro Cholula o Centro Oeste de Puebla, Zona Centro, Mixteca poblana y el Valle de Tehuacán-Sierra Negra.
- Cocina potosina, con notorias diferencias entre las cocinas de sus cuatro regiones: Altiplano Potosino, Centro Potosino, Región Media Potosina y Huasteca Potosina.
- Cocina queretana, con notorias diferencias entre las cocinas de sus cinco regiones: Sierra Gorda Queretana, Semidesierto Queretano, Valles Centrales de Querétaro, Bajío Queretano y Sierra Queretana.
- Cocina quintanarroense.
- Cocina sinaloense.
- Cocina sonorense.
- Cocina sudcaliforniana.
- Cocina tabasqueña, con notorias diferencias entre las cocinas de sus dos regiones: Grijalva (que a su vez diferencia cocinas tan distintas en tres subregiones, Centro Tabasqueño, Chontalpa y Sierra Tabasqueña) y Usumacinta (que a su vez se divide en dos subregiones, Ríos de Tabasco y Pantanos de Tabasco).
- Cocina tamaulipeca, con notorias diferencias entre las cocinas de sus seis regiones: Fronteriza Tamaulipeca, Valle de San Fernando, Centro Tamaulipeco, Sur Tamaulipeco, Mante y Altiplano Tamaulipeco; y con especial mención a la cocina tampiqueña.
- Cocina tlaxcalteca.
- Cocina veracruzana, con notorias diferencias entre las cocinas de sus diez regiones: Huasteca veracruzana alta, Huasteca veracruzana baja, Totonaca, del Nautla, Capital, Sotavento, de las Montañas, Papaloapan veracruzano, de los Tuxtlas y Olmeca.
- Cocina yucateca.
- Cocina zacatecana.